# Clint Eastwood
Vous lisez un « article de qualité » labellisé en 2010.
Pour les articles homonymes, voir Eastwood.
Clint Eastwood [klɪnt iːstwʊd], né le 31 mai 1930 à San Francisco, est un acteur, réalisateur, compositeur et producteur de cinéma américain. Autodidacte, il entre grâce à des amis au studio Universal où il interprète d’abord de petits rôles dans des séries B, puis l’un des rôles phares d'une longue série, Rawhide. 
Il est alors remarqué par Sergio Leone qui l’embauche pour la Trilogie du dollar (Pour une poignée de dollars, Et pour quelques dollars de plus et Le Bon, la Brute et le Truand). Devenu célèbre, il interprète de nombreux rôles, d’abord pour Universal, puis pour Warner Bros., notamment celui de l'inspecteur Harry dans les films de la série Dirty Harry (1971-1988). En 1968, il devient producteur avec la création de la société Malpaso et réalise son premier film en 1971, avec Un frisson dans la nuit. Il compte à son actif des films comme Impitoyable, Un monde parfait, Sur la route de Madison, Mystic River, Million Dollar Baby, Gran Torino, American Sniper ou encore Sully et La Mule.
D'abord connu pour ses rôles d'antihéros volontiers redresseur de torts et tragiques, dans des films d'action violents ou des westerns tels que L'Homme des hautes plaines ou encore Pale Rider, il a ensuite endossé des rôles plus touchants dans des films empreints d'un certain classicisme, influencés par le cinéma de John Ford et de Howard Hawks. Il est également connu pour ses comédies telles que Doux, Dur et Dingue et Ça va cogner.
Par sa longévité, sa richesse et ses nombreux succès, tant critiques que commerciaux, cette double carrière d'acteur et de réalisateur fait de Clint Eastwood une figure majeure du cinéma, tant au niveau américain qu'international. Il a été récompensé à de nombreuses reprises, remportant notamment quatre Oscars, cinq Golden Globes, trois César et la Palme d'honneur au Festival de Cannes en 2009.

### Films biographiques

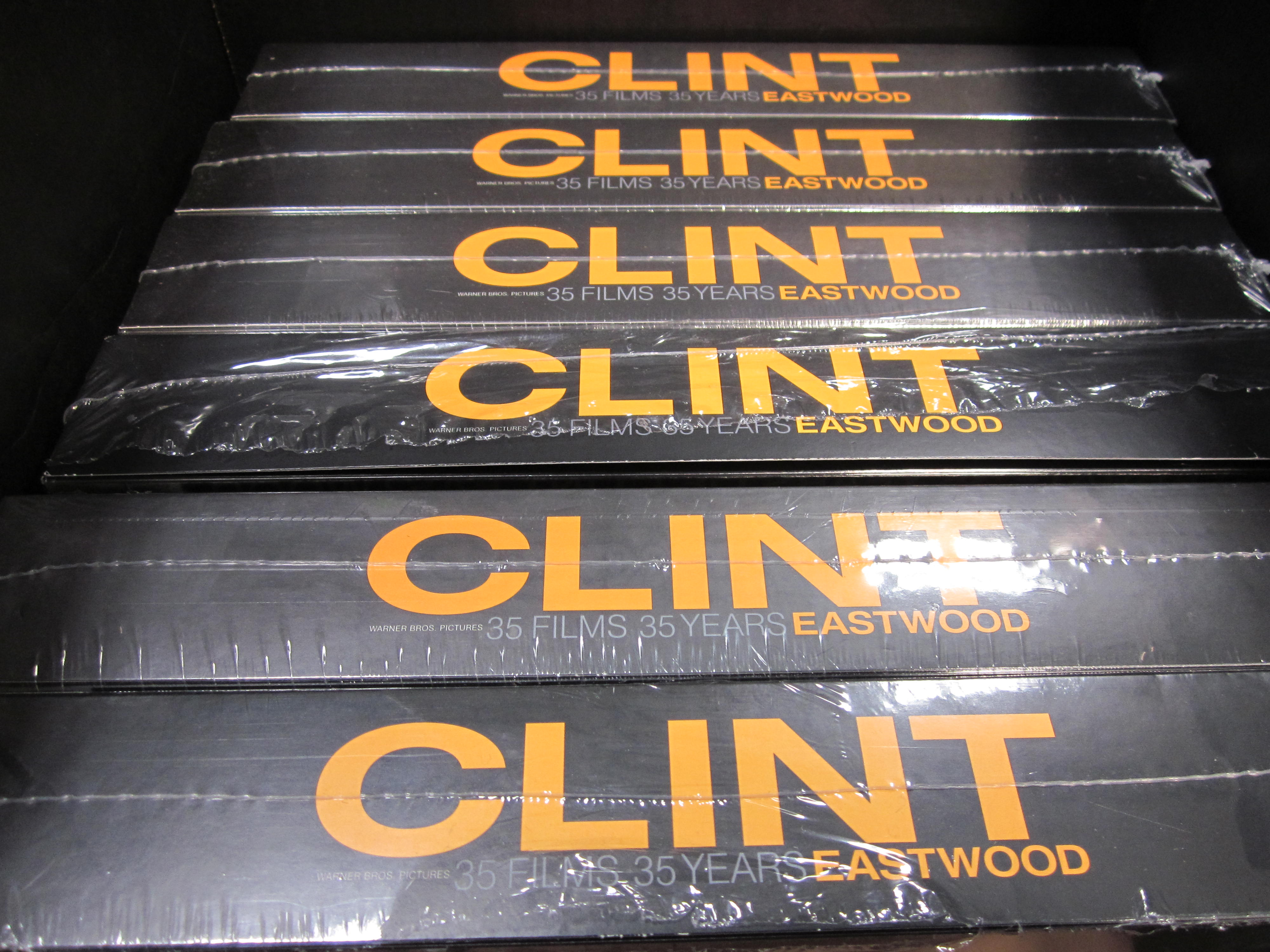
Clint Eastwood : 35 ans de carrière, 35 films. Coffret DVD distribué par Warner à l’occasion des trente-cinq années de carrière d'Eastwood.

## Biographie

### Origines

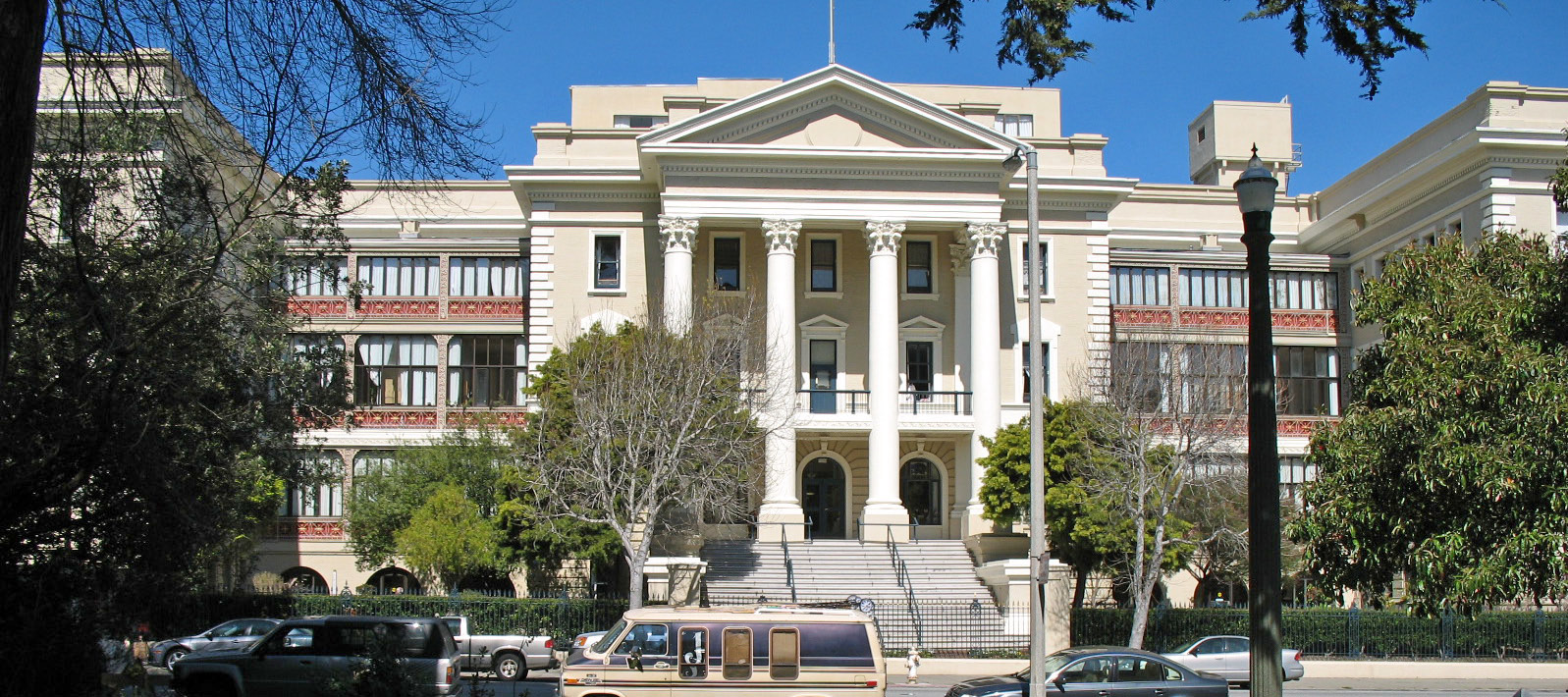
Hôpital Saint Francis où est né Clint Eastwood.

Selon Le Petit Robert des noms propres, le nom « Eastwood », vient du vieil anglais qui signifie « bois (wudu) de l'Est (ēast) ».
Clint Eastwood est le fils de Ruth (née Margret Runner ; 1909-2006) et Clinton Eastwood (1906-1970).
Clint Eastwood a toujours été mystérieux sur ses origines, sa vie privée et son passé.
Eastwood est sélectif car il veut être celui qui sait sans divulguer. Lors d'interviews, il dévoile seulement la partie de son arbre généalogique qui met en valeur son image,. Pourtant, les origines d'Eastwood suivent de près l'histoire américaine. Ses ancêtres arrivent en Amérique du Nord au milieu du XVIIe siècle. Ils font partie des premiers colons à se lancer dans la conquête de l'Ouest. Sa famille se partage donc entre des membres installés à New York, dans l'Ohio, dans le Michigan, en Virginie, dans l'Illinois, en Louisiane, au Kansas, dans le Colorado, le Nevada, en Californie et enfin en Alaska. Bien avant que Clint Eastwood naisse, sa famille est marquée par le monde du spectacle. Le premier Eastwood né en Amérique est Lewis Eastwood. Ses parents sont venus d'Angleterre ; ils sont toutefois d'origine irlandaise,. Bien qu'il ait déclaré à la presse être « le premier de la famille à avoir réussi », Clint Eastwood est bien loin de la vérité : à la fin du XVIIIe siècle, Lewis Eastwood est devenu un entrepreneur renommé, classé cent troisième parmi les mille deux cents commissionnaires de la ville de New York. L'un des petits-fils de Lewis, Asa Bedesco Eastwood, l'arrière-grand-père de Clint, quitte la ville pour devenir mineur. C'est grâce à lui que le réalisateur a souvent montré, à travers ses films, une tendresse particulière à l'égard des mineurs, comme dans La Kermesse de l'Ouest (1969), L'Homme des Hautes Plaines (1973) ou encore dans Pale Rider, le cavalier solitaire (1985). Habitué du commerce, Burr, l'un des fils d'Asa Bedesco, quitte sa famille pour travailler comme magasinier, emploi dans lequel il monte rapidement l'échelle sociale. Il épouse Jessie Anderson, une immigrante d'Écosse, qui lui donne deux fils, dont Clinton. Clinton se marie en 1927 avec Margaret Ruth Runner, une femme de la haute société. Ils donnent naissance à un garçon qui leur dédie plus tard l'Oscar du meilleur film qu'il remporte pour Impitoyable,, :

« Cette victoire est simplement merveilleuse, je la décerne à toutes les personnes auxquelles je pourrais penser. […] Durant cette année de la femme, la plus grande femme sur la planète est ici ce soir — ma mère, Ruth. »

Clinton Eastwood Jr. est donc né le 31 mai 1930, au Saint Francis Memorial Hospital (en) de San Francisco. À cette époque, le nourrisson était déjà célèbre. Sa mère déclare au journal anglais News of the World : « C'était le plus gros bébé de la maternité. Il pesait 5,2 kg. Les infirmières s'amusaient beaucoup à le montrer aux autres mamans. Elles l'appelaient « Samson ». Il était tellement grand,. » Il fut surnommé Clinton Jr. en hommage à son père, bien que son nom complet soit Clinton Elias Eastwood Jr. Toutefois, il fut surnommé par ses parents « Sonny ». Les liens familiaux sont forts chez les Eastwood, comme l'exprime Ruth lors de la naissance de son fils : « Je suis tombée amoureuse de lui dès qu'il est né ! ». Et cet amour est largement restitué dans tous les films dans lesquels Clint Jr. est impliqué par la suite.

### Enfance

#### Grande Dépression

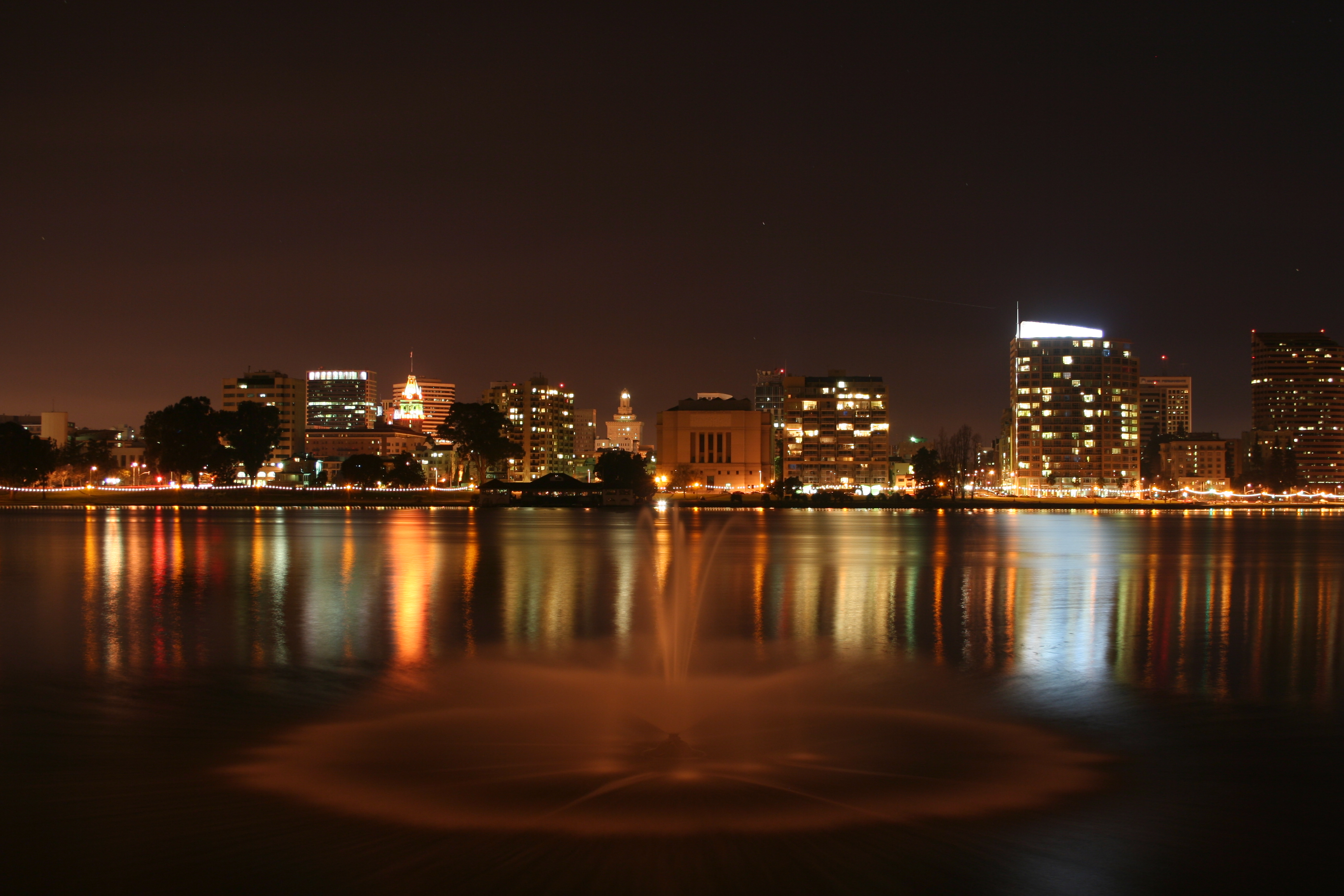
Oakland, où Eastwood aurait passé son enfance.

Ses différents attachés de presse ont, durant quarante ans, clamé que Clint Eastwood était originaire d'Oakland, ville ouvrière qui mettait en valeur la réussite d'Eastwood. Ce dernier a même déclaré dans une interview que s'il traitait si souvent les gens de « trous du cul » dans ses films, c'était probablement à cause de son enfance passée à Oakland. Toutefois, cette information n'est pas vraiment exacte. Dans la biographie écrite par Schickel publiée en 1996, on découvre qu'Eastwood a, en fait, grandi à Piedmont, (cependant la petite ville résidentielle de Piedmont est totalement enclavée dans le territoire d'Oakland et peut donc être considérée comme faisant partie de l'agglomération d'Oakland). Schickel déclare que les Eastwood ont grandi dans une « modeste maison au toit couvert de bardeaux », mais il précise que « cette maison était [toutefois] située à la limite d'Oakland ». L'enfance de Clint Eastwood est marquée par la Grande Dépression et le passage au cinéma sonore. Les journaux locaux ne traitent guère de la crise. Toutefois le chômage ne cesse d'augmenter. Il atteint un taux de 28 % en Californie. Si Oakland, d'origine ouvrière, est très touchée par la Grande Dépression, Piedmont fait figure de banlieue chic où la crise n'a pas de réel impact sur la vie de tous les jours. Toutefois, les parents du jeune Eastwood quittent la région lorsque Clinton Sr. perd son emploi de commercial chez East Bay Refrigeration Products,.

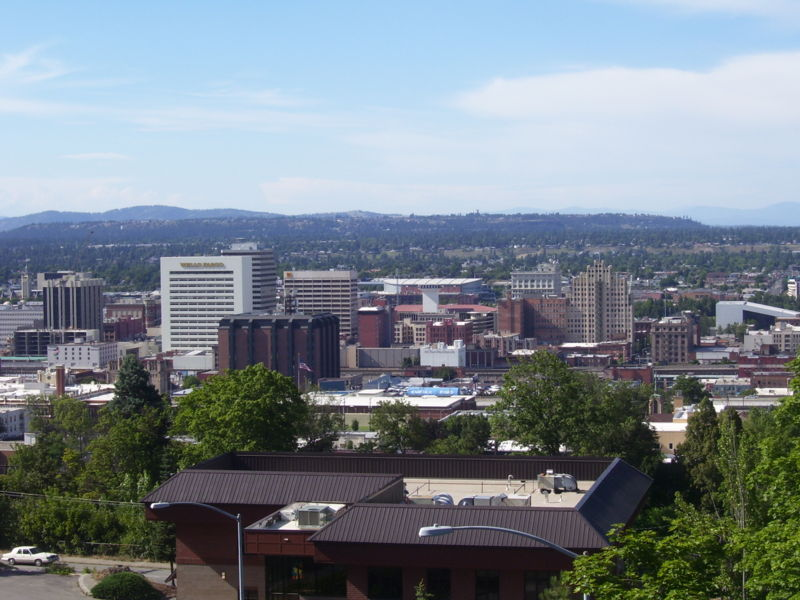
Spokane, ville dans laquelle Clinton Sr. trouve un travail temporaire.

Selon les divers témoignages, Clinton Sr. se met en quête de travail partout où il y en a. Il déclare ainsi à son fils : « dans la vie, on n’a rien pour rien », ce que Clint Jr. n’a jamais contesté. C'est d'ailleurs peut-être de ce nomadisme que naît la future passion d'Eastwood pour les westerns. Il n'a ni diplôme universitaire ni qualification professionnelle. Les voyant découragés, le frère de Ruth, la mère de Clint Jr., les dépanne financièrement comme il peut. Il aide par ailleurs Clinton Sr. à trouver un emploi dans une usine de réfrigérateurs à Spokane. Ce dernier enchaîne avec un travail de pompiste sur Sunset Boulevard qu'il obtient grâce à des amis. La famille s'installe alors à Pacific Palisades, un district de Los Angeles. C'est durant cette période que Clint Jr. manque de mourir noyé à l'âge de quatre ans et qu'il assiste à la naissance de sa sœur, Jeanne. L'enfance de Clint Jr. est ainsi marquée par des déménagements incessants dus aux changements de travail de son père ; ils vont notamment à Sacramento et Redding. Ces voyages durent près de six ans. Cependant, Schickel déclare dans son livre sur Clint Eastwood qu'« il n'y avait jamais ni panique ni désespoir dans ces déménagements. […] Quand la famille faisait ses paquets, M. Eastwood avait toujours retrouvé un emploi. Et à aucun moment Clint ne s'est senti délaissé ou abandonné durant cette période. ». Au milieu des années 1930, la mère de Clint Eastwood achète la maison de sa tante à Piedmont pour une somme dérisoire. En évoquant cette période, l'acteur déclare au journal Village Voice, en 1976, que « c'était une époque merdique ». Il précise au magazine Rolling Stone : « on n'était pas itinérants. […] C'était pas Les Raisins de la colère, mais c'était pas le luxe non plus ».
De retour dans sa ville natale, Clint Eastwood rend souvent visite à sa grand-mère, Virginia May Runner, jusqu'en 1937, date à laquelle cette dernière déménage vers une zone rurale, derrière les faubourgs Est d'Oakland. Malgré son départ, Clint Eastwood ne la perd pas de vue pour autant et va chez elle de temps en temps. C'est durant ces quelques séjours que Clint Eastwood apprend à monter à cheval. Il y apprend également les valeurs du sacrifice et du devoir :

« Grand-mère a eu plus d'impact sur ce que je suis devenu que n'importe quelle théorie de l'éducation. Elle vivait seule et était très autonome. »

#### Premiers pas dans le monde artistique
Il est âgé de dix ans lorsque son père trouve enfin un emploi lucratif en tant qu'assureur à la Connecticut Mutual Life Insurance Co. C'est alors que la Seconde Guerre mondiale éclate. Clinton Sr. étant mobilisable, il devient tuyauteur sur des chantiers navals. Peu de temps après, l'économie prend un nouvel essor durant la guerre, et les Eastwood en profitent. La famille achète une résidence sur la Hillside Avenue, à quelques pas de l'école de Clint Jr. L'époque de sa vie qu'il qualifiait de « merdique » est terminée.

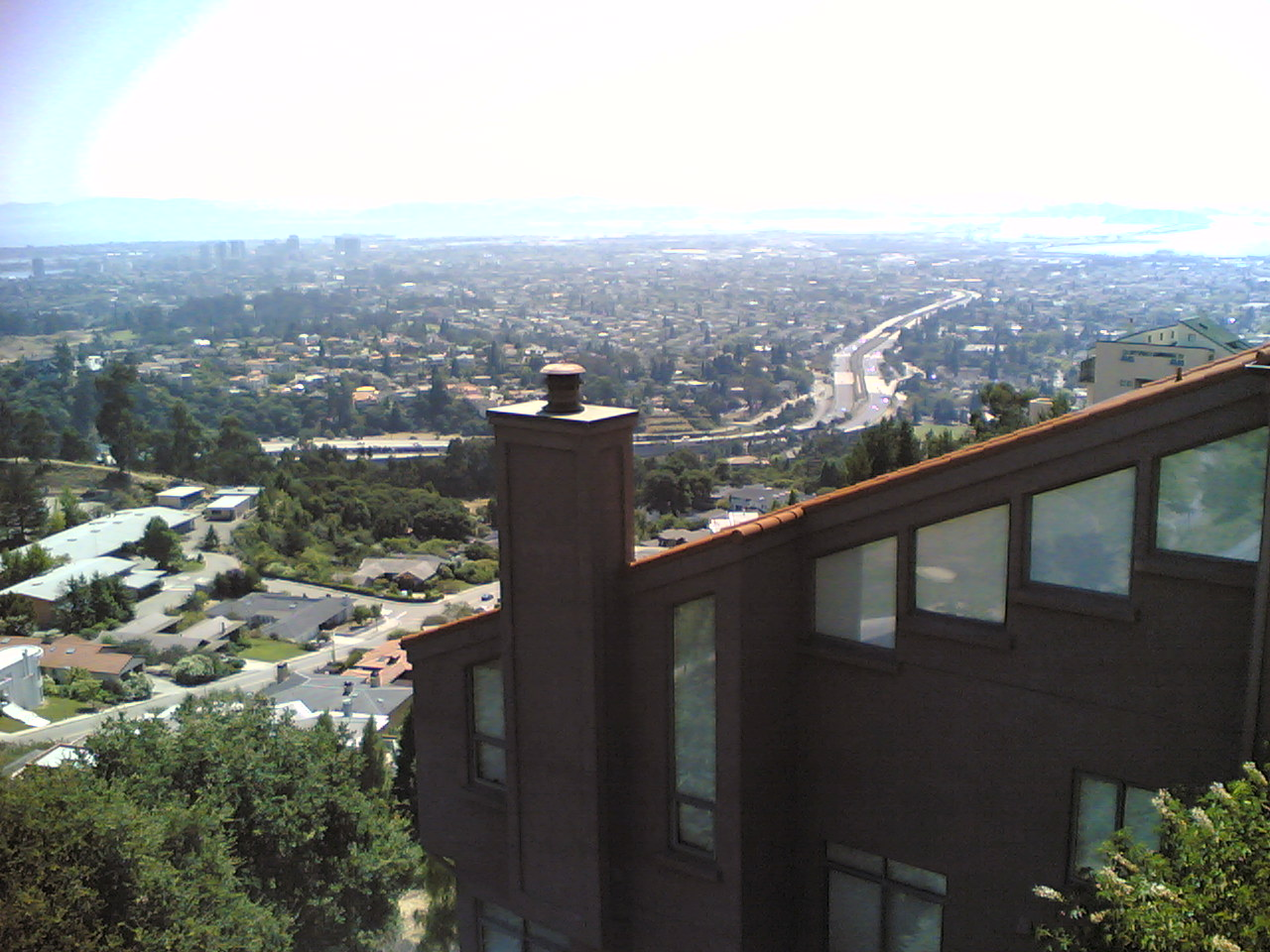
Piedmont, la ville de l'enfance de Clint Eastwood.

Bien qu'appartenant à une famille tournée vers la religion, Clint Jr. n'est inscrit sur aucun registre de baptême et ne va jamais à la messe. Ce manque est certainement dû aux déménagements de son enfance. Lorsque David Frost lui demande si la religion est importante pour lui, Clint Eastwood répond : « Je ne souscris à aucune religion officielle. Mais j'ai toujours accordé beaucoup d'importance à ce genre de choses […]. Surtout quand je suis dans la nature. Je crois que c'est pour ça que j'ai tourné autant de films […] dans la nature. […] Je n'ai jamais vraiment réfléchi là-dessus à haute voix. »
Clint trouve son premier travail comme caddy sur un terrain de golf. Il distribue aussi le journal Oakland Tribune, tond des pelouses et emballe les courses des clients d'une épicerie locale pour se faire de l'argent de poche. En parallèle, sa vie scolaire n'est pas très épanouie : il change près de dix fois d'établissement. Il fréquente notamment les écoles Glenview, Crocket Highlands et Frank Havens School, toutes à proximité de Piedmont. À la deuxième d'entre elles, Eastwood suit un cours de photographie, ce qui se révèle être son premier contact avec le monde artistique. Plus tard, au collège, Clint Eastwood découvre la comédie. Bien qu'il soit introverti, il est choisi parmi tous les élèves de sa classe pour interpréter le rôle principal d'une pièce par son professeur d'anglais, Gertrude Falk. Désastreux au début, il prend peu à peu confiance en lui et termine la pièce avec plusieurs rires appréciateurs.
Il découvre le jazz grâce à sa mère qui collectionne des disques. De son côté, son père joue de la guitare et chante dans un groupe improvisé. Clint grandit ainsi en écoutant des morceaux de jazz et de rhythm and blues. Il commence lui-même à jouer de la clarinette, puis du piano. Il finit même par prendre des cours. Cela devient par la suite une de ses passions.

#### La période «rebelle»
Clint entre à l'école secondaire en 1945. Il est indifférent à l'éducation et doit suivre les cours de rattrapage pour pouvoir passer en deuxième année. Bien élevé et socialement avantagé, Clint Eastwood devient de plus en plus un « marginal » qui cherche à se montrer rebelle. Le personnage solitaire du collège est désormais entouré de plusieurs amis. Malgré son physique sportif, Eastwood n’est pas un bon athlète et ne s'investit pas dans les équipes sportives de l'école. Il déclare à ce sujet qu'il ne s'est « jamais vraiment impliqué dans les sports d'équipe, à cause de tous les déménagements ».

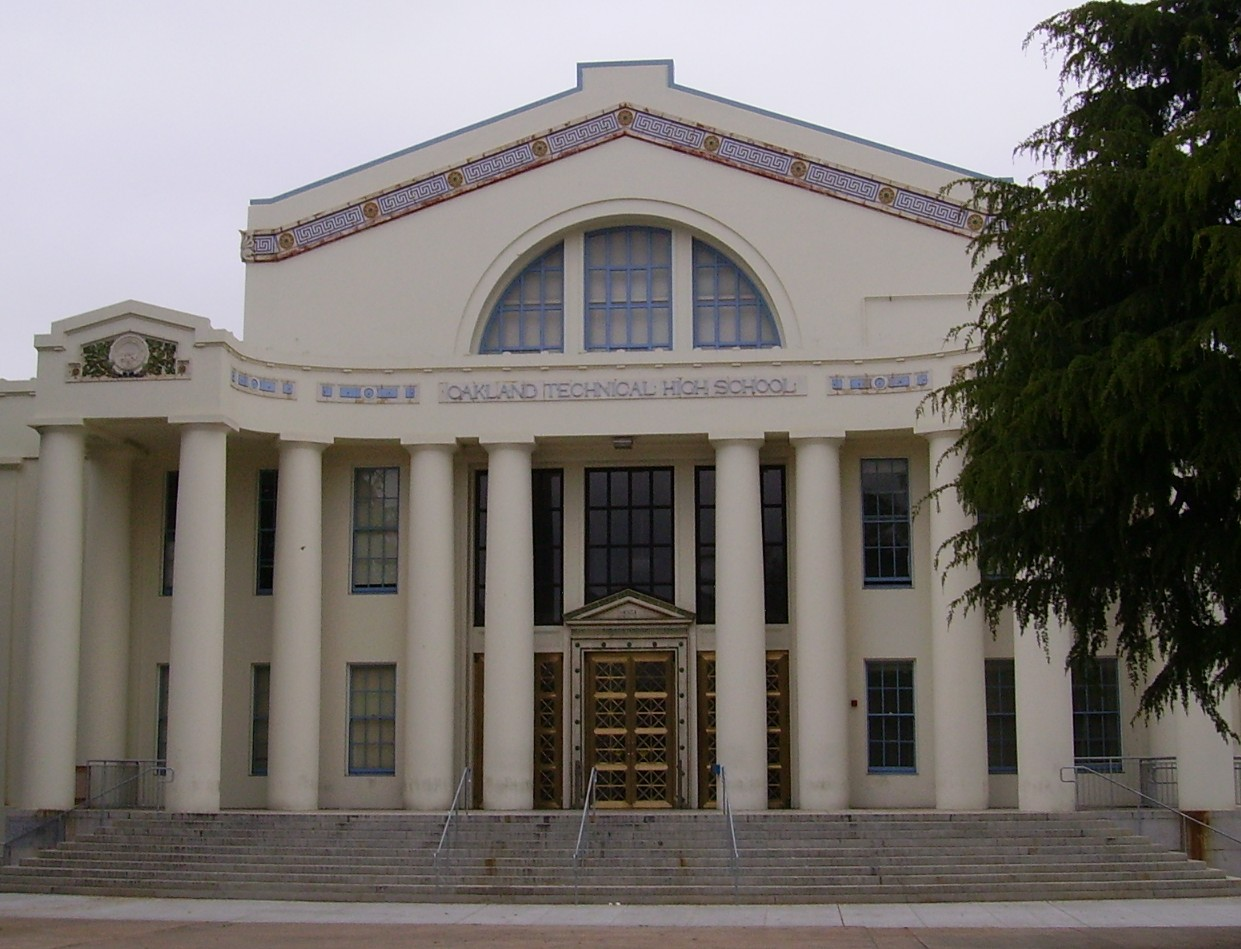
L'école technique d'Oakland dans laquelle Eastwood termine ses études.

Après avoir validé sa première année à l'école secondaire de Piedmont, Clint Eastwood la quitte pour l'école technique. Les raisons de ce départ sont assez floues. Certains affirment que c'est à cause des cours de théâtre que dispensait l'école technique que l'acteur changea d'établissement. D'autres avancent que c'est l'absence de familles noires ou asiatiques qui poussèrent Clint Eastwood à partir et d'autres déclarent qu'il a quitté l'école à sa demande.
Il finit son cursus dans cette école technique. Durant cette période, il obtient sa première voiture, alors qu'il n'avait pas l'âge légal pour la conduire. L'acteur avait deux priorités dans la vie : les voitures et les filles. Il assouvit sa passion avec ses copains, entre balades en voiture et flirt à l'arrière. On remarque d'ailleurs qu'une fois sa société de production créée, il enchaîne les films sur ces thèmes : Le Canardeur (1974), L'Épreuve de force (1977), Honkytonk Man (1982), Pink Cadillac (1989) ou encore La Relève (1990). À l'école secondaire, plutôt que de suivre des cours de théâtre, Clint assiste à des cours de mécanique et d'aéronautique. Il ne pense alors pas à son avenir, préférant vivre aux côtés de ses amis plutôt que de travailler ses leçons.
En 1948, la famille Eastwood doit à nouveau déménager, à la suite d'une promotion de Clinton Sr. Il est nommé directeur de l'une des usines de la société, à Seattle. Ses parents laissent derrière eux Clint Jr., qui termine son semestre à l'école hébergé par Harry Pendleton, l'un de ses camarades. Ainsi, à dix-neuf ans, il obtient son baccalauréat américain, malgré une scolarité dissipée,, et demeure encore chez son camarade quelque temps. Entouré de son groupe d'amis, il est persuadé que la vie étudiante n'a aucun attrait. Il ne voit qu'un côté positif : faire la fête. Dans cette optique, il côtoie de nombreuses discothèques chaque fin de semaine. Un soir, alors qu'il rentre chez lui en voiture, accompagné de quelques amis, ils sont contraints de s'arrêter pour ne pas percuter des chevaux qui traversent la route. L'un d'entre eux reconnaît les chevaux : « Stop ! Je sais à qui ces chevaux appartiennent. » Tous descendent alors de la voiture et ramènent les chevaux à Howard Hawks. Clint croise pour la première fois Hawks, scénariste, réalisateur et producteur de nombreux films importants dans des genres très variés. « Ce fut la seule rencontre d'Eastwood avec Howard Hawks, qui était l'un de ses réalisateurs préférés […]. Il dit considérer Hawks, de même que John Ford et Anthony Mann, comme un des hommes qui ont beaucoup influencé son propre travail » écrit Janet Maslin dans un article du New York Times en 1993. Cependant, Clint n'échange aucune parole avec Hawks lors de leur rencontre.

### Début de l'âge adulte

#### Prémices de la collaboration avec Universal

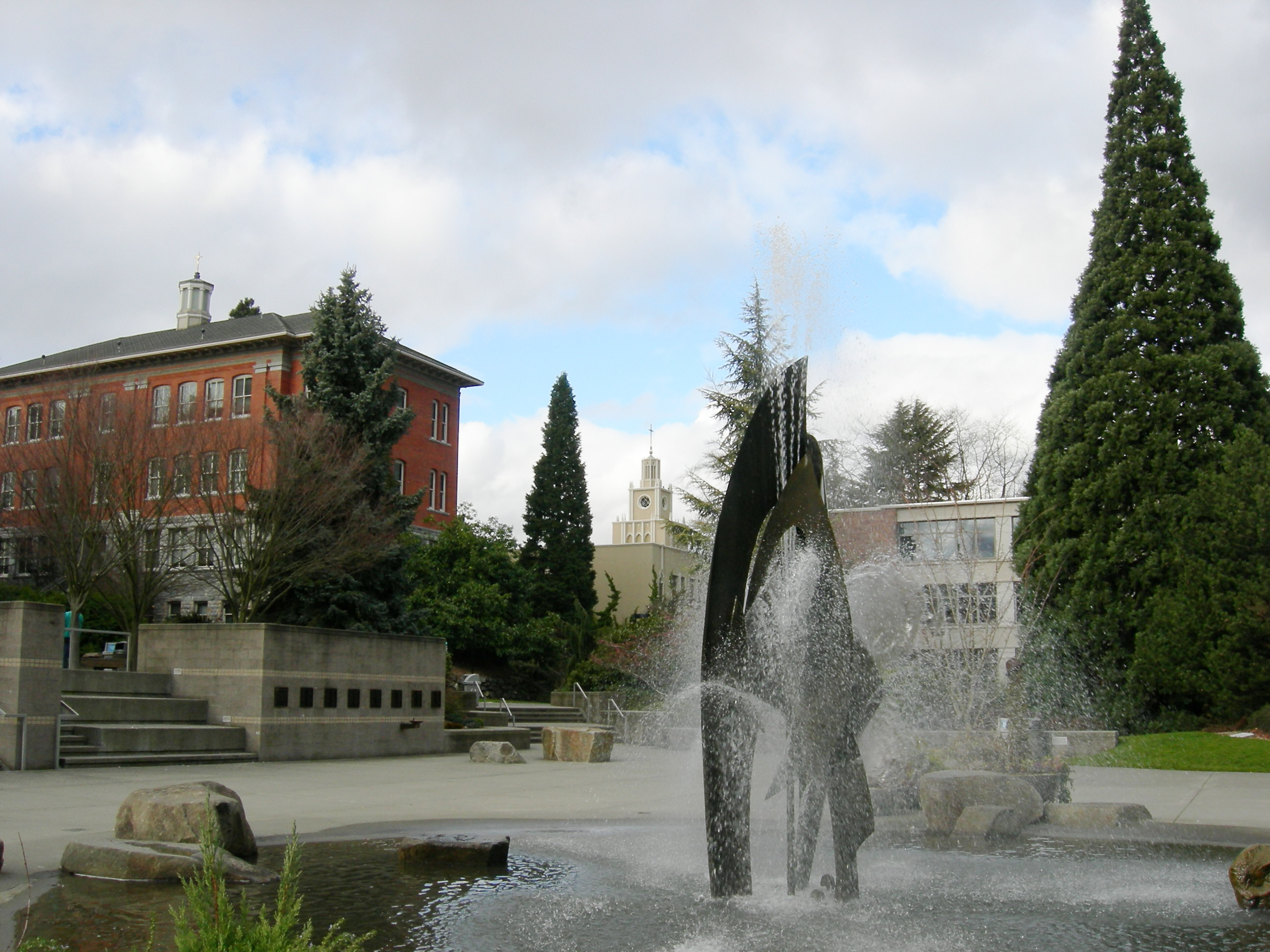
La Seattle University dans laquelle Clint souhaite poursuivre ses études.

Au début de l'été 1949, Clint Eastwood part rejoindre sa famille à Seattle. Malgré son manque de qualifications, il se fait embaucher dans une usine de Weyerhaeuser Company à Springfield, dans laquelle il reste un an. Il enchaîne ensuite plusieurs petits travaux : il fait l'inventaire des pièces chez Boeing, conduit un camion pour Color Shake, puis est veilleur de nuit chez Bethlehem Steel. En parallèle, il suit une formation et obtient de la Croix-Rouge le diplôme de maître-nageur. Il reçoit en même temps sa convocation au service militaire, où ce diplôme se révèle précieux. Il décide alors de poursuivre des études supérieures de musique à l'université de Seattle. Les étudiants ne sont pas repris, à cause de l'engagement du général Lewis B. Hershey d'envoyer 30 000 hommes en quatre-vingt-dix jours en Corée. Clint fait appel auprès du conseil de révision pour obtenir un délai, mais on le lui refuse.
Clint arrive le 20 mars 1951 à Fort Ord, le centre de réception des appelés, où des milliers de jeunes recrues arrivent pour renforcer l'armée du général Douglas MacArthur, qui souhaite mener une offensive vers le nord de la Corée. Son diplôme de maître-nageur lui vaut de ne pas partir en Corée, mais de devenir professeur de natation au camp,. Il n'est pas envoyé en Corée grâce à la qualité de ses cours pour laquelle il termine caporal, et fait même l'objet d'une citation récompensant son mérite.
En sa qualité d'enseignant militaire, il lui est nécessaire de faire preuve de sang-froid et de témoigner d'un esprit de commandement qui lui sert par la suite, quand il devient réalisateur. Clint Eastwood déclare qu'une équipe de tournage, « c'est comme un peloton. Je guide le peloton vers l'endroit où il doit aller. » Fort Ord ressemble à une vraie ville : outre la caserne, on y trouve un centre de sport, une cantine, un hôpital, des magasins, des théâtres et des cinémas. Universal Pictures semble avoir entretenu une grande relation avec Fort Ord. Les nouveaux films y sont souvent montrés avant leur sortie nationale ; leur projection bénéficie même de la présence des acteurs et réalisateurs. Clint passe ainsi ses deux années de service, sans toutefois réellement entrer en relation avec une quelconque célébrité du monde du cinéma ; il réussit pourtant à s'ouvrir les portes des studios Universal.

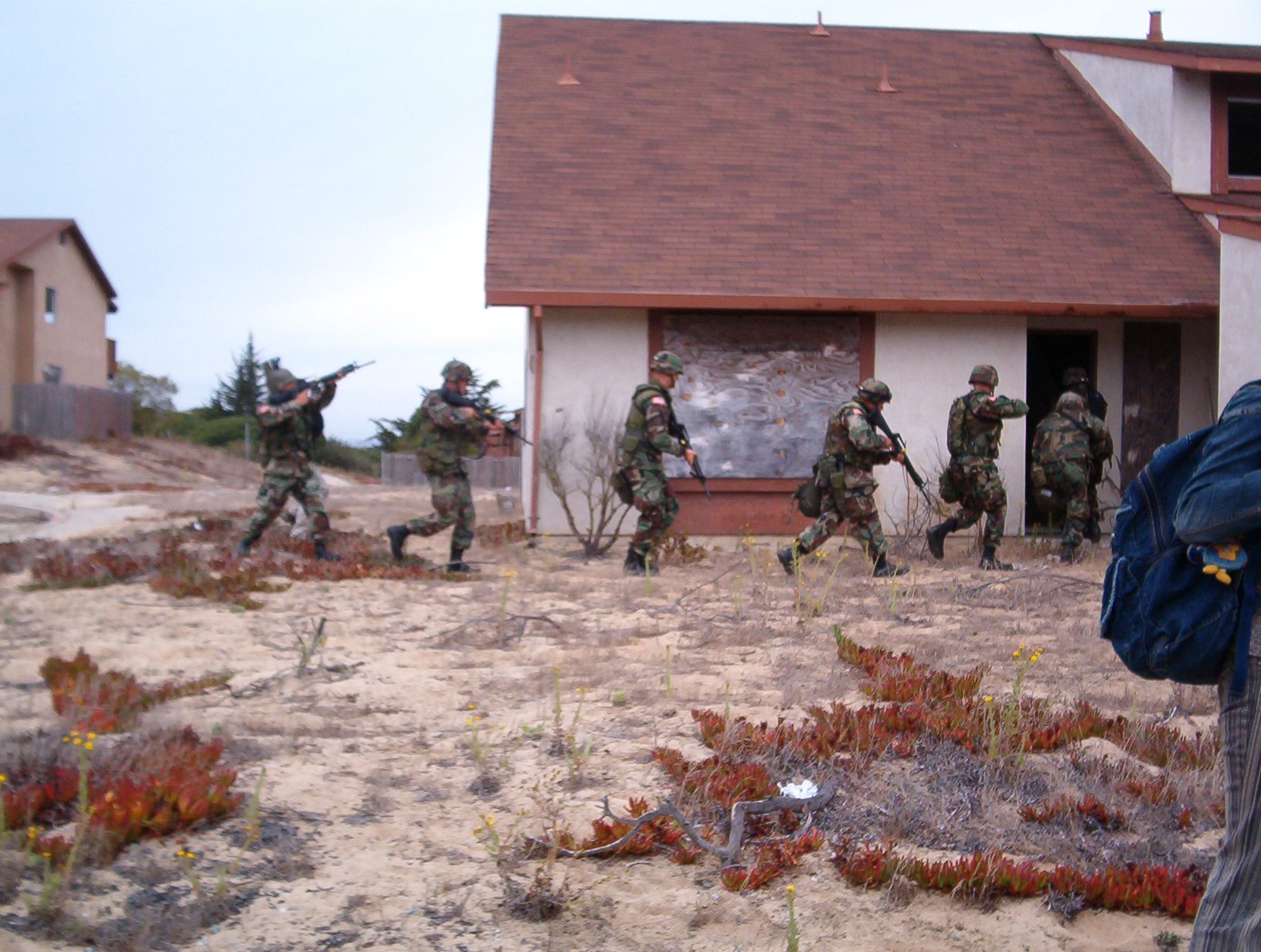
L'U.S. Army durant un entraînement fictif à Fort Ord en 2004.

En 1952, Clint Eastwood peut voter pour la première fois. À l'instar de toute sa famille, il s'oriente vers le Parti républicain et vote pour Dwight D. Eisenhower,. Il est entré en contact avec Universal International durant son service militaire, mais la manière dont cela s'est déroulé est assez floue. Plusieurs théories ont été proposées, et personne ne peut dire quelle est la bonne. La première d'entre elles a été publiée dans un communiqué de presse publicitaire du groupe, le 18 février 1955 : on y apprend que Clint a été découvert par un individu en visite au Fort Ord qui a remarqué son physique avantageux. « Clint Eastwood a été découvert par le réalisateur Arthur Lubin durant le tournage de Francis chez les wacs à Fort Ord,,. » Le communiqué de CBS lors de la sortie de Rawhide est plus complet à ce sujet : « une équipe de tournage Universal International était en train de travailler à Fort Ord, en Californie. Un audacieux assistant-réalisateur remarqua le beau jeune homme de 1,93 mètre alors qu'il s'apprêtait à faire la queue pour la cantine. Il lui dit : « quand tu auras fini, passe faire un tour sur le plateau. Je voudrais que tu rencontres notre réalisateur ». Clint s'exécuta et le réalisateur fut tellement impressionné par son physique […] qu'il lui demanda de le rappeler à Universal dès qu'il aurait terminé son service,. La deuxième théorie au sujet de cette rencontre est légèrement différente. Publiée par Schickel dans son livre, elle met en avant Chuck Hill, une recrue de Fort Ord, qui encourage Clint à se rendre à Los Angeles. Mais Clint ne fait rien. Les deux hommes restent en contact, et Hill obtient un jour un poste à Universal où il fait entrer en cachette son ami. Il le présente à un cadreur, Irving Glassberg, qui voit en lui la future vedette,. La troisième théorie est avancée par Earl Leaf. Ce dernier affirme que Clint restait durant des heures assis sur un tabouret en espérant se faire remarquer, à l'image de Lana Turner, découverte sur un tabouret du bistro Schwab's. Un jour, ses espoirs se réalisent lorsqu'il rencontre une jeune standardiste qui le fait entrer à Universal. Il semble que la première théorie, bien que déformée, se rapproche le plus de la réalité.

#### La chance de Clint Eastwood
Plus tard, Clint Eastwood quitte Seattle, où il a mis enceinte une fille dont les parents fréquentaient les siens. Ses parents, scandalisés, fournissent à Clint la somme nécessaire pour payer l'avortement de la jeune fille, bien qu'il propose de l'épouser. Il promet alors à ses parents de devenir plus sérieux. Plus tard, il explique à ses amis que cet épisode fut « dévastateur » pour lui, que cette fille reste son seul « véritable amour ». Il décide donc de partir pour la Californie et entame une relation avec Margaret Neville Johnson, surnommée « Maggie ». Elle a travaillé comme secrétaire pour Industria Americana. Il a continué à voir d'autres femmes, y compris une collègue d'une petite compagnie de théâtre à Seattle, pendant son emploi d'été à Kennydale Beach Park. Malgré les liens qui se chevauchent, il épousa Johnson lors de Noël 1953 à Pasadena ; au moment de leur mariage, l'autre petite amie d'Eastwood à Seattle était enceinte de sept mois. Cette femme non identifiée a donné naissance à Laurie Eastwood Warren Murray le 11 février 1954 et a placé l'enfant en adoption,. L'existence de Laurie est restée secrète jusqu'en 2018.
Le Los Angeles City College est considéré comme le meilleur établissement de la ville pour apprendre la comédie ; il a notamment formé Kim Novak, Robert Vaughn ou encore James Coburn. D'ailleurs, beaucoup de studios y envoient leurs acteurs sous contrat, pour qu'ils poursuivent leur formation. Malgré cette réputation, Clint Eastwood ne va pas dans cette université pour suivre des cours d'art dramatique, mais pour y suivre une formation commerciale. Il étudie ainsi de septembre 1953 à février 1954. Mais au printemps, Eastwood décide d'abandonner ses études : en avril, grâce à des personnes rencontrées durant son service militaire, il est embauché chez Universal, où il signe un contrat de courte durée. Malgré la récession qui sévit aux États-Unis, Universal semble s'en sortir en produisant de nombreux films à petit budget. Clint Eastwood est donc embauché comme « inconnu pas cher », avec un salaire de 75 $ par semaine. À cette époque, rien n'est encore gagné pour lui, qui n'a jamais appris à jouer la comédie.
En 1950, Sophie Rosenstein a créé la Universal Talent School où l'on apprend la comédie. Chaque année, plus de soixante personnes s'y présentent, dix seulement gagnent le droit de passer une audition et deux ou trois sont retenues pour faire un essai filmé. Le premier critère de sélection, à l'époque, est le physique. En rencontrant Clint, Arthur Lubin a déclaré qu'« il était tellement grand, mince et beau ». Il lui propose immédiatement de faire un essai filmé, mais Eastwood, n'ayant aucune expérience du métier d'acteur, ne sait pas où se positionner ni ce qu'il doit faire. Malgré cet essai décevant, Lubin lui affirme qu'« il faut persévérer » et lui suggère de s'inscrire à l'école d'art dramatique du studio. C'est ainsi qu'Eastwood obtient son contrat avec la société Universal. Signé le 26 avril 1954, le contrat stipule que le studio bénéficie de ses « services exclusifs à titre d'artiste pour ce qui est du cinéma, des apparitions personnelles et des productions théâtrales, radiophoniques et télévisuelles ». Le contrat dure vingt semaines, avec un salaire de 100 $ par semaine et la possibilité d'être prolongé.
Clint Eastwood se montre bon élève dès les premières semaines : s'il n'a pas toujours de bonnes notes, il est consciencieux et attentif, ce que relèvent les professeurs qui le considèrent comme l'un de leurs meilleurs élèves. Toutefois, sa réussite se limite aux cours ; lorsque Eastwood joue, il demeure froid et rigide. D'ailleurs, lorsqu'il passe sa première audition pour jouer dans le film La police était au rendez-vous (Six Bridges to Cross) de Joseph Pevney en mai 1954, il n'obtient aucun rôle. Il tente, sans succès, de jouer des scènes tirées de Brigadoon, Tessa, La Nymphe au cœur fidèle ou encore de Sept ans de réflexion pour montrer aux directeurs de casting ce qu'il vaut. Il se rabat alors sur le doublage. Il travaille ainsi sur La Révolte des Cipayes, Le Signe du païen, Le Fleuve de la dernière chance et sur Deux Nigauds et les flics.

#### Une carrière naissante
L'ayant remarqué à Universal lorsque Lubin travaillait sur son film Francis chez les wacs, Jack Arnold décide d'engager Eastwood pour les besoins du tournage de La Revanche de la créature. Il y joue le petit rôle d'un laborantin, Jennings, qui assiste un médecin (John Agar) qui mène des recherches sur un monstre,. Durant les années 1950, il obtient plusieurs rôles, mais toutes ses apparitions sont insignifiantes pour l'intrigue. C'est alors que le jeune Eastwood et sa femme, Maggie, déménagent dans un appartement à la Villa Sands, sur Ventura Boulevard, pour être plus proches des studios Universal. Ils y côtoient des jeunes célébrités telles que Gia Scala, Anita Ekberg ou encore Lili Kardell. Eastwood est alors un ami proche de Scala et de Kardell, toutes deux également comédiennes de la Talent School. La période rebelle est oubliée, Clint essaye désormais de réussir sa vie.
Clint Eastwood apparaît à l'écran moins souvent que ses collègues de la Talent School. On le voit dans quelques films, mais sa présence est à peine remarquable. On le retrouve dans Ne dites jamais adieu, Brisants humains ou encore dans Les Piliers du ciel et La corde est prête. Il participe, sans être toutefois crédité, aux films Le Cavalier au masque, El Tigre, La Danseuse et le Milliardaire (Ain't Misbehavin'), Les Forbans, L'Enfer des hommes, La Jungle des hommes, Coup de fouet en retour (Backlash) et Benny Goodman. Si Universal l'utilise, Clint en tire profit et observe durant son apprentissage toutes les étapes de la fabrication d'un film.
En septembre 1955, son contrat avec Universal est sur le point d'expirer. Eastwood est persuadé que la société le renouvellera. Aussi, en rentrant de deux semaines de vacances qui lui avaient été accordées avec sa femme, il est face à une désillusion : son contrat et celui de deux autres personnes n'ont pas été reconduits. Cet échec renforce sa détermination à continuer sa carrière dans le cinéma. Son amitié avec Lubin demeure inchangée : celui-ci l'invite souvent à dîner ou à voyager en sa compagnie, lui offre des costumes ou lui prête de l'argent. Le réalisateur étant homosexuel, certains pensent même qu'Eastwood l'est également. Sa femme, jalouse de cette relation, demande à Clint de ne plus jamais revoir Lubin. Toutefois, les deux hommes restent en contact. Lubin offre à Eastwood le plus grand rôle de sa carrière à l'époque, et sa première apparition au générique : celui d'un officier qui recrute pour la brigade des Rough Riders dans La VRP de choc (First Traveling Saleslady).
Il enchaîne avec un petit rôle, toujours pour Lubin, comme pilote dans Escapade au Japon (Escapade in Japan) et des apparitions à la télévision. Eastwood essaie en vain d'obtenir un contrat avec la Warner Bros., avec la Paramount Pictures ou encore avec la 20th Century Fox. C'est en 1959 qu'il réussit enfin à obtenir un grand rôle, dans la série télévisée Maverick. Il interprète le rôle d'un méchant qui essaye d'épouser une fille riche pour son argent. Toutefois, il est loin de s'épanouir grâce à son travail ; c'est Maggie Johnson, sa femme, qui, grâce à son emploi comme mannequin, permet à la famille de subvenir à ses besoins.
Il obtient en revanche une place dans C'est la guerre (Lafayette Escadrille) de William A. Wellman et un rôle, bien plus important que le précédent, dans Ambush at Cimarron Pass, western réalisé par Jodie Copelan. Il y incarne un soldat sudiste qui explore la frontière à la recherche de trafiquants d'armes. Considérant Ambush at Cimarron Pass comme la « pire étape de sa carrière », et abattu par le manque de succès, il est prêt à abandonner le cinéma. Lorsqu'il assiste à une projection du film avec sa femme, il lui déclare : « Je vais arrêter. Il faut vraiment que j'arrête. Il faut que je retourne à l'école. Je dois commencer à faire quelque chose de ma vie ». Après avoir été brièvement sous contrat avec la Marsh Agency, il trouve un nouvel agent, Bill Shiffrin.

### Universal etUnited Artists

#### Un succès imminent

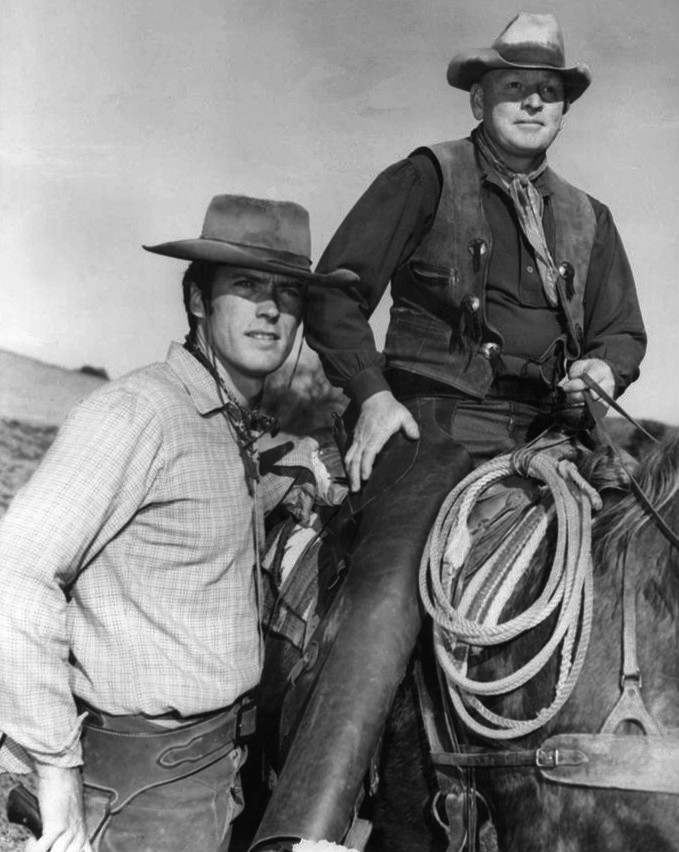
Eastwood et Don Hight durant le tournage de Rawhide.

Shiffrin remarque la carrure d'Eastwood et l'estime parfait pour un casting dont il a entendu parler. Ce casting est organisé par CBS Corporation pour les besoins d'un feuilleton, un western diffusé en épisodes d'une heure. En entrant dans les locaux de la société, un cadre du nom de Robert Sparks le remarque et lui demande : « Combien mesurez-vous ? ». À quoi Eastwood répond « 1,95 mètre ». Le cadre l'invite alors à le suivre dans son bureau. Eastwood y rencontre pour la première fois Charles Marquis Warren, le producteur de la série. Le lendemain, son agent lui annonce qu'il doit passer des essais, consistant à lire un monologue d'Henry Fonda issu de L'Étrange Incident. Clint pense avoir raté sa prestation, mais Shiffrin le contacte une semaine plus tard pour lui annoncer qu'il a obtenu le rôle. Il incarne un cow-boy nommé Rowdy dans une série ayant pour thème la transhumance. Si le tournage débute bel et bien, sa programmation reste un temps incertaine, à tel point que Clint craint de voir sa carrière compromise. Un télégramme reçu à la fin de l'année annonce cependant la diffusion imminente de Rawhide et la reprise du tournage dès le mois suivant.
Eric Fleming interprète le premier rôle de Rawhide, ce qui n'empêche pas Eastwood de se considérer comme la vedette ; il en parle comme de « ma série » à ses amis. Les deux acteurs, lors du premier jour de tournage, en Arizona, en viennent même aux mains. Toutefois, Eastwood, en public, marque toujours un certain respect pour Fleming et se rapproche, tout au long du tournage, d'un certain nombre d'artistes comme Charles Marquis Warren et Paul Brinegar. Si le rôle d'Eastwood, qui incarne l'homme fougueux sans grande expérience, est d'abord secondaire à celui de Fleming, dans la peau d'un grand frère compatissant, le personnage incarné par Fleming perd progressivement en importance au profit de celui d'Eastwood. Cette évolution se ressent surtout lors du premier épisode de la deuxième saison présenté par Rowdy, qui déclare : « je suis Rowdy Yates, bouvier de cette bande… ».

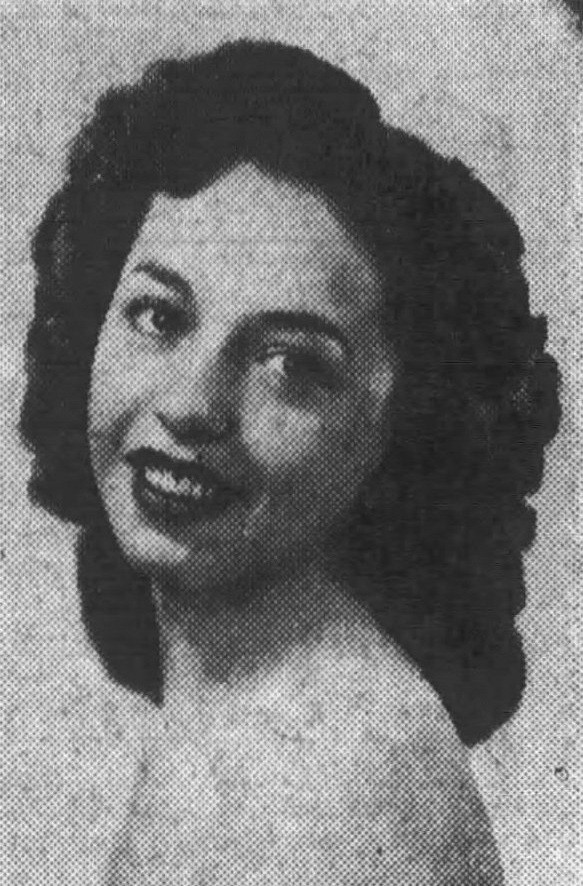
Roxanne Tunis, la mère de Kimber, la fille d'Eastwood

Si Fleming demeure la star de la série, Eastwood monte dans l'estime du public, et son nom commence à être connu. Son salaire s'élève désormais à 750 $ par épisode, lui permettant de quitter la Villa Sands pour une maison à Sherman Oaks. Il incarne pour l'Amérique le fils idéal, le « petit », ce qui ne plaît pas trop à Eastwood. En effet, Rowdy incarne le « jeunot », l'adolescent, alors que Clint va avoir trente ans en 1960 ; d'ailleurs, le nom « Rowdy » peut se traduire par une personne turbulente, chahuteuse. Clint le surnomme « le Crétin des plaines »,. Son salaire lui permet d'investir : il achète nombre de voitures et de propriétés, telles que « Mal Paso » et une autre près de Monterey. Grâce à Rawhide, Clint Eastwood réalise sa première interview en 1959 :

« Il faut toujours se vendre. Il faut vanter partout les mérites de ce produit que l'on est. Il faut croire en soi de la même façon qu'un VRP croit en son aspirateur. C'est difficile, mais si vous ne le faites pas, personne ne peut savoir ce que vous valez. À Hollywood, on ne peut se permettre d'être humble que quand on est déjà devenu une star. »

En plus de son jeu d'acteur, le producteur de la série demande à Clint Eastwood de jouer de la guitare et d'interpréter A Drover's Life ; et, dans un autre épisode, de monter sur les planches d'un saloon et de chanter Beyond the Sun. Si le jazz avait bercé son enfance, c'est désormais la country qui l'intéresse. Il lance ainsi sa carrière musicale. En 1959, Clint enregistre son premier album sous le label Cameo qu'il intitule Cowboy Favorites. Toutefois, le succès de l'album est très limité. Il s'essaie à plusieurs autres reprises dans la musique, mais ses tentatives sont relativement mal accueillies.
En 1959, pendant la deuxième saison de Rawhide, Eastwood entame une liaison avec la cascadeuse Roxanne Tunis. Le 17 juin 1964, elle donne naissance à leur fille : Kimber Eastwood. L'existence de l'enfant est restée secrète jusqu'en 1989. Roxanne Tunis est décédée à 93 ans en 2023,.

#### DeRawhideau western spaghetti
Dès la troisième saison de Rawhide, la presse hollywoodienne souligne à quel point Clint Eastwood est l'atout de la série. Cependant, depuis la signature du contrat, CBS empêche l'acteur d'accepter une quelconque apparition dans une autre production. Dans une interview publiée à l'époque dans The Hollywood Reporter, Clint déclare : « Je me prépare à me faire renvoyer, ce qui signifie que je ne pourrai plus travailler ici, mais j'ai reçu des propositions de Londres et de Rome pour des films qui devraient me rapporter plus d'argent en une année que ce que j'ai touché pour Rawhide en trois ans. » Toutefois, selon l'agent de l'acteur, Ruth Marsh, Eastwood mentait. Il n'avait reçu aucune proposition, et son interview n'avait qu'un but : une augmentation de salaire. Les seules propositions qu'il reçoit à l'époque se limitent à de courtes apparitions dans des programmes télévisés.
En 1964, confronté au déclin de Rawhide, Eric Fleming se voit proposer un rôle dans un western italien tourné en Espagne : The Magnificent Stranger. L'acteur, qui a d'autres ambitions, rejette cependant l'offre et, par le biais d'Irving L. Leonard, passe la proposition à Clint. Au début, Eastwood manifeste son désintérêt pour ce qu'il considère comme un petit rôle dans un western étranger et refuse de lire le scénario. Encouragé par Irving, il s'exécute néanmoins et remarque une « intrigue intelligemment construite », ainsi qu'une similitude avec Le Garde du corps d'Akira Kurosawa. Eastwood se décide finalement à postuler pour le rôle de l'homme sans nom. Les producteurs, qui ne connaissent pas Clint Eastwood, sollicitent l'avis de Richard Harrison, un acteur américain installé en Italie et qui avait lui-même refusé le rôle : il leur confirme qu'Eastwood serait un interprète convaincant. Eastwood est finalement embauché pour tenir le rôle principal de Pour une poignée de dollars et signe le contrat pour 15 000 $,,. À la fin du tournage, durant le montage, le réalisateur Sergio Leone ne sait pas encore ce que va donner le film et ne se fait aucune illusion sur le rendu final.

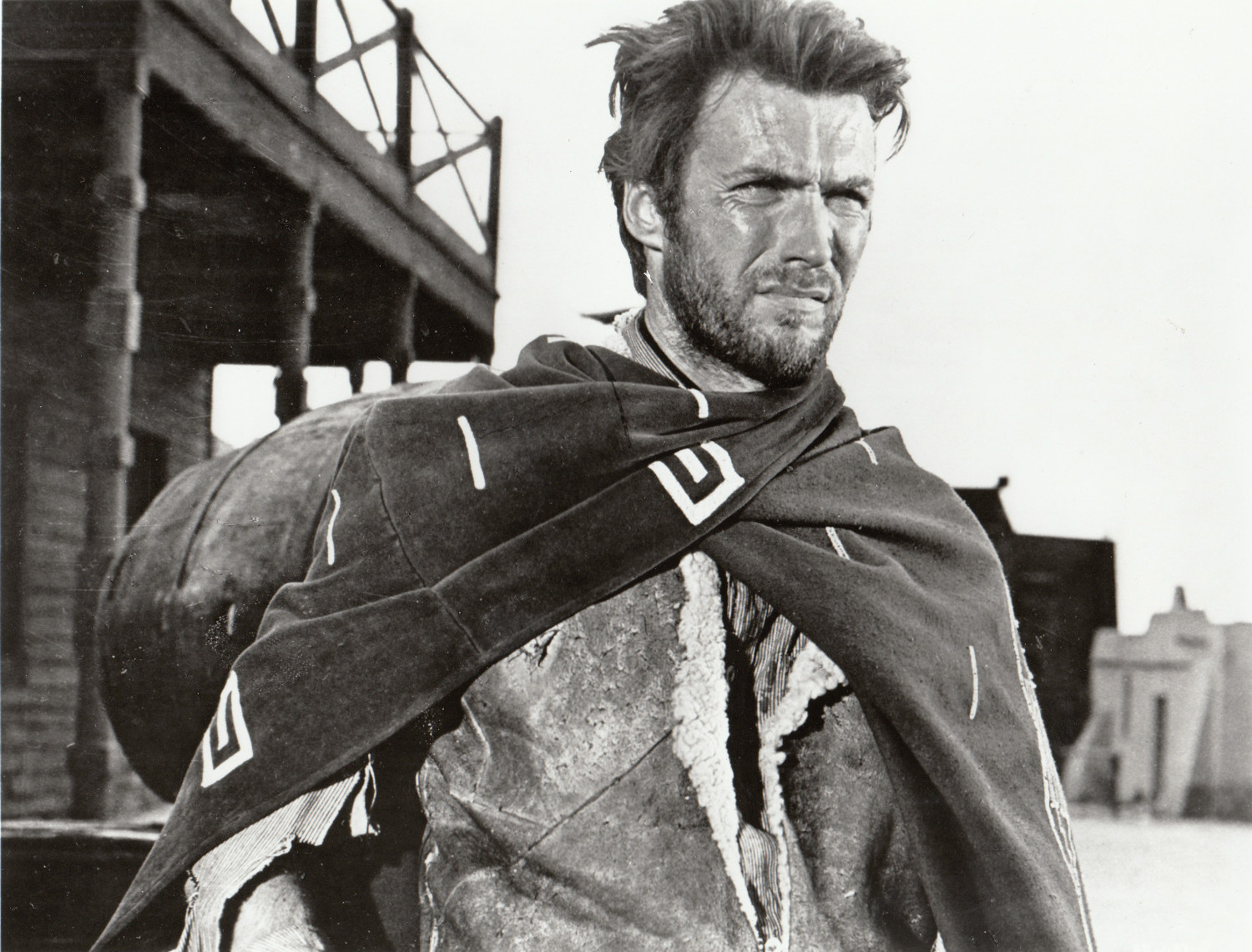
Eastwood dans Pour une poignée de dollars en 1964.

Tandis que la septième saison de Rawhide est diffusée, en 1965, Leone termine le montage de son film. Lorsqu'il montre le résultat final à ses associés, l'un d'eux, Duccio Tessari, lui déclare qu'il s'agit d'un « très bon film ». Ce dernier connaît pourtant un démarrage compliqué. Lorsque Leone se rend au marché du film de Sorrente, aucun grand distributeur ne veut prendre de risque pour un western réalisé par un inconnu. Pour une poignée de dollars n'est finalement projeté que dans une seule salle ; après deux très mauvais jours, il fait salle pleine. En Italie, le film rapporte 3 000 000 000 de lires. Les critiques, italienne comme américaine, sont très élogieuses et le western est vu comme le succès inattendu de l'année. Eastwood devient alors une véritable star en Italie.

#### «L'Homme sans nom»

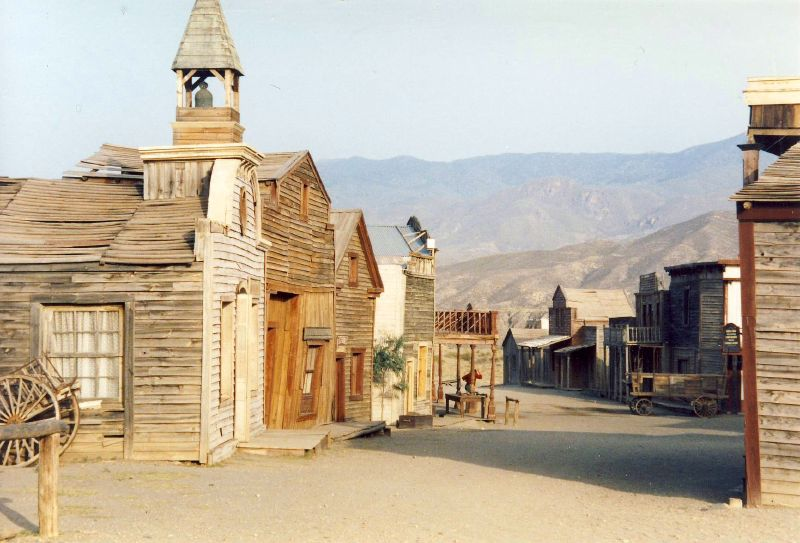
Le Bon, la Brute et le Truand.

Fort de son succès, Leone propose à Eastwood un rôle dans une suite de son film. Le budget alloué augmente largement. Leone engage Luciano Vincenzoni pour l'écriture du scénario. Le titre choisi est Et pour quelques dollars de plus (Per qualche dollaro in più). Au même moment, Sophia Loren vient de proclamer Eastwood « la plus grande star masculine d'Italie ». Si le premier volet a consolidé l'image d'Eastwood en Amérique, ce deuxième lui donne une certaine notoriété mondiale, puisque le film est distribué à l'étranger sur décision de la United Artists. Leone et Eastwood poursuivent ensuite leur collaboration avec Le Bon, la Brute et le Truand. Entretemps, Dino De Laurentiis engage Clint pour un petit rôle dans un film à sketchs, Les Sorcières (Le Streghe), sous la direction de Vittorio De Sica. Durant le tournage de Le Bon, la Brute et le Truand, Eastwood gagne en assurance. Il s'affirme au sein de l'équipe de tournage et parle même de se mettre prochainement à son compte pour tourner ses propres films, en tant que producteur ou réalisateur. Pourtant, sa collaboration avec Leone est des plus fructueuses : Le Bon, la Brute et le Truand est le volet le plus rémunérateur de la trilogie, rapportant 8 000 000 $ en coûts de location,.
Toutefois, le succès de la trilogie est surtout européen. Aux États-Unis, elle est quelque peu critiquée et Eastwood a du mal à se faire embaucher. Les attachés de presse de la United Artists déclarent que « les producteurs américains faisaient désormais la queue pour s'offrir les services de Clint », mais c'est loin d'être le cas. On lui propose un jour Pendez-les haut et court (Hang 'Em High), écrit par Mel Goldberg et Leonard Freeman. Il se montre réticent mais, face à une forte insistance de Leonard Irving, finit par accepter. Le film est une coproduction d'United Artists et Malpaso, société créée par Eastwood lui-même. Il est le principal actionnaire de la firme et a, par ce biais, un certain contrôle sur les films dans lesquels il apparaît : choix du script, des principaux acteurs et du réalisateur. C'est ainsi que Ted Post, un vieil ami de Clint, assure la réalisation de Pendez-les haut et court. »
Ce dernier film est le quatrième western dans lequel Eastwood apparaît. Cependant, c'est le premier à être véritablement apprécié par la critique. Le New York Post déclare qu'il s'agit d'un « western de qualité, plein de courage, de périls et de passion ». Le film est également une réussite au box-office : lors de son premier jour, en juillet 1968, le film rapporte 5 241 $, ce qui se révèle être la meilleure première de toute l'histoire d'United Artists à l'époque, y compris les James Bond. En deux semaines, le film est déjà rentable pour les sociétés de production. Variety rapporte qu'United Artists considère le succès du film comme une juste récompense pour ses trois ans de collaboration avec Eastwood. Le magazine rajoute ensuite que le nom d'Eastwood est désormais synonyme de succès au box-office.
En dépit de ces succès, United Artists est à l'époque une « petite » société, et les productions ne s'y enchaînent pas comme à Universal. Eastwood, qu'aucune clause d'exclusivité ne lie à UA, signe un nouveau contrat avec Universal, avec un salaire à plus du double de celui d'UA. Ce dernier lui assure le premier rôle dans le prochain long métrage de Don Siegel, Un shérif à New York. Clint désire incarner un « connard héroïque », selon ses mots, cherchant à se distinguer de ses précédents rôles.

#### Clint, col bleu: un nouveau genre
Le 19 mai 1968, quelques mois avant la sortie du film Un shérif à New York, Maggie Johnson accouche de leur premier enfant : Kyle Eastwood. Cela faisait plusieurs années que Maggie souhaitait avoir un enfant, sans jamais y parvenir. Si Clint se dit très fier de ce nouveau venu, ses obligations professionnelles ne lui permettent pas d'en profiter longtemps, ce dont son épouse a l'occasion de se plaindre. Cette période de sa vie est sans doute la plus active. Il accepte de tourner dans le film Quand les aigles attaquent de Brian G. Hutton malgré un salaire plus bas qu'à l'accoutumée. Ce film lui permet d'affirmer sa position en Europe et de changer de genre,. Par la suite, il accepte un rôle dans La Kermesse de l'Ouest (1969), un nouveau film qui se démarque de tous les autres puisqu'il s'agit d'un film musical. C'est une adaptation d'un spectacle de Broadway sur la ruée vers l'or. Le rôle d'Eastwood a été spécialement créé pour l'acteur, car absent du script original.

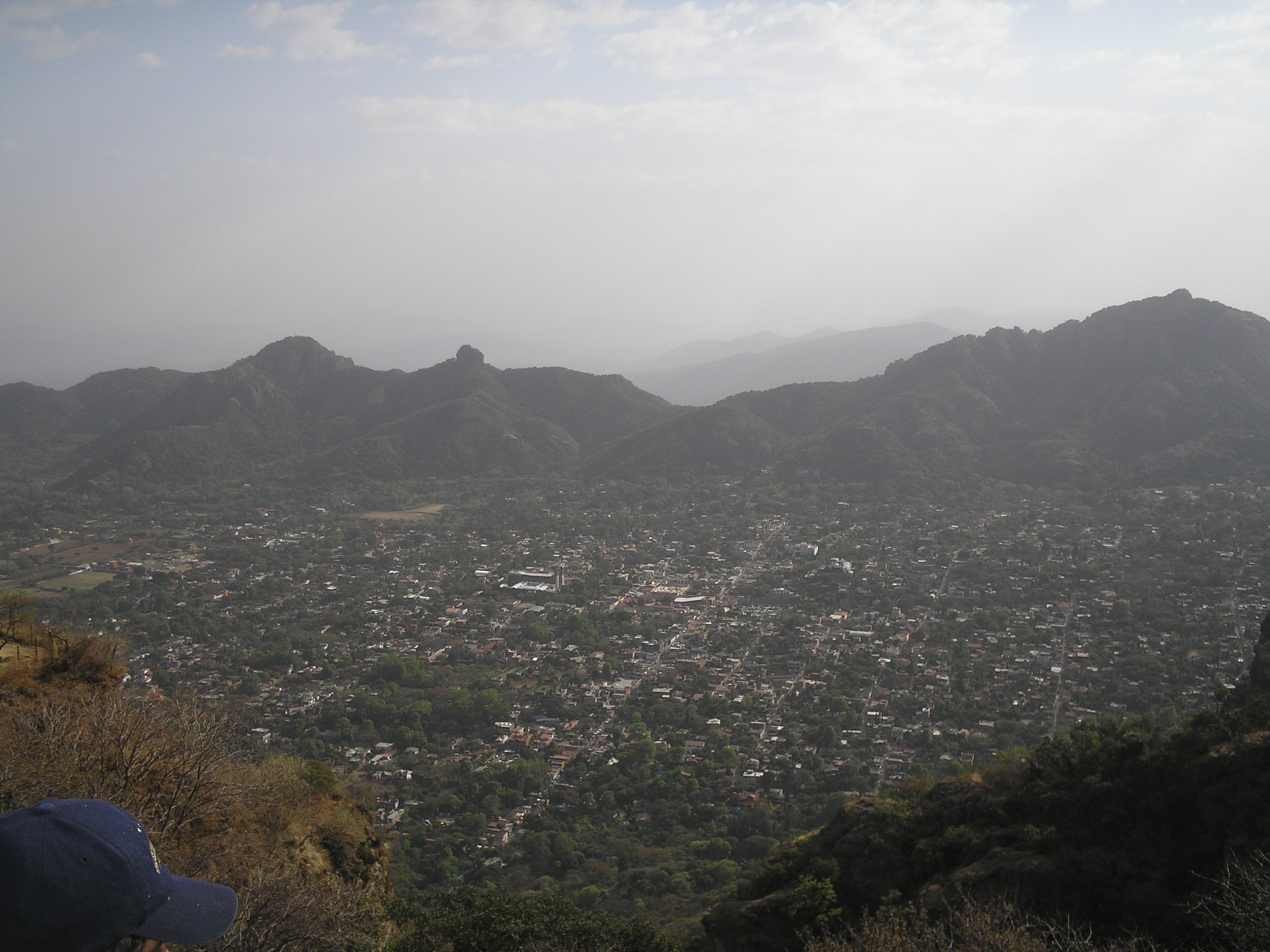
Le Morelos où a été tourné Sierra torride.

Fin 1969, Leonard Irving, le président de la Malpaso et conseiller financier d'Eastwood, meurt. Cet événement a un effet néfaste sur l'acteur. Leonard est remplacé chez Malpaso par Bob Daley, un vieil ami de Clint, et Roy Kaufman devient son conseiller financier. Durant cette période, l'acteur se lasse d'Universal qui ne lui propose que des films dont le script est plat. Par ailleurs, le contrat signé entre la Malpaso et Universal stipule qu'en cas de désaccord majeur entre les deux sociétés, Universal a le dernier mot. Eastwood n'aime pas ce sentiment d'emprisonnement. Le premier différend entre les deux sociétés survient avec leur coproduction de 1970 : Sierra torride. Personne ne se met d'accord sur le script. Le contrat a été signé avant le succès de Pendez-les haut et court et Un shérif à New York, et Eastwood ne peut plus revenir en arrière. Lors de la signature, il devait donner la réplique à Elizabeth Taylor, mais c'est Shirley MacLaine qui est finalement retenue. Taylor souhaitait tourner en Espagne, ce qu'approuvaient Eastwood et Siegel, mais pas Universal. Finalement, la critique est moins généreuse avec ce film. Le meilleur commentaire paraît dans le New York Times : « il est néanmoins bon, et il reste dans la mémoire ». Sierra Torride fait tout de même partie du classement des mille meilleurs films de tous les temps, publié dans le The New York Times Guide to the Best 1000 Movies Ever Made.
Ensuite, Eastwood ne dispose que de quelques mois pour profiter de son fils avant de repartir sur le tournage de De l'or pour les braves, qui se révèle exténuant pour lui. C'est le dernier contrat qu'il passe hors Malpaso. Il enchaîne avec Les Proies, réalisé par Don Siegel durant l'hiver 1969. Eastwood incarne un jeune soldat nommé McB qui se réfugie dans un pensionnat de filles, qu'il charme une à une en leur racontant des mensonges. Un critique parisien, Pierre Rissient, propose d'organiser la première du film au Festival de Cannes 1971. Mais Hollywood étant peu à l'aise à Cannes à l'époque, Universal refuse cette offre, bien qu'Eastwood la trouve géniale. À la fin de sa distribution aux États-Unis, le film ne fait pas de bénéfice, rapportant à peine 1 000 000 $. Rissient, toujours enthousiasmé par Les Proies, s'arrange cependant pour que des critiques français le voient avant sa sortie. Après la première à Paris, Paris Match en publie une critique élogieuse, le trouvant « étrange et violent, comme les nouvelles d'Ambrose Bierce ».

#### Débuts comme réalisateur

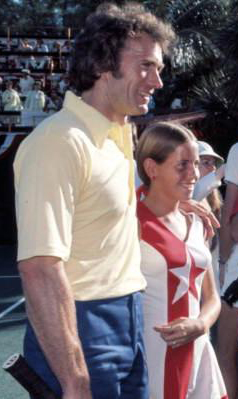
Clint Eastwood, en 1970, lors d'un tournoi de tennis en Floride.

En 1970, Eastwood perd son père, Clinton Eastwood, qui meurt d'une crise cardiaque. Il abandonne durant plusieurs semaines son projet suivant, Un frisson dans la nuit. Quand il revient, Eastwood ne boit plus d'alcool fort et fait davantage attention à sa santé. Voici les propos de Fritz Manes sur cette époque de sa vie :

« Il a été complètement dévasté par la mort de son père, et ce parce que c'était la seule mauvaise chose qui lui était jamais arrivée dans la vie. Jusqu'ici les problèmes qui survenaient étaient toujours réglés à la fin de la journée. Il n'arrivait pas à comprendre ce qui lui arrivait. Il l'a pris comme une affaire personnelle — comme si on lui avait fait quelque chose, à lui, personnellement. Il a mis beaucoup de temps à s'en remettre, et Bon Dieu, il a bien failli s'effondrer. »

Un frisson dans la nuit, le dernier projet qu'ait conclu Leonard Irving avant de mourir, est le premier film d'Eastwood en tant que réalisateur ; il y joue également le rôle principal. Ce film lui permet d'aborder le thème du jazz, et d'explorer une nouvelle fois la psychose sexuelle, après Les Proies qui met en scène un soldat qui devient l’objet du désir de plusieurs femmes, ce qui lui permet de survivre avant de succomber. La mort de son père a un impact sur le style visuel du film, très sombre et mélancolique. Rissient, qui est devenu représentant européen de l'acteur, organise une projection du film et la première rétrospective de l'œuvre d'Eastwood au Festival du film de San Francisco en 1971,. Cette première apparition dans un festival n'est pas une réussite : Eastwood n'est en particulier pas très apprécié des féministes, mais cela n'empêche pas le film d'être accueilli chaleureusement lors de sa sortie en salles.
La même année, Current Biography estime les recettes totales des films d'Eastwood sur le marché mondial à environ 200 000 000 $, tandis que Life consacre Eastwood « star du cinéma la plus populaire du monde ». À cette époque, Eastwood n'a plus de projet de films, jusqu'à ce que Jenning Langs lui présente le script de L'Inspecteur Harry. C'est l'histoire de Harry Callahan, un policier de San Francisco déterminé à arrêter un meurtrier psychotique par tous les moyens. Frank Sinatra, un temps pressenti pour interpréter le rôle principal, laisse finalement sa place à Eastwood.

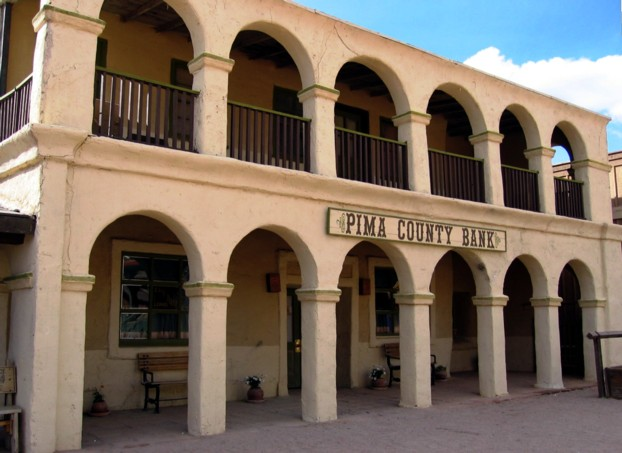
Les studios Old Tucson où débute le tournage de Joe Kidd.

Le tournage s'avère difficile au début. Il comprend de nombreuses cascades périlleuses, complexes à mettre en place. Par ailleurs, Siegel, grippé, doit s'absenter plusieurs jours du tournage : Eastwood décide de prendre sa place pour diriger le film lui-même durant son absence. L'Inspecteur Harry est clairement opposé à l'avertissement Miranda qui vise à informer un suspect de ses droits constitutionnels avant un interrogatoire,.
Harry Callahan symbolise pour l'Amérique un nouvel essor, un renouveau : à l'époque, alors que la police est contestée et que la guerre du Viêt Nam risque d'être une défaite, il incarne le héros dont les Américains ont besoin. En décembre 1971, le film sort en salle (début 1972 en France). Il se hisse très rapidement en tête du box-office, pour finalement rapporter en fin d'exploitation plus de 53 000 000 $. Grâce à ce film, Eastwood devient la célébrité d'Hollywood la plus lucrative. Malgré quelques mauvaises critiques, il est généralement très bien accueilli. Au moment de la sortie de L'Inspecteur Harry, Richard Nixon annonce au peuple américain qu'il compte se présenter une nouvelle fois aux élections présidentielles. Eastwood déclare qu'il soutient Nixon, et est invité à plusieurs repas officiels. C'est ainsi qu'il se voit offrir un mandat de six ans au National Council of the Arts, un organisme consultatif sur les subventions fédérales à apporter aux initiatives artistiques, bien que le nom de Cesar Romero ait d'abord été avancé. À son nouveau poste, Eastwood privilégie les petits artistes américains, notamment ceux du milieu du jazz. Néanmoins, selon les archives du conseil, il ne participe pas souvent aux réunions organisées : il n'assiste qu'à cinq des vingt-cinq réunions entre 1972 et 1976. C'est en raison de ce manque d'assiduité qu'on demande à Eastwood de démissionner avant le terme de son mandat. Son film suivant, Joe Kidd (1972), relève du même style que les précédents : un homme solitaire tente de faire la loi. L'histoire originelle s'inspire de la vie d'un leader passionné de la lutte pour la terre, Reies Lopez Tijerina, mais Elmore Leonard l'a sensiblement modifiée pour que le personnage d'Eastwood devienne le héros.

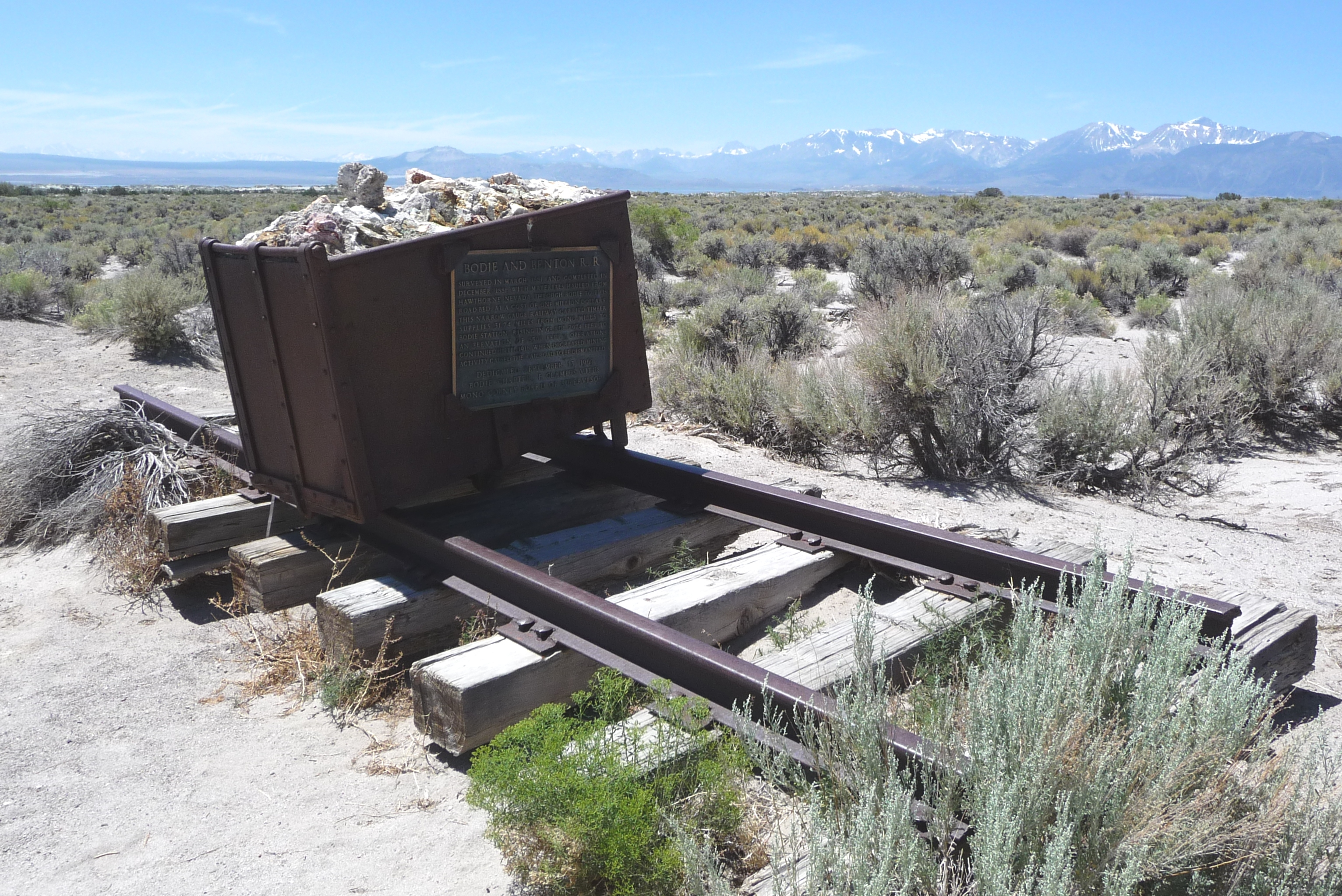
L'Homme des Hautes Plaines.

Clint Eastwood décide de passer pour la deuxième fois derrière la caméra avec L'Homme des Hautes Plaines. C'est le premier western qu'il tourne lui-même. Ce film est très proche, par l'intrigue et la mise en scène, de ceux tournés avec Sergio Leone : un étranger arrive dans une ville et il est engagé pour la protéger de trois méchants. Dans la scène finale, Eastwood fait un clin d'œil à trois de ses principales collaborations : alors qu'il part à cheval, on voit, gravés sur des pierres tombales, les noms de Don Siegel, Sergio Leone et de Brian G. Hutton. Eastwood déclare à la presse qu'il « enterre [ses] réalisateurs ». Cette même année 1972, sa femme donne naissance à leur deuxième enfant : Alison Eastwood. Eastwood fait figure de mari modèle depuis bien des années, mais ses conquêtes ne passent plus inaperçues aux yeux de la presse.

### Premières années de collaboration avec Warner Bros.

#### Premiers films chezWarner Bros.
Juste avant la sortie en salles de son dernier film, Eastwood contacte Elmore Leonard pour lui demander s'il a un nouveau script en tête, quelque chose de similaire à l'Inspecteur Harry. Leonard lui propose un script dans lequel un cultivateur d'artichauts qui vit à Castroville refuse de céder face à une association de malfaiteurs qui veut lui extorquer de l'argent. Eastwood refuse ce projet, surtout parce que Castroville est bien trop proche de Carmel où il vit. Elmore Leonard parle toutefois d'une suite de L'Inspecteur Harry à Clint qui met tout en œuvre pour voir le projet éclore. Entre-temps, Jo Heims lui propose un tout autre rôle : celui d'un agent immobilier propulsé dans une relation avec une fille « libérée ». Il accepte de le mettre en scène et Breezy est tourné en 1973. Le film ne rencontre ni le succès critique, ni le succès commercial.

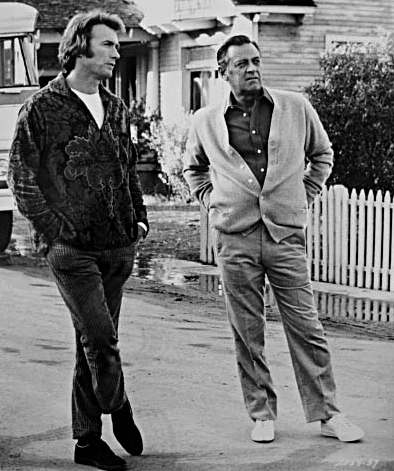
Clint Eastwood et William Holden sur le tournage de Breezy en 1973.

Dans le même temps, la Warner annonce qu'Eastwood doit reprendre le costume de L'Inspecteur Harry pour une suite. Dans Magnum Force, son titre définitif, Harry gagne en charme, et il a désormais une relation avec une femme. Ce deuxième film comporte une intrigue plus simpliste. Durant le tournage, Eastwood, également producteur du film, s'oppose souvent au réalisateur, Ted Post, car il veut économiser le budget. Lors de sa sortie en salle, le film est dénigré par les critiques, mais réalise un meilleur score au box-office que L'inspecteur Harry, rassemblant en fin d'exploitation plus de 39 000 000 $.

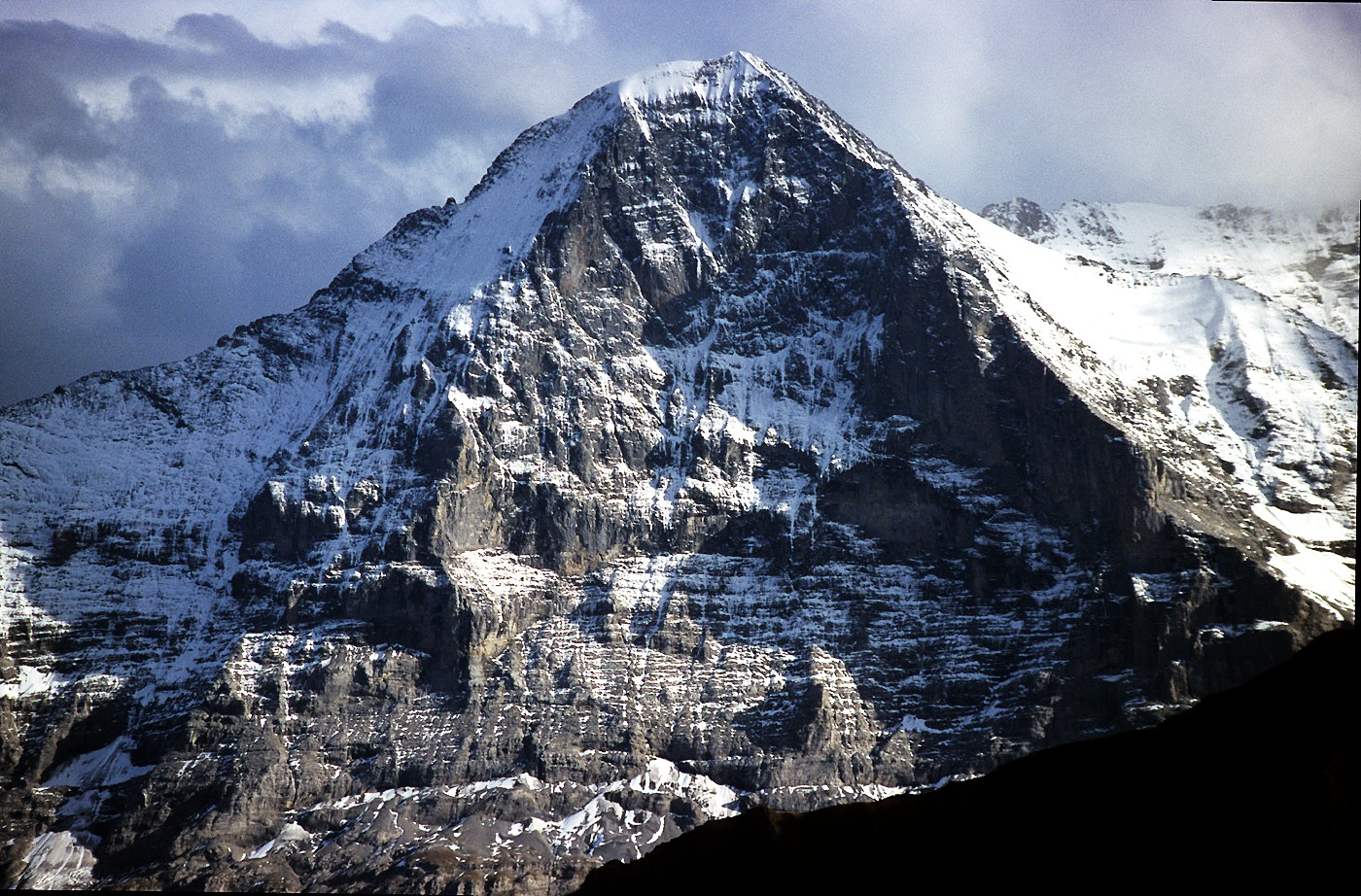
L'Eiger où a lieu le tournage de La Sanction.

Stan Kamen propose ensuite à Eastwood un nouveau script : Le Canardeur. C'est l'histoire d'un braqueur de banques, vétéran de la guerre de Corée, qui cherche à garder une longueur d'avance sur les membres de son groupe. Il se lie d'amitié avec un autre homme, surnommé « Pied de biche », durant un voyage. Ensemble, ils vont récupérer l'argent qu'a déjà caché le braqueur avant que quelqu'un ne s'en empare. Kamen refuse de vendre le projet si son auteur, Michael Cimino, n'en est pas le réalisateur. Eastwood accepte de rencontrer Cimino, qui n'est autre que le scénariste de Magnum Force, et ils s'entendent sur le projet. La Warner refuse au dernier moment de le produire, le trouvant trop atypique pour Eastwood, mais la United Artists reprend l'affaire. Clint n'apprécie pas beaucoup ce film parce que Jeff Bridges lui vole la vedette ; d'ailleurs, Bridges est nommé pour un Oscar et pas Eastwood.
Eastwood tourne ensuite, en tant que réalisateur et acteur, La Sanction, une adaptation du roman de Trevanian The Eiger Sanction, qui met en scène un universitaire spécialiste en histoire de l'art à qui l'on demande de reprendre du service en tant que tueur à gages, son ancien métier, pour exécuter une dernière mission en échange du tableau d'un grand artiste. Le tournage a lieu dans les Alpes suisses, sur le site du mont Eiger, ainsi qu'à Monument Valley au niveau du Totem Pole,. Les conditions sont extrêmes et l'impatience d'Eastwood met en danger plusieurs techniciens,. Lors de sa sortie, le film est boudé aussi bien par la critique, qui le qualifie par exemple de « farce grotesque », que par le public.

#### Prémices d'une longue collaboration
Frank Wells, le vice-président de la Warner Brothers, apprécie beaucoup Eastwood. Sa société détient par ailleurs tous les droits sur la saga de l'Inspecteur Harry. Clint Eastwood, à cette époque, est déçu de son film précédent, qui n'a pas marché, alors qu'il misait beaucoup dessus. Wells le persuade alors de signer avec la Warner, en septembre 1975, un contrat très avantageux. Le studio s'engage à tirer un grand nombre de copies des films d'Eastwood, et à les accompagner de campagnes publicitaires sans précédent. De plus, Eastwood peut enfin se prononcer sur la stratégie publicitaire à adopter, et sa société, Malpaso, gagne en importance,.
Leur première collaboration, dont Malpaso fournit le projet, est Josey Wales hors-la-loi. Eastwood engage Philip Kaufman pour l'écriture du scénario et la réalisation, mais celui-ci est renvoyé au bout de quelques jours,. Les deux hommes ont des avis très divergents et la méthode de prise de vues de Kaufman ne convient pas à l'acteur. Eastwood prend dès lors les commandes de la réalisation. Cette affaire fait beaucoup de bruit en Amérique, et mécontente la Directors Guild of America qui édicte une règle, baptisée la « règle Eastwood », pour punir ce genre d'actions. Finalement, à sa sortie, le film est apprécié par la critique. Il est aujourd'hui considéré comme « l'une de ses œuvres les plus profondes, les plus personnelles ». Cette bonne réception est en partie due à l'ampleur de la campagne publicitaire et aux invitations luxueuses offertes aux critiques.
Gail Morgan Hickman et S. W. Schurt, deux anciens élèves de l'école secondaire d'Oakland et grands admirateurs d'Eastwood, lui proposent un script de cent dix pages de leur invention. La Warner considère que l'intrigue a un bon potentiel, mais que le scénario nécessite une réécriture. Alors, Eastwood renvoie le texte aux deux jeunes, qui passent beaucoup de temps à retravailler leur histoire, pour finalement rendre un travail plus mauvais. Avec cette perte de temps, Eastwood perd son statut de numéro un au box-office, et en même temps six mois de production qui lui coûtent cher. Le script devient la nouvelle suite des aventures de Harry Callahan, cette fois opposé à un groupe de terroristes. Eastwood engage Stirling Silliphant, qui vient de terminer une collaboration avec Don Siegel, pour adapter le scénario. La proposition majeure qu'il fait est d'associer Callahan avec une femme et son histoire s'intitule L'inspecteur ne renonce jamais, titre du nouvel épisode de la saga. Par ailleurs, si Eastwood est pressenti pour la réalisation, c'est James Fargo, à la surprise générale, qui occupe finalement le poste. En fin de compte, le film est un grand succès, avec une recette de 46 236 000 $ aux États-Unis. Le côté féministe d'Eastwood est très apprécié, même s'il est élu « pire acteur de l'année » par Harvard Lampoon. Il s'agit du plus grand succès, à l'époque, de l'acteur.

#### Années Locke
Cela fait plusieurs mois, depuis Josey Wales hors-la-loi, qu'Eastwood a une relation avec l'actrice mariée Sondra Locke. Née en 1944, elle avait épousé Gordon Leigh Anderson à 23 ans en 1967 et resterait légalement mariée avec lui jusqu'à sa mort à 74 ans en 2018,. En parallèle, il se penche sur son prochain film : L'Épreuve de force, pour lequel il cherche une actrice devant interpréter un personnage lié à la mafia. La Warner pense d'abord à Barbra Streisand, une valeur sûre compte tenu du coût du scénario. Toutefois, Eastwood voit mieux Sondra Locke dans le rôle, ce que les deux scénaristes approuvent quand ils découvrent un aspect fragile mêlé au côté dur de sa personnalité. Avec ce film, Eastwood reprend le poste de réalisateur. Comme à son habitude, le tournage s'effectue très rapidement, Eastwood préférant la spontanéité de la première prise. Plusieurs critiques lui reprochent d'avoir trop mis l'accent sur les scènes de violence. Selon d'autres, comme Arthur Kinght dans le Hollywood Reporter, c'est le jeu de Sondra Locke qui relève le film, lequel figure parmi les dix plus grands succès de l'année 1977.

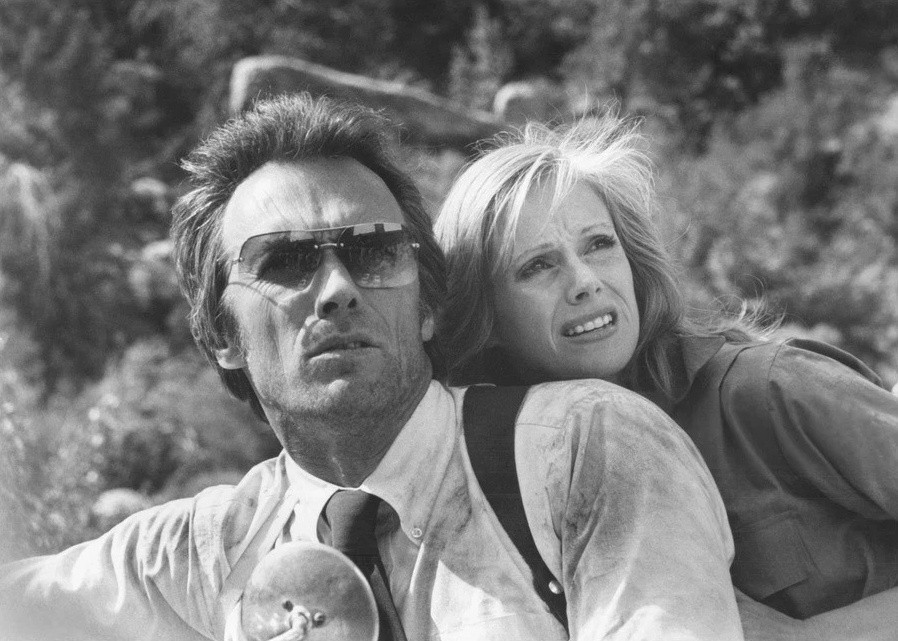
Avec Sondra Locke dans une scène de L'Épreuve de force (1977)

La fin du tournage de L'Épreuve de force marque le déménagement de Sondra Locke à Sherman Oaks (Los Angeles) pour se rapprocher d'Eastwood. Ils font ensemble la couverture du magazine People, pour leur deuxième collaboration. Eastwood y porte un regard ambigu sur Locke, et il la surnomme « princesse ». C'est ainsi que Maggie Johnson, l'épouse d'Eastwood, apprend sa relation avec l'actrice mariée. Elle appelle donc un avocat. La famille Eastwood effectue un dernier voyage à Hawaï, durant lequel Maggie Johnson espère sauver son couple. À son retour, l'acteur annonce à Locke que sa femme compte demander une séparation légale, et non un divorce. Cela faisait déjà une dizaine d'années que le couple allait mal, mais Maggie Johnson espérait se tromper quant à son mari.
Un jour, Locke convainc son compagnon de tourner une comédie, Doux, Dur et Dingue, ce qui marque un brusque changement de cap dans la carrière de l'acteur et réalisateur. Les producteurs de Malpaso et de Warner sont d'ailleurs dubitatifs quant à cette idée, mais acceptent tout de même de financer le projet. Locke fait à nouveau partie de la distribution. La promotion est assurée par la sortie, peu avant la distribution du film, de la bande originale qui figure parmi les meilleures ventes country de l'année. Le film sort finalement fin 1978 dans 1 246 salles en même temps. La critique n'apprécie pas ce nouveau film, alors que le public lui réserve un excellent accueil. La Warner, et Eastwood, battent leur record au box-office en enregistrant une recette totale de 85 196 485 $, rien qu'en Amérique.

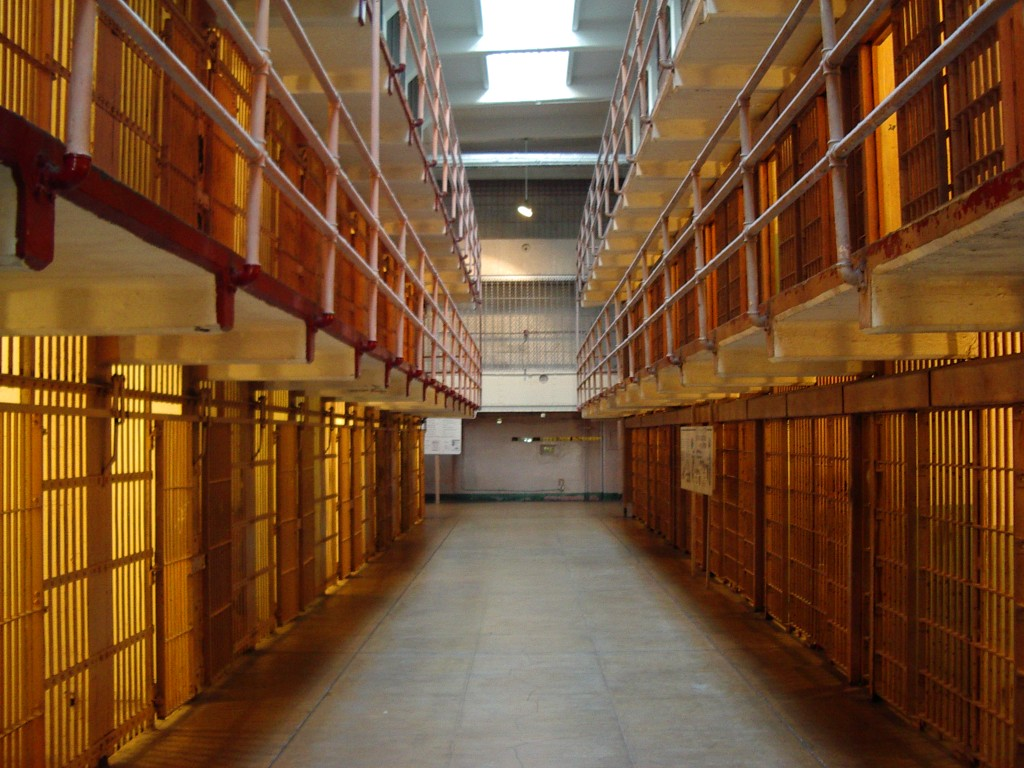
La prison d'Alcatraz en 2004.

Pendant la distribution de Doux, Dur et Dingue, Johnson et Eastwood débattent du partage des biens de l'acteur. Dans un premier temps, il doit trouver une nouvelle maison, laissant l'ancienne à sa femme. Il en achète une à Shasta en Californie, qu'il partage avec sa compagne, Locke. Malgré ce rapprochement, le film suivant d'Eastwood ne comporte pas de rôle pour elle. L'Évadé d'Alcatraz possède une distribution composée quasi exclusivement d'hommes, qui jouent les détenus de la fameuse prison d'Alcatraz. L'histoire se fonde sur l'évasion de trois prisonniers qui a eu lieu en 1962. Eastwood a déjà tourné dans cette ancienne prison pour L'Inspecteur ne renonce jamais. Il accepte le rôle à condition que Malpaso en soit la compagnie productrice. Don Siegel, le réalisateur, qui désire également produire le film, double le salaire de l'acteur et achète le script pour être pleinement propriétaire du projet. Les deux hommes se fâchent quelque peu parce que Siegel décide de présenter le film à Paramount Pictures plutôt qu'à Warner, le studio qui produisait Eastwood jusque-là. Dans un premier temps, Siegel se met en quête d'un autre acteur pour le rôle principal, bien que Paramount ait réellement envie de voir Eastwood jouer dans son film, le débauchant ainsi de Warner. Siegel ravale sa fierté et prend rendez-vous avec Eastwood. À la fin de l'entrevue, les deux hommes sont à nouveau amis, et se lancent dans leur cinquième collaboration.

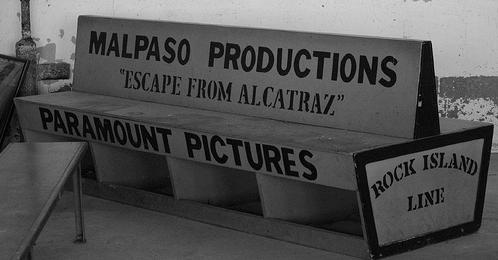
Banc construit par Malpaso pour la distribution de L'Évadé d'Alcatraz.

Ce film est le premier de la collaboration d'Eastwood et de Siegel dont le montage s'effectue sans ce dernier. Eastwood assiste donc à toute la post-production. La conclusion contraste avec beaucoup des films d'Eastwood puisque peu de personnes sont tuées. À sa sortie, en décembre 1979, le film est très bien accueilli par la critique : on parle de « grâce et sérénité cinématographique » et de « cinéma cristallin ». Il réunit pour la dernière fois les noms de Siegel et Eastwood au générique, le premier semblant dégoûté de ce que le second est devenu. Cela n'empêche pas L'Évadé d'Alcatraz d'être un succès au box-office, moindre cependant que les précédents films d'Eastwood.

### Années 1980: des hauts et des bas

#### Une mauvaise passe

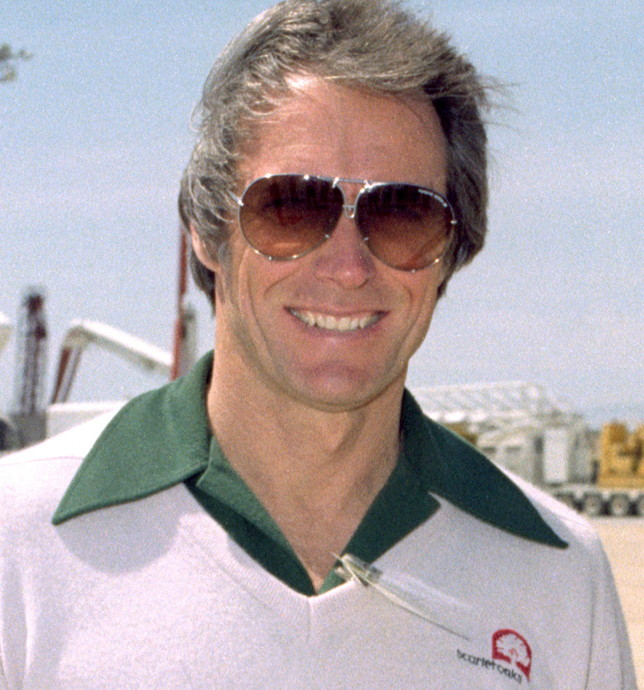
Clint Eastwood en 1981.

À la fin des années 1970, Sondra Locke doit avorter deux fois d'Eastwood, à la demande de ce dernier. Un jour, elle découvre le scénario de Bronco Billy par le biais de Malpaso, script qu'elle apprécie particulièrement pour son côté chaleureux, et le propose à Eastwood. Pour se racheter auprès d'elle, il accepte le projet. Il prend les postes d'acteur et réalisateur et commence la production de Bronco Billy début 1980. Le tournage s'effectue rapidement, en six semaines, avec un budget minimaliste pour l'époque : 5 000 000 $. C'est David Worth, le directeur de la photographie, qui s'occupe de l'éclairage ainsi que de trouver les décors. Il arrive sur les lieux bien avant Eastwood pour tout préparer, afin que les prises de vues puissent débuter dès l'arrivée du réalisateur.
La Warner ne change pas sa stratégie et déploie une vaste campagne publicitaire, avec l'organisation d'avant-premières et une sortie dans 1 316 salles. Tout le monde pense que le film va se placer en tête du box-office dès sa sortie. Toutefois, à la surprise générale, Bronco Billy est la première collaboration entre Warner et Eastwood à faire une mauvaise première semaine. Alan Friedberg, président de la National Association of Theaters Owners, déclare même que « les gens aiment voir Clint Eastwood avec un cigarillo dans la bouche et un flingue dans la main […]. Mais Bronco Billy est une comédie, et il n'y a même pas de chimpanzé ». Tandis que le film rate sa sortie, Eastwood est déjà sur le tournage du film suivant, Ça va cogner, une suite à Doux, dur et dingue. Lorsqu'il apprend la nouvelle, il entre dans une colère terrible et menace de quitter Warner Brothers. Il décide de prendre désormais en main la campagne publicitaire de ses films. Il crée de nouvelles affiches pour Bronco Billy et des critiques décident de retourner le voir ; beaucoup d'entre eux publient alors de nouveaux commentaires plus positifs sur le film. Malgré tout, ce dernier est une déception pour Eastwood, qui prend la décision de ne plus tourner de comédie, du moins pour le moment.

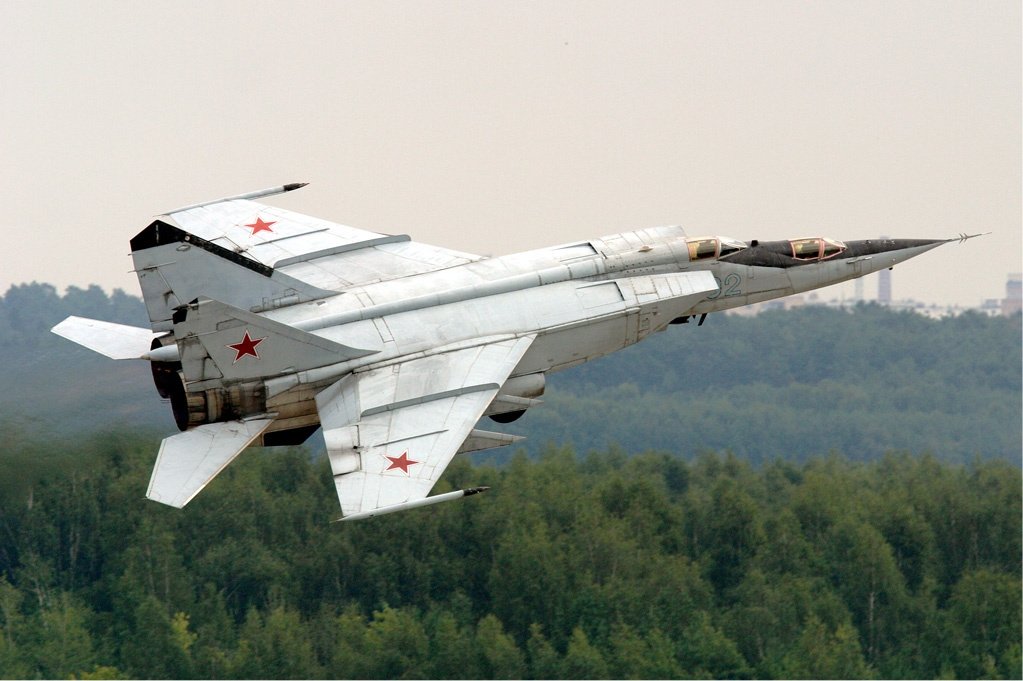
Un MiG-25, avion sur lequel se base l'avion fictif MiG-31 Firefox vu dans Firefox, l'arme absolue.

L'histoire de Ça va cogner est bien différente de Doux, dur et dingue. Le personnage de Sondra Locke est méconnaissable. L'actrice déclare même à son compagnon : « mais qui suis-je ? Quels sont les liens entre mon personnage et celui d'avant ? », ce à quoi Eastwood répond, irrité, « s'ils remarquent ça… ». Le film est projeté dans 2 560 salles à sa sortie, un nombre record. Sorti à la fin de l'année 1980, il fait partie des films moyens, selon Warner. Ça va cogner est à nouveau une déception. Aux États-Unis, il ne réalise qu'une recette de 10 000 000 $ lors de sa semaine d'ouverture.
Eastwood enchaîne en 1981 avec Firefox, l'arme absolue, film qu'il réalise et produit, et dans lequel il interprète le rôle principal. Ce film est la toute première production d'Eastwood. S'il endosse ce nouveau poste, c'est pour passer outre une grève prochaine de la Directors Guild of America qui interdit la présence du réalisateur en salle de montage. Il peut de cette manière assister au montage, en tant que producteur. En parallèle, le Museum of Modern Art de New York organise une journée d'hommage à Eastwood, ainsi qu'une projection de quatre de ses films. À cette époque, l'acteur est las de jouer les durs et veut en terminer avec Harry le charognard. Lorsqu'il revoit l'un des scénaristes de L'Épreuve de force, Dennis Shryack, celui-ci lui présente un nouveau script dont le personnage central est un flic solitaire, d'âge mûr, qui lutte contre le crime organisé, mais qui perd toutes ses batailles. Eastwood y voit l'occasion idéale de donner une fin à L'Inspecteur Harry, dans ce qui serait sa dernière mission. Néanmoins, le décès de Jo Heims, scénariste de deux de ses films et du même âge que lui, le bouleverse. Peu après, Eastwood reçoit le script de Shryack, qu'il déteste, alors que c'est lui qui l'a demandé. Peut-être pour se racheter, l'acteur demande à Shryack de lui écrire un western classique, dans le genre de L'Homme des vallées perdues, et publie une annonce dans laquelle il déclare être à la recherche d'un nouvel Inspecteur Harry.

#### L'homme politique et père dévoué
Eastwood a débuté sous le mandat d'Eisenhower, s'est fait reconnaître du public durant celui de Nixon et contribue ensuite à la célébrité de Reagan. En 1980 et 1984, l'acteur soutient la campagne de ce dernier, dont le slogan n'est autre qu'une réplique du Retour de l'inspecteur Harry : « Vas-y, fais-moi plaisir ! ». Dans son élan patriotique, Eastwood finance le projet de James Gritz : une expédition menée à deux reprises pour libérer des prisonniers au Laos. Ces expéditions sont des échecs puisqu'aucun prisonnier n'est découvert, et qu'en outre deux mercenaires américains y perdent la vie. Eastwood, en homme taciturne, ne daigne pas parler publiquement de cette affaire, mais envisage de l'utiliser pour son prochain Inspecteur Harry. Par ailleurs, si l'on met de côté Ça va cogner, la première production de Malpaso durant cette décennie Reagan, Firefox, l'arme absolue, démontre un retour manifeste à la Guerre froide comme source d'inspiration.

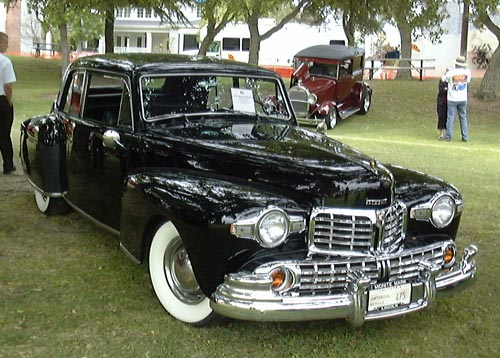
Une Lincoln Continental (Honkytonk Man).

En attendant de trouver un bon scénario pour les prochaines aventures de Harry Callahan, Eastwood décide d'adapter un roman de Clancy Carlile, Honkytonk Man, une tragédie émouvante et pittoresque sur les rêves puis la mort d'un chanteur de musique country. Les droits appartiennent à la William Morris Agency de New York, qui souhaite que le film soit adapté par un de ses clients. Dans le livre, l'histoire est racontée du point de vue du neveu du musicien, âgé de 14 ans. Or Eastwood a déjà confié aux journalistes qu'il souhaite que son fils suive sa propre trace. Il voit dans ce film l'occasion parfaite pour le lancer. Carlile n'est pas un grand admirateur d'Eastwood et pense que l'acteur ne correspond pas à son personnage, mais Clint est le principal client de la William Morris Agency, et il a, de plus, une certaine expérience de la musique. Eastwood exige aussi d'être la star du film. Finalement, Carlile accepte, après avoir rencontré Eastwood dans son ranch. Il s'occupe par ailleurs lui-même d'écrire le scénario du film, bien qu'Eastwood souhaite modifier légèrement l'histoire originale.
Le film est tourné durant l'été 1982. Carlile est déçu par l'interprétation d'Eastwood, considérant qu'« il a échoué lamentablement ». On voit un personnage sexy et frais à la place d'un homme rongé par la tuberculose et par l'alcool. À la sortie d'Honkytonk Man les critiques, généralement mauvaises, font toutefois l'éloge de Kyle Eastwood, et Clint est ainsi reconnu comme un père dévoué et réfléchi.
En mai 1984, le divorce entre Maggie Johnson et Clint Eastwood est enfin prononcé. Maggie touche une grosse somme d'argent, obtient la garde des enfants et leur maison de Pebble Beach. L'acteur, de son côté, a le droit de visite libre de ses enfants. Pendant ce temps, Sondra Locke découvre un script susceptible d'intéresser Eastwood. Elle a joué, hors Malpaso, dans un film écrit par Earl E. Smith et Charles B. Pierce, The Shadow of Chikara. Les deux hommes lui ont aussi promis un scénario où elle aurait le rôle principal, sans Eastwood,. Lorsqu'elle l'obtient, elle le montre à Eastwood pour savoir ce qu'il en pense. Ce dernier adore le script et le trouve parfait pour lui-même. Il y voit le prochain Inspecteur Harry, après quelques retouches, et promet à Locke le premier rôle féminin. Dean Riesner est engagé pour réécrire le scénario, mais il est finalement renvoyé pour laisser place à un inconnu, Joseph Stinson. Il coûte moins cher à Eastwood et Fritz Manes, le producteur, triple le salaire de Locke. Commence ainsi en 1983 le tournage du quatrième Harry, Le Retour de l'inspecteur Harry. Si le film n'est qu'un pâle reflet des précédents, Harry Callahan est toujours populaire, et le succès est important, supérieur à celui de tous les épisodes précédents. Pour une fois les critiques ne sont pas acerbes, le film étant sous-tendu par des considérations morales, et qualifient Eastwood de féministe.

#### Clint Eastwood: un artiste

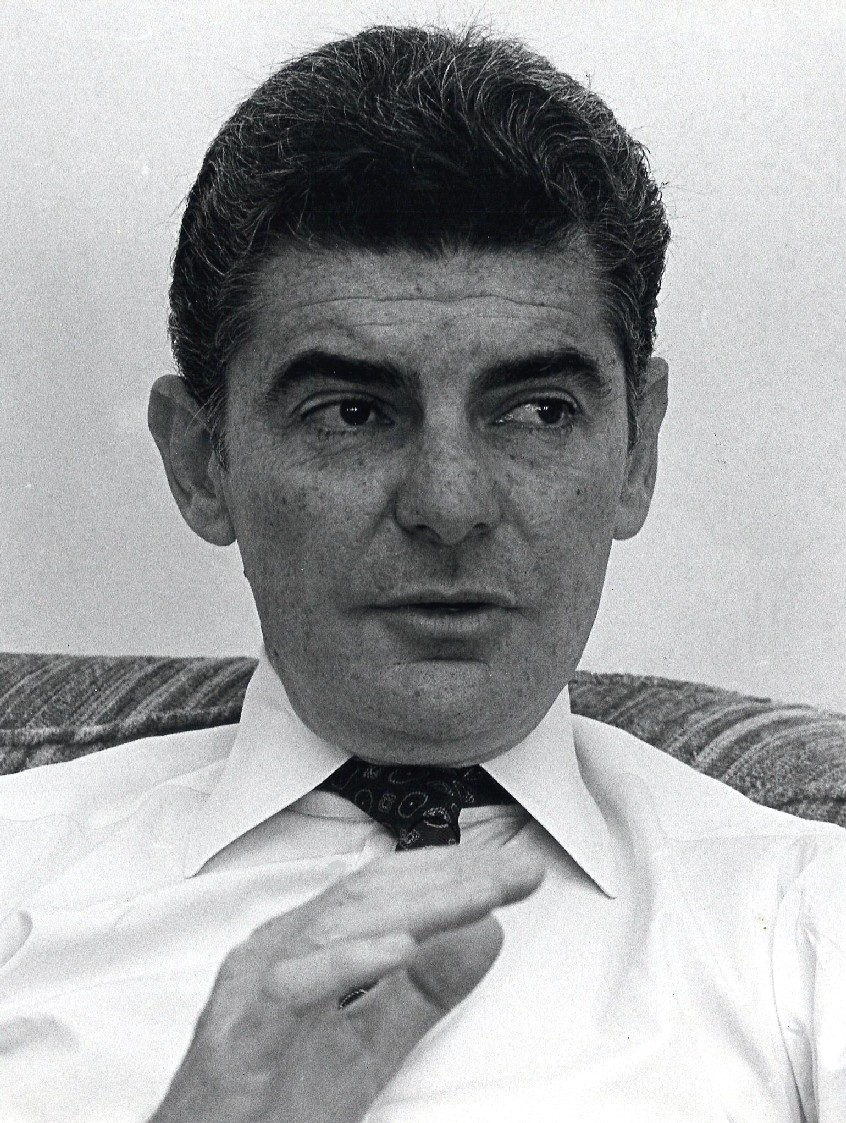
Richard Benjamin tourne Haut les flingues ! au gré de l'humeur d'Eastwood.

À la même époque, Richard Tuggle écrit un nouveau script, s'inspirant d'articles de journaux qui traitent d'un violeur toujours en liberté. Il présente son histoire à Don Siegel dans l'espoir que ce dernier le produira et lui permettra de le réaliser avec Eastwood dans le premier rôle. Eastwood adore l'histoire et accepte directement la proposition, mais Siegel la refuse. Eastwood incarne un détective d'âge mûr, qui vient de divorcer et prend à cœur l'éducation de ses deux enfants. Toutefois, il trouve un certain réconfort, la nuit, dans l'alcool et le sexe. Si Kyle Eastwood a eu l'occasion de jouer dans Honkytonk Man, c'est Alison, sa fille, qui obtient cette fois-ci un rôle. Geneviève Bujold obtient le premier rôle féminin. Le film sort en août 1984 sous le titre La Corde raide. Les critiques regrettent le côté sexuel trop explicite ; le Los Angeles Times trouve les fantasmes « hautement insipides », le film est comparé à une « vente de corps de femmes au box-office ». Il rapporte tout de même près de 50 000 000 $ aux États-Unis. En voyant ce succès commercial, certains critiques revoient leur jugement et publient finalement une opinion plus favorable. On peut désormais lire, par exemple dans Village Voice, que c'est « le film le plus fin, le plus réflexif et le plus réfléchi qu'ait fait Eastwood ».
Eastwood en est déjà à son film suivant, Kansas City Jazz, que doit réaliser Blake Edwards. Au départ, il n'est pas intéressé par le projet, mais Edwards organise une réunion, à l'aide de Sondra Locke à laquelle il promet un rôle dans le film. À la fin de la réunion, Eastwood accepte d'y jouer, et Edwards supprime alors Locke de la distribution. Clint Eastwood ne fait rien pour que sa compagne réapparaisse dans le casting. En effet, Le Retour de l'inspecteur Harry marque la dernière collaboration du couple. Toutefois, le film n'entre pas en tournage et est même annulé pour « différends créatifs » en février 1984, notamment du fait de tensions entre Edwards et Eastwood. Le titre est changé en Haut les flingues ! avec une nouvelle équipe à la manœuvre, en particulier Richard Benjamin à la réalisation. Celui-ci ne tient pas tête à Eastwood, et lorsque l'acteur n'approuve pas la réalisation, il s'empresse de tout modifier pour convenir à la star. Finalement, grâce à la notoriété d'Eastwood et de Burt Reynolds, le film rapporte en fin d'exploitation près de 40 000 000 $, mais il reste une déception pour la Warner, vu le salaire demandé par les deux acteurs.
La star bénéficie, cependant, d'un élan d'enthousiasme aux États-Unis et à l'étranger, grâce aux critiques qui le qualifient d'« artiste provincial le plus important d'Amérique » ou encore de « star de l'économie de l'offre » ; ses films, quant à eux, sont une « part importante de la culture américaine ». Le 24 février 1985, un Eastwood vêtu d'un costume très élégant fait la couverture d'un numéro du New York Times où l'on peut lire « Clint Eastwood, Seriously ». La même année, il est convié à la Cinémathèque française pour assister à une rétrospective de vingt-quatre de ses films et est promu à cette occasion « Chevalier des Arts et des Lettres » par le ministère de la Culture. L'acteur se dirige ensuite vers Munich, en RFA à l'époque, où le Filmmuseum organise également une rétrospective.
Grâce à cet enthousiasme autour d'Eastwood, les critiques qui ne l'apprécient pas se retrouvent vite isolés, ou changent d'avis vis-à-vis de l'acteur et réalisateur. Le mauvais souvenir laissé par Haut les flingues disparaît vite avec le tournage de Pale Rider, le cavalier solitaire, un western artistique dans lequel Eastwood incarne l'étranger typique, similaire à ceux qui défendaient les pionniers dans les années 1950. Ce film est marqué par l'habituelle présence aux côtés d'Eastwood de Lennie Niehaus, Joel Cox, Edward C. Carfagno et Bruce Surtees. Pour ce dernier, directeur de la photographie, il s'agit de sa dernière collaboration. Eastwood prend le pari de tourner le film à la lumière naturelle. Toutefois, comme Shryak le remarque sans pour autant le confier à Eastwood, le film paraît trop sombre, et il doit plisser les yeux pour discerner les éléments. Aussi, lors de la diffusion du film à la télévision, les chaînes décident toutes d'augmenter la luminosité. Comme d'habitude, le tournage est bouclé dans les temps. Toutefois, si les critiques tels que Duane Byrge du Hollywood Reporter acclament la capacité d'Eastwood à terminer ses tournages à la date prévue, la réalité est qu'il bâcle certaines scènes pour y parvenir. En effet, dans Pale Rider, la conclusion du film est traitée de manière expéditive, tout comme les transitions finales. Manes déclare à ce sujet : « Tout à coup, tout se précipite. Les détails qui étaient là au départ, ou au milieu, ont disparu. » Malgré tout, le film entre en sélection officielle au Festival de Cannes mais ne remporte aucun prix. Il est néanmoins un réel succès critique et devient le western le plus lucratif de la Malpaso, à l'époque. L'année 1985 reste finalement, dans la carrière d'Eastwood, celle où il a réussi à se faire reconnaître en tant qu'artiste.

#### Maire de Carmel

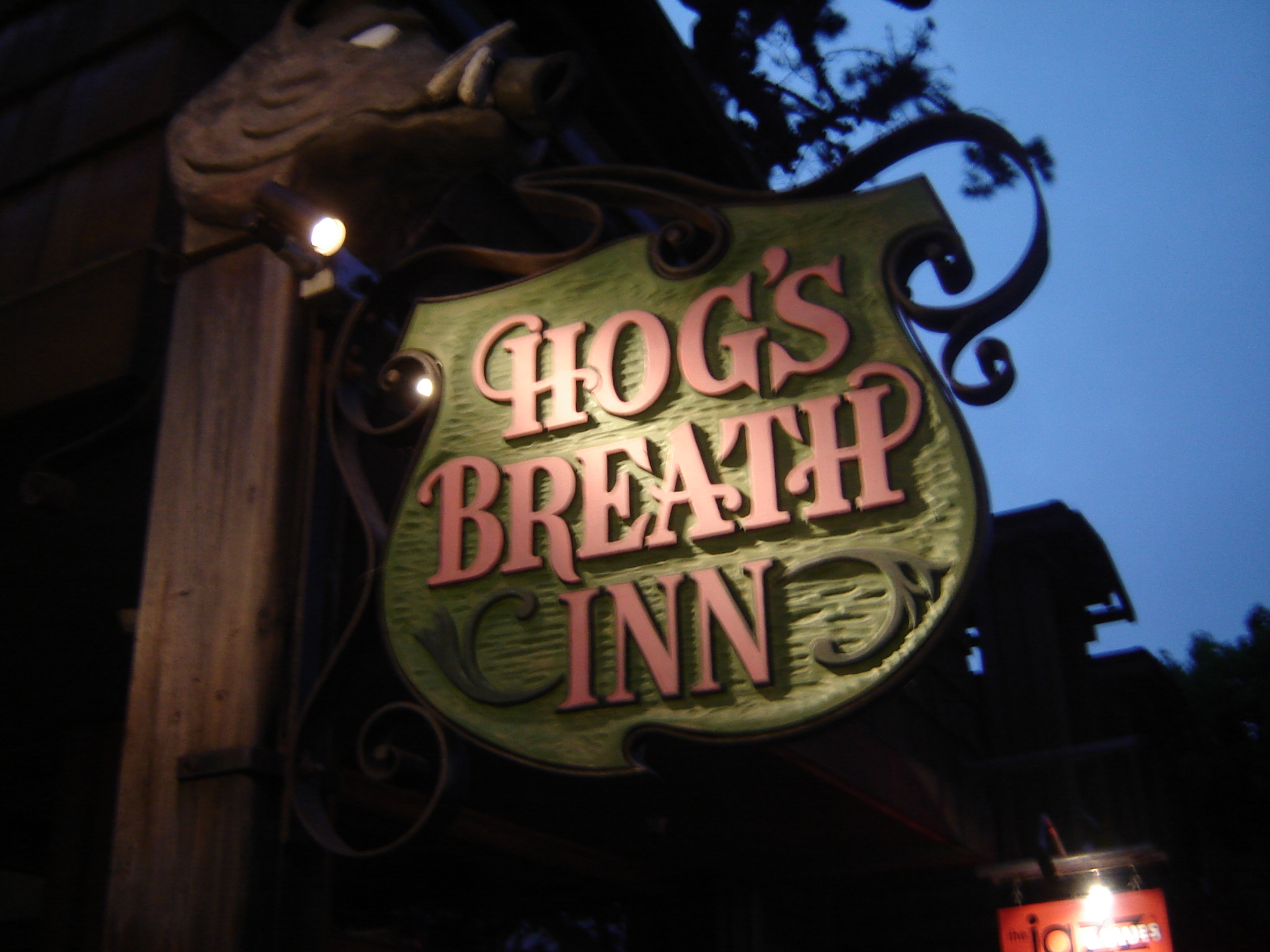
Le Hog's Breath Inn dont Eastwood est copropriétaire.

Depuis que Ronald Reagan a été élu président, les journalistes ne cessent de demander à Eastwood s'il envisage de s'investir en politique. Rétorquant que cela ne les regarde pas, l'acteur se présente toutefois en 1986 au poste de maire de Carmel. Dans cette ville se trouvent une de ses résidences principales, des locaux destinés au montage de ses films ainsi que le Hog's Breath Inn, un bar dont il est copropriétaire. Pour les besoins de sa campagne — Clint Eastwood a horreur de l'échec — il engage une conseillère électorale, Eileen Padberg, qui a déjà travaillé pour Reagan. Le soir de l'élection, plus de deux mille journalistes du monde entier sont à Carmel pour rapporter les résultats. Le 8 avril, finalement, Eastwood est élu maire avec 72 % des voix,. À cette époque, il désire à nouveau tourner un film de guerre. Deux ans auparavant, la Warner a reçu un script écrit par un vétéran du Viêt Nam. Eastwood l'invite à venir aux bureaux de la Malpaso. L'entretien entre les deux hommes débouche sur Le Maître de guerre. Si Clint désire conserver l'approbation des critiques en tant que réalisateur, il souhaite également gagner l'image d'acteur de talent. Aussi se met-il volontairement la pression pour interpréter le rôle de Tom Highway dans ce film d'archives. Pourtant, malgré le peaufinage du scénario par Dennis Hackin, Joseph Stinson puis Megan Rose, l'analyste-scénario d'Eastwood, le travail rendu est approximatif. Fritz Manes déclare même : « ce film est une véritable perte de temps ». Eastwood le présente tout de même à l'US Army pour obtenir son approbation, ce qui lui permettrait de tourner sur de vrais terrains militaires. Mais elle refuse, estimant que le personnage principal n'est qu'un stéréotype désuet. Manes a alors l'idée de retranscrire l'histoire du point de vue d'un soldat des Marine Corps. Ces derniers sont plus libéraux que l'armée de terre, plutôt conservatrice. Finalement, après un dernier effort sur le scénario, le lieutenant-colonel John Peck accepte. Le tournage commence à la fin de l'été 1986, tandis que tout est mis en œuvre pour que l'acteur ne manque pas les conseils municipaux. Tout se passe pour le mieux, jusqu'à ce que le département de la Défense bloque le projet. Son secrétaire, Bob Simms, n'apprécie pas la vulgarité qui ressort du film. Eastwood retravaille à nouveau le script pour qu'il convienne à tout le monde, et le tournage reprend enfin. Lors de sa distribution, le film est projeté dans 1 470 salles aux États-Unis et le public l'accueille chaleureusement. Optimiste, la Warner organise une campagne dans le but de voir le film sélectionné aux Oscars, mais en vain.

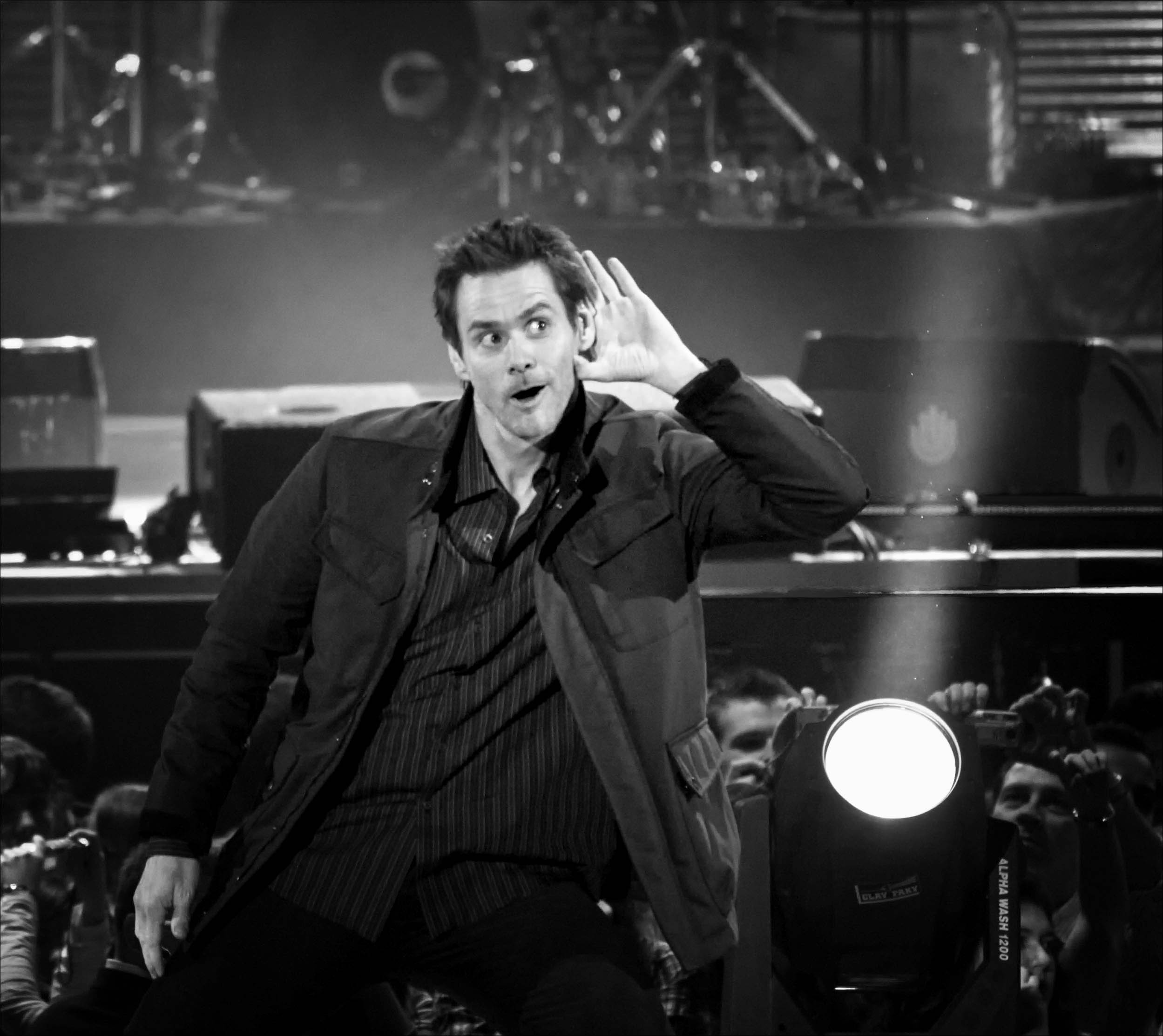
Jim Carrey (ici en 2008) réalise ses débuts au cinéma grâce à Eastwood, dans La Dernière Cible.

L'année suivante, en 1987, Eastwood prend la décision de se séparer de son ami d'enfance et producteur de la Malpaso depuis treize ans, Fritz Manes. Les deux hommes ont eu plusieurs différends depuis quelque temps, notamment sur le dernier tournage. Eastwood en profite pour s'éloigner un peu du cinéma et se concentrer sur sa fonction de maire. Il revient en 1988 à la Malpaso avec un nouveau film qu'il juge risqué cependant : Bird, qui se veut une œuvre biographique sur le saxophoniste Charlie Parker. Pour la deuxième fois de sa carrière, Eastwood reste derrière la caméra. Le réalisateur fait un gros effort pour essayer de recréer l'ambiance propre à Parker, autant dans la musique que dans les décors. Le film est projeté au 41e Festival de Cannes et y est assez bien reçu. Le film reçoit même une récompense, le Prix d'interprétation masculine, mais échoue à obtenir celui de la mise en scène. En parallèle, Eastwood produit un documentaire sur le jazzman Thelonious Monk : Thelonious Monk: Straight, No Chaser.
En 1988, il annonce qu'il ne se représentera pas aux élections de Carmel, préférant passer du temps avec ses enfants déjà adolescents,. Eastwood se rend alors à San Francisco pour tourner le dernier volet de L'inspecteur Harry ; il doit résoudre une série d'assassinats macabres de célébrités. Le film s'intitule L'inspecteur Harry est la dernière cible et l'on y remarque la présence de Jim Carrey dans l'un de ses premiers rôles. Toutefois, ce dernier épisode de la saga n'est pas une réussite commerciale, les recettes finales atteignant à peine la moitié de celles réalisées avec Le Retour de l'inspecteur Harry en 1983.

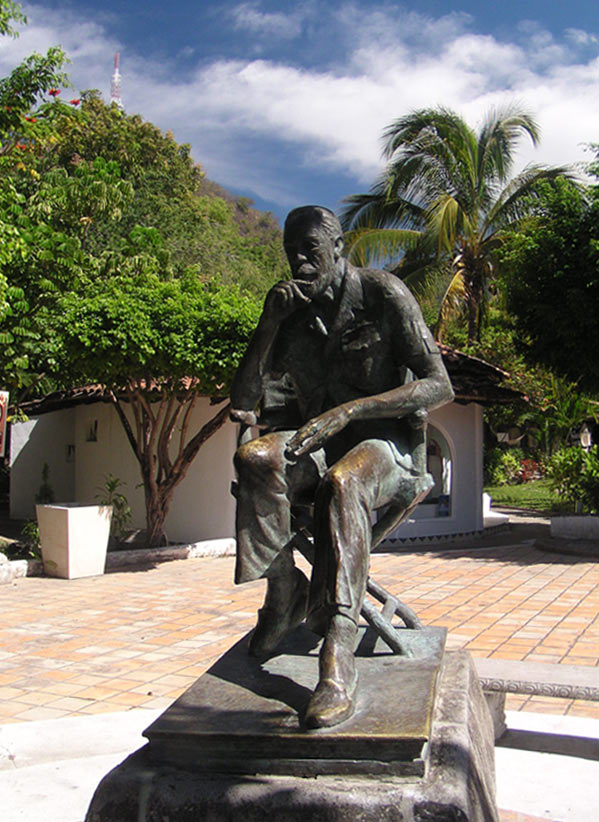
Statue de John Huston qu'interprète Eastwood dans Chasseur blanc, cœur noir.

La Warner s'inquiète au sujet d'Eastwood : La Dernière Cible et Bird n'ont pas obtenu les résultats commerciaux escomptés. Aussi murmure-t-on qu'Eastwood ne rapporte plus ce qu'il rapportait au box-office, malgré le coût élevé des tournages en extérieur de ses films. Durant cette période, Eastwood se sépare de Sondra Locke, leur relation se dégradant depuis que Locke a réalisé son film Ratboy en 1986. Eastwood refuse de donner quoi que ce soit à son ex-compagne, puisqu'elle est toujours mariée à un autre homme. Elle décide donc d'intenter une action en justice pour obtenir un dédommagement de 70 000 000 $, mais ils arrivent à trouver un arrangement négocié. Pink Cadillac met en scène un chasseur de primes incarné par Eastwood, confronté à un enfant enlevé et une bande de suprémacistes blancs. Le tournage se déroule durant l'automne 1988, et le film sort le 26 mai 1989 dans plus de 2 000 salles. Variety juge le film « médiocre » et le qualifie de « film rasoir de 122 minutes ». Devant ces critiques, le film quitte rapidement l'affiche et se retrouve parmi les pires de la décennie pour Malpaso.
L'année suivante, en 1990, Eastwood entame un nouveau tournage, celui de Chasseur blanc, cœur noir. Cela faisait un moment que le film était en pré-production. Eastwood part en Afrique, au Zimbabwe, pour faire les repérages et démarre les prises de vues qui durent deux mois. Cette fois, il interprète le réalisateur américain John Huston. En rentrant aux États-Unis, Eastwood commence une relation sérieuse avec Frances Fisher,,. Pour la troisième fois en sept ans, il se rend au Festival de Cannes. L'accueil est moins enthousiaste que pour Bird, selon Jack Matthiews du Los Angeles Times. Le film est également projeté au Festival du film de Telluride du Colorado. Le froid jeté par la critique amène Eastwood à enchaîner rapidement avec La Relève, un nouveau film populaire,. Eastwood est encore une fois acteur principal et réalisateur dans ce film d'action. Si certains critiques comme Gary Giddins du Village Voice trouvent le film « tout simplement génial », d'autres sont écœurés de voir Eastwood produire quelque chose d'aussi « étonnamment vide de sens ». Du côté du public, le film n'est pas accueilli avec beaucoup d'enthousiasme non plus et rapporte à peine un peu plus de 20 000 000 $.

### Années 1990: l'âge mûr

#### Un prix tant attendu

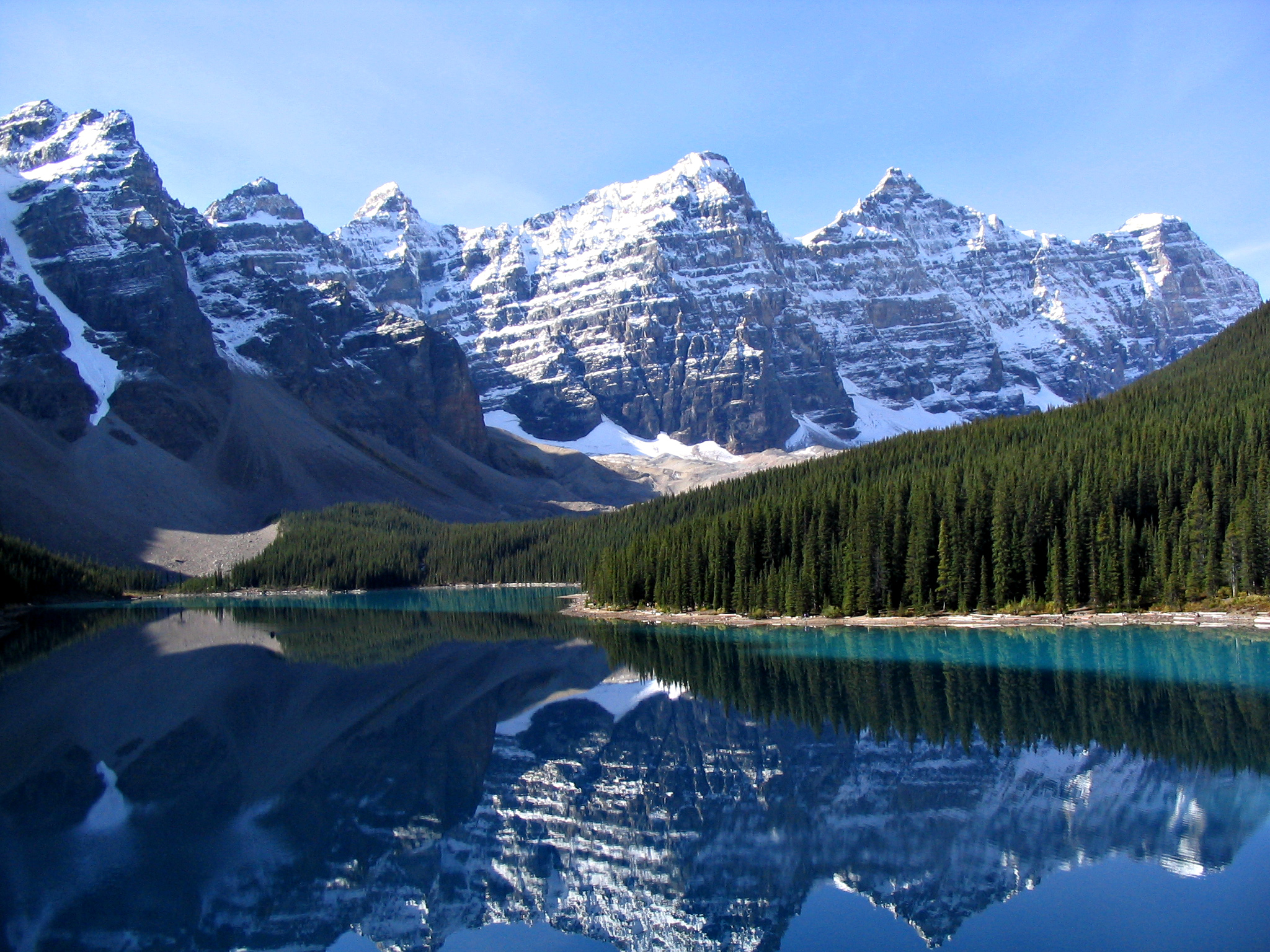
Lac Moraine (Alberta) où a lieu le tournage d’Impitoyable.

En août 1991, le Los Angeles Times annonce le prochain film de Clint Eastwood, un western dont le titre serait Unforgiven. L'histoire est écrite par David Webb Peoples, qui a déjà travaillé sur un documentaire nommé aux Oscars et sur Blade Runner, réalisé par Ridley Scott en 1982. Eastwood déclare durant la pré-production du film : « Je le savourais, parce que je me disais que ce serait sans doute le dernier du genre, le dernier film de ce type que je ferais. » Le film est vu par la presse comme « un western révisionniste, un film violent pour démythifier le meurtre ». Ce trait est d'ailleurs exagéré pour la publicité du film.
À la différence de la plupart de ses autres films, Clint offre ici à d'autres acteurs des rôles tout aussi importants que le sien, notamment à Richard Harris qui incarne English Bob, le héros de dime novels, Morgan Freeman et Saul Rubinek. Frances Fisher fait également partie de la distribution sûrement grâce à sa relation avec Eastwood. Grâce à ce film, Gene Hackman remporte son deuxième Oscar. Impitoyable est tourné en Alberta, au Canada, en août 1991. L'équipe technique comporte encore Lennie Niehaus, Joel Cox et Jack Green, des habitués de l'équipe Eastwood. Ce film est différent des précédents ; il semble qu'Eastwood soit plus attentif au jeu des acteurs en insistant sur les répétitions et le nombre de prises effectuées. En janvier 1992, le film est présenté au ShoWest, puis une avant-première a lieu à New York, à laquelle cent cinquante médias sont invités. Grâce à un bon marketing de Warner, le film est réservé dans plus de 2 000 salles en Amérique. Durant sa première semaine d'exploitation, il surpasse tous les espoirs, réalisant 14 000 000 $ de recette. Variety l'appelle « un western classique qui marquera les mémoires » et le Los Angeles Times « le meilleur western depuis 1956 ». Tous les médias s'accordent sur l'apogée d'Eastwood.

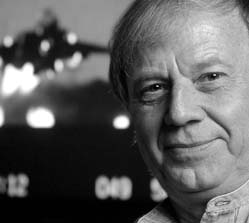
Wolfgang Petersen, qu'il rencontre durant la cérémonie des Oscars, et pour qui il jouera dans Dans la ligne de mire.

Ce film permet au réalisateur de remporter le prix annuel du meilleur réalisateur délivré par la National Society of Film Critics. Il est aussi nommé meilleur film de l'année par la Boston Society of Film Critics. Il figure dans plus de deux cents listes des dix meilleurs films de l'année. Eastwood remporte le prix de meilleur réalisateur à la Directors Guild of America. Le mois suivant, il est nommé à neuf Oscars dont le prix du meilleur réalisateur et du meilleur acteur. L'Oscar du meilleur acteur est finalement remporté par Al Pacino pour Le Temps d'un week-end, mais Eastwood repart avec le prix du meilleur réalisateur, un prix tant attendu dans sa carrière. Durant son discours, il remercie tous les artistes et techniciens qui ont participé au film, mais également les critiques. Plus tard dans la soirée, Eastwood remonte sur scène pour recevoir l'Oscar du meilleur film pour Impitoyable avec lequel il remercie Warner. Il salue sa mère présente durant la cérémonie,, et Arthur Lubin, qu'il remercie pour avoir lancé sa carrière.

#### Nouveaux triomphes
Le film suivant d'Eastwood, Dans la ligne de mire, raconte l'histoire d'agents secrets formés pour protéger le président. C'est Castle Rock Entertainment qui possède les droits du film. La société engage Wolfgang Petersen pour la réalisation et Eastwood dans le rôle principal, celui d'un agent qui s'effondre moralement quand il réalise qu'il a réussi à sauver la première dame mais pas le président, John Fitzgerald Kennedy. C'est la première fois qu'Eastwood ne tourne pas pour Warner. La distribution comprend également John Malkovich et Rene Russo. Petersen avoue au sujet d'Eastwood : « Il est meilleur acteur que je ne le pensais avant de commencer le film. Et plus on tournait, plus je prenais plaisir à m'imaginer toutes les facettes qu'il pouvait encore révéler. » Le film devient le plus rentable de toute la carrière d'Eastwood, rapportant au total plus de 200 000 000 $.
Face au réel succès qu'il rencontre, Eastwood se consacre à un nouveau film, Un monde parfait, écrit par John Lee Hancock. Le script est réservé par Mark Johnson pour être montré à Steven Spielberg. Ce dernier ne peut toutefois pas le tourner à la suite d'autres engagements. Alors, le script parvient à Warner où il est montré à Eastwood. L'histoire lui rappelle Seuls sont les indomptés, un western contemporain sorti en 1962. Un monde parfait met en scène un fugitif qui s'évade et prend en otage un jeune enfant. Spielberg pensait que Clint Eastwood était l'acteur idéal pour interpréter ce fugitif, mais lui-même se trouve trop âgé ; il accepte cependant de réaliser le film, tandis que Johnson a l'idée d'engager Kevin Costner pour le rôle principal. Costner accepte le rôle à condition de jouer face à Eastwood. Pour améliorer les chances de réussite du film, il pense qu'Eastwood pourrait jouer le représentant de la loi, mais le rôle n'est pas suffisamment étoffé. Costner essaye donc de développer le rôle avec Hancock, et Eastwood accepte finalement à son tour de jouer dans le film. Le tournage est agrémenté de quelques tensions, car Eastwood réalise généralement ses films rapidement, avec peu de prises, à la différence de Costner qui est perfectionniste. Le tournage prend donc du retard. Costner le quitte même, mais Eastwood décide de lui montrer qui gouverne en tournant avec sa doublure. Le tournage s'achève tandis que naît le sixième enfant d'Eastwood : Francesca Ruth Fisher. Durant cinq semaines, Clint se retire dans son ranch pour se consacrer à sa femme et son nouveau-né. Joel Cox profite de cette période pour monter Un monde parfait. Le film rapporte finalement 150 000 000 $ en Amérique.
La même année, Eastwood est élu membre du British Film Institute de Londres et le Museum of Modern Art de New York intègre dans ses archives la collection Clint Eastwood. C'est également en 1993 qu'Eastwood bat des records au box-office avec ses trois films, Impitoyable, Dans la ligne de mire et Un monde parfait, et que les critiques sont plus que jamais unanimes à son sujet. Eastwood rajoute qu'il « [a] mûri » durant cette période. En 1994, il préside le jury du Festival de Cannes qui récompense Pulp Fiction du réalisateur indépendant Quentin Tarantino. Il reçoit aussi la médaille de commandeur de l'ordre des Arts et des Lettres.

« Les rôles qu'Eastwood a interprétés, et les films qu'il a mis en scène, ont largement influencé la culture des États-Unis du dernier quart du siècle, sa fantaisie et ses réalités. »

— Edward Gallafent commentant l’impact d'Eastwood sur les films des années 1970 aux années 1990
Durant le Festival, il annonce qu'il a accepté de jouer dans l'adaptation du best-seller The Bridges of Madison County (Sur la route de Madison) sous la direction de Bruce Beresford. Le roman met en scène une femme d'âge mûr, épouse d'un fermier parti pour la foire de l'État. Un photographe en visite dans la région s'éprend d'elle et ils vivent un grand amour romantique sans lendemain. Spielberg est à nouveau impliqué dans le projet puisque sa société Amblin Entertainment possède les droits d'adaptation du livre. La pré-production est ponctuée de conflits entre Beresford et Eastwood, notamment pour le choix de l'actrice principale. Beresford quitte donc le projet, et c'est Eastwood qui le remplace. Il visite rapidement les lieux repérés par Beresford et choisit comme partenaire Meryl Streep, qui, initialement peu intéressée par le projet de Beresford, accepte finalement le rôle proposé.

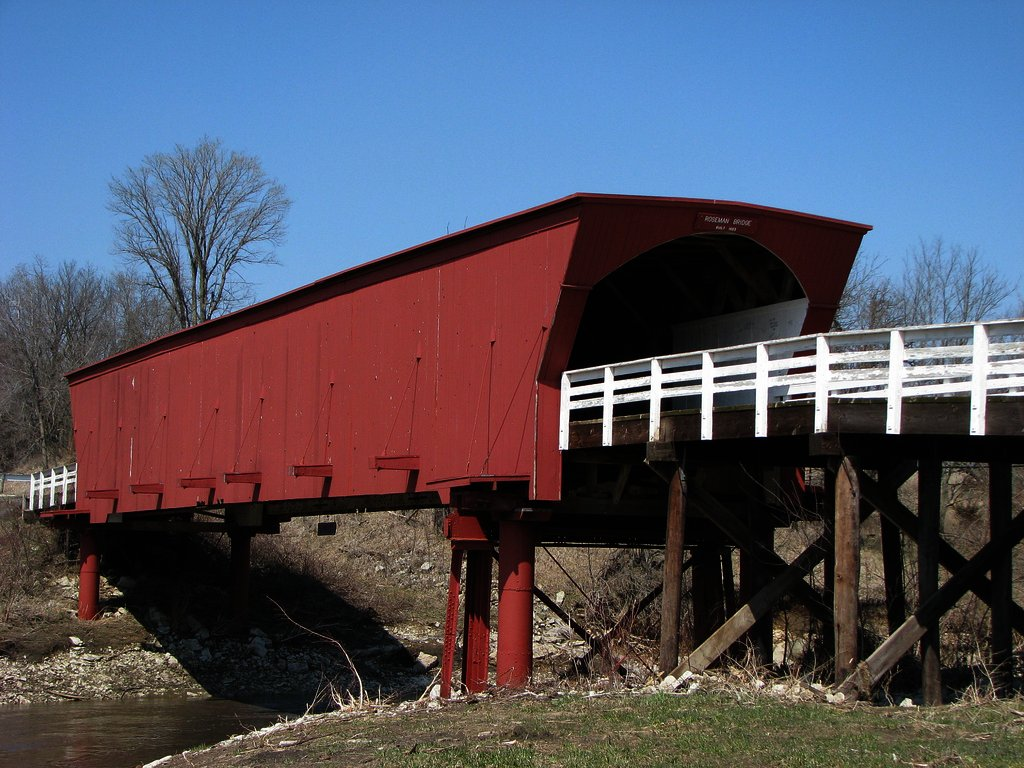
Le Roseman Bridge du Comté de Madison que doit photographier le personnage d'Eastwood dans le film.

Au cours d'une interview, Meryl Streep indique qu'elle est extrêmement surprise par la confiance qu'a en lui Eastwood pour ce film. Le tournage commence à la mi-septembre à Des Moines. Ignorant la demande du réalisateur, Meryl Streep commence le tournage en prenant un accent italien pour lequel elle s'était entraînée plusieurs semaines. Durant la première moitié des prises de vues, Eastwood ne dit rien à l'actrice, qui se demande si elle joue réellement ce qu'il attend d'elle. Aussi, ce dernier lui dit-il un jour : « Tu sais, je ne dis jamais rien, sauf quand je n'aime pas. » Le tournage dure six semaines, au lieu des dix prévues initialement.
C'est durant le tournage de Sur la route de Madison qu'Eastwood se sépare de Frances Fisher. Elle désirait plus que tout obtenir un rôle qui lui permettrait d'être auprès d'Eastwood, mais également de faire connaissance avec l'une de ses actrices préférées. Il a refusé, pour ne pas faire les mêmes erreurs qu'avec Locke. Fisher découvre deux semaines plus tard Eastwood et Dina Ruiz à la une d'un magazine. Sur la route de Madison sort en juin 1995. Warner profite de ce film pour proposer la candidature d'Eastwood au Irving G. Thalberg Memorial Award. Le soir de la cérémonie des Oscars, Eastwood gagne finalement le prix. Malgré la récompense, les exploitants sont sceptiques quant au film ; seules 1 805 salles le projettent. Toutefois le succès populaire est au rendez-vous et, à la fin de l'été, le film est toujours projeté dans un millier de salles. En fin d'exploitation, Sur la route de Madison rapporte plus de 70 000 000 $ rien qu'aux États-Unis. Outre le succès public, la critique est agréablement étonnée par le film, notamment en ce qu'il révèle la facette romantique d'Eastwood, jusque-là plutôt cachée derrière l'homme d'action. Ce dernier participe aussi à la bande originale du film dont il compose le thème principal. L'album se situe en tête de ventes de disques jazz, et permet la formation de Malpaso Records.

#### De mauvais accueils
En septembre de la même année, le San Francisco Chronicles dévoile que Clint Eastwood vient de demander Dina Ruiz en mariage. Cette période est marquée par le profond intérêt des tabloïds pour l'acteur, qui n'hésite pas à poursuivre en justice nombre de ceux qui le dépeignent comme un coureur de jupons. Aussi, le mariage est-il célébré dans la plus grande intimité à Las Vegas. Le journal People l'annonce avec ce titre ironique : « Se faire plaisir : Clint Eastwood épouse une jeune présentatrice de 30 ans, et pas sous la menace d'une arme ». Comme People est détenu par Time Warner, la société mère de Warner Brothers, Eastwood est furieux. Il menace même d'abandonner son prochain projet, Les Pleins Pouvoirs. Il s'agit d'un thriller politique adapté du best-seller éponyme sorti en 1995. Le magazine publie peu après des excuses publiques, et Eastwood ne met pas sa menace à exécution.

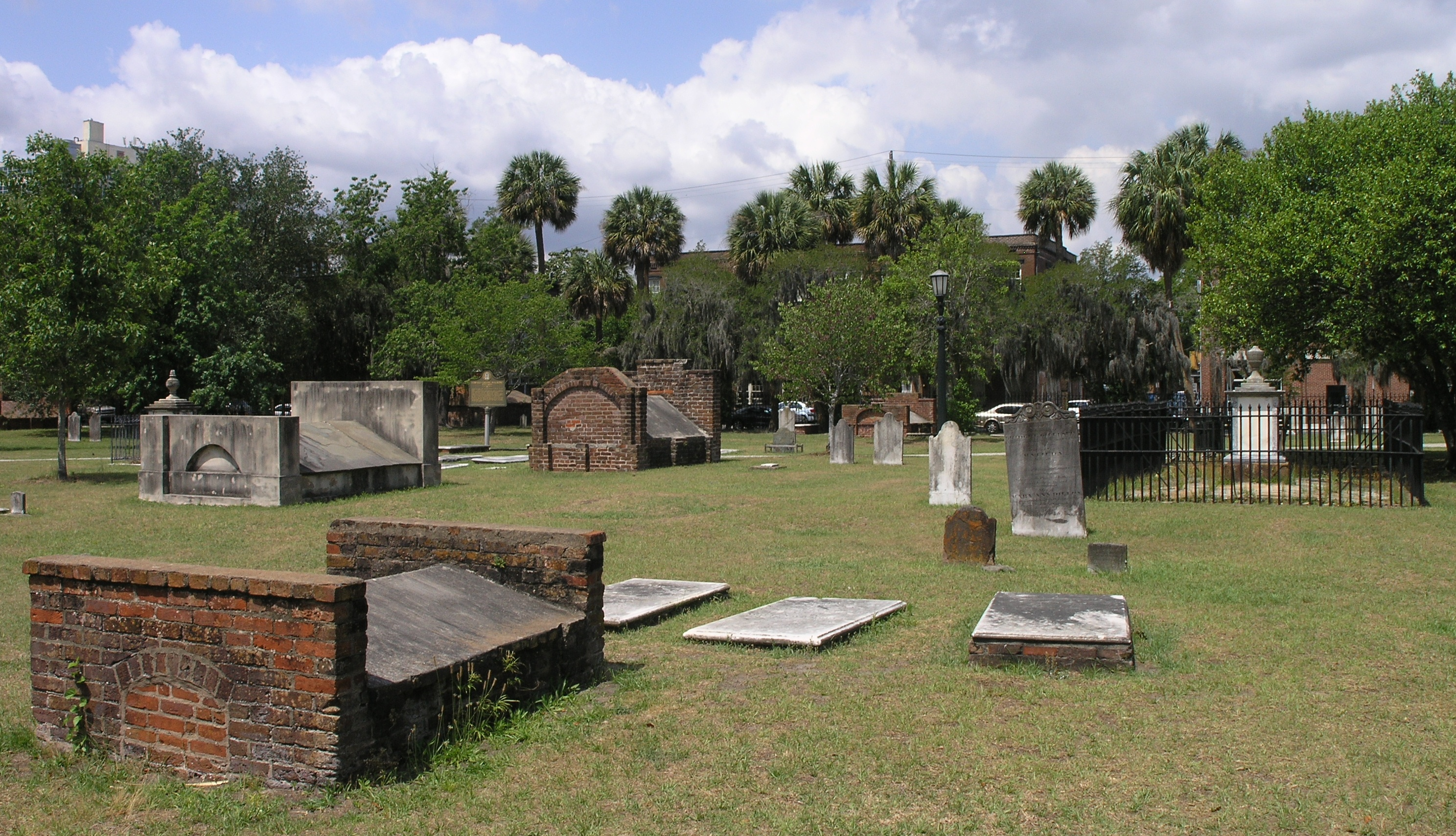
Cimetière de Savannah où a lieu le tournage de Minuit dans le jardin du bien et du mal.

Le film met en scène un cambrioleur vieillissant qui surprend, au cours d'un cambriolage, des ébats sadomasochistes finissant par un meurtre dont l'auteur n'est autre que le président des États-Unis. Le script est proposé à Eastwood, qui souhaite jouer le rôle du cambrioleur tout en exigeant des modifications : il ne doit pas mourir dans le film. William Goldman, qui a tout fait pour travailler avec lui, obéit finalement par dépit. Il travaille un mois à la correction du script. Le tournage se termine dix-sept jours avant la date prévue. Le 12 décembre naît Morgan Colette Eastwood, fille d'Eastwood et de Ruiz, au terme de quarante-cinq heures de travail. Un mois plus tard, Les Pleins Pouvoirs sort dans 2 568 cinémas aux États-Unis. Le succès est mitigé en Amérique, le film ne rapportant que 50 000 000 $, alors qu'il fonctionne très bien à l'étranger. La critique le trouve plutôt décevant, voire bâclé, comparé à Impitoyable, par exemple. Alors qu'il doit faire la clôture du Festival de Cannes, Eastwood se désiste, de crainte d'un accueil négatif ; pourtant, lors de sa distribution en France, le film est clairement acclamé.
Minuit dans le jardin du bien et du mal, le projet suivant d'Eastwood, est également tiré d'un roman. Hancock, scénariste d'Un monde parfait, est embauché pour combler les manques du script. La Warner, insatisfaite du projet, le met en attente, mais Hancock l'envoie à Eastwood, qui le rappelle immédiatement pour lui dire qu'il souhaite le réaliser. La mise en production est annoncée en février 1996. La distribution comprend John Cusack, Kevin Spacey, Lady Chablis, qui joue son propre rôle, Alison Eastwood, qui, déterminée à poursuivre dans le cinéma, obtient ici un rôle plus important, mais Clint Eastwood n'y interprète aucun rôle. Le tournage a lieu à Savannah et se termine en six semaines. Lors de la promotion du film, personne n'évoque le fait qu'Eastwood, à plusieurs reprises dans le passé, a dénigré les homosexuels, dont le mari de Locke, alors que l'intrigue de Minuit dans le jardin du bien et du mal tourne autour du meurtre d'un gay. Lors de sa sortie aux États-Unis, le film, qui dure 155 minutes, est un échec : il rapporte à peine 25 000 000 dollars et les critiques n'apprécient pas du tout le jeu de Cusack. En France en revanche, en 1998, Eastwood reçoit un César d'honneur pour toute sa carrière.

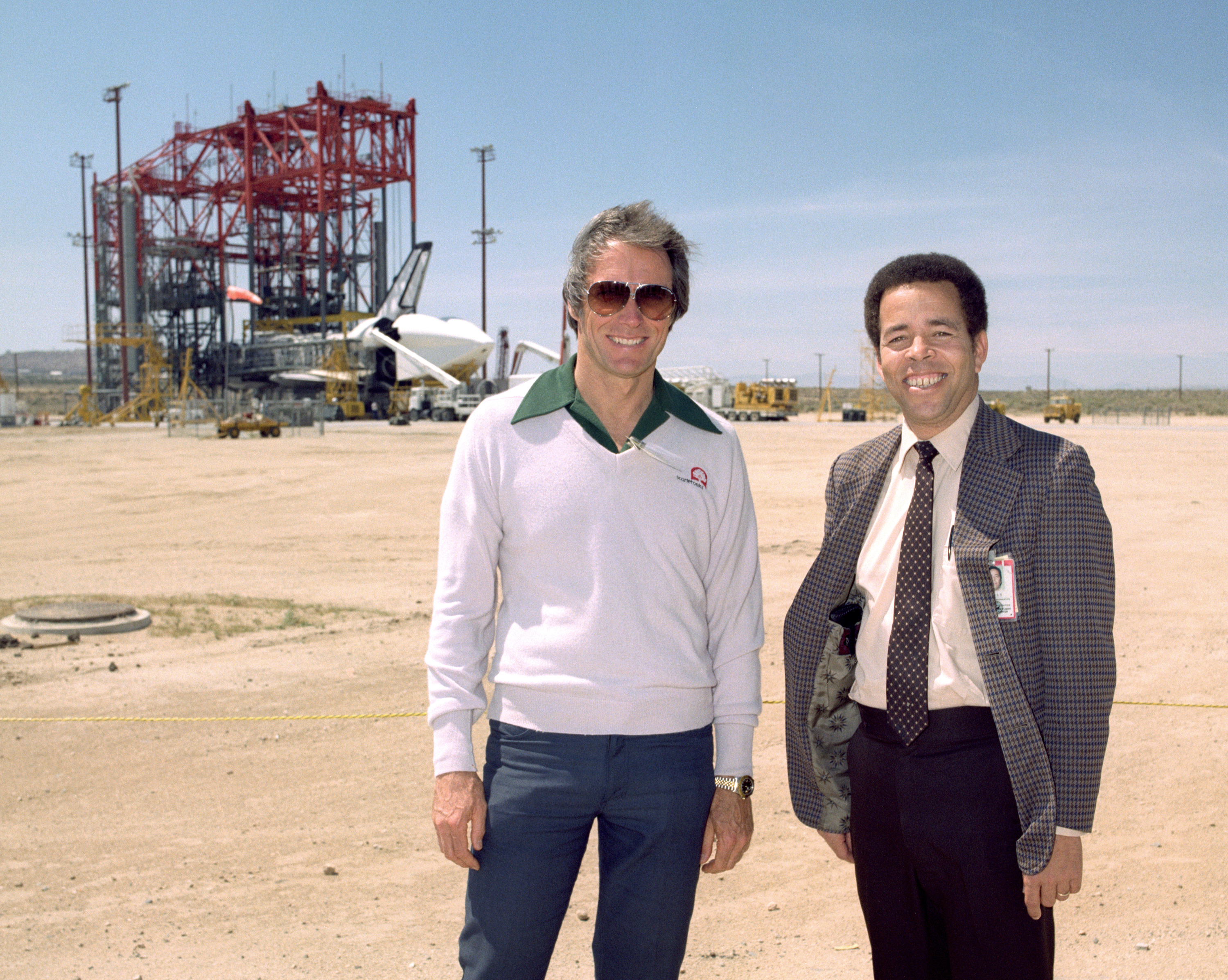
Eastwood devant la navette spatiale Columbia sur un site de la NASA, qui lui accorde le tournage de Space Cowboys.

Si Eastwood se dit à la recherche d'un nouvel Inspecteur Harry, il s'engage toutefois sur la production de Créance de sang, tiré du roman de Michael Connelly, dont le script a enthousiasmé Malpaso et Warner. Toutefois, le roman venant à peine de sortir, Créance de sang est repoussé de quelques mois. Clint Eastwood se lance alors dans la réalisation de Jugé coupable, dont les droits sont détenus par Richard D. Zanuck, qui prend en charge la production avec son épouse, Lili Zanuck. Jugé coupable est distribué au printemps 1999, tandis que Créance de sang sort à l'été 2002. Ce film se rapproche par son action de L'Inspecteur Harry. Il met en scène un tueur en série qui prend pour cible des donneurs d'organes, pour faciliter l'opération de son ennemi juré, un profiler du FBI, et lui permettre ainsi de reprendre son travail. L'assassin, alors, n'aurait plus qu'à le provoquer à nouveau pour lui échapper ensuite. La distribution comprend Eastwood lui-même, Brian Helgeland, Anjelica Huston, Jeff Daniels et Dina Ruiz. Le film déçoit autant la critique que le public : il rapporte à peine 17 000 000 $ malgré ses 1 852 copies. On peut lire dans le magazine Rolling Stone que les réalisations d'Eastwood depuis 1992 sont « moyennes… voire médiocres… voire pires ». Certains vont jusqu'à suggérer qu'Eastwood est en fin de carrière. Au cours d'interviews données à l'occasion de la sortie du film, Eastwood déclare qu'il « est trop vieux pour ces gamineries » au sujet d'un hypothétique futur Harry.
Au début des années 2000, alors qu'il a déjà 70 ans, Eastwood entame le tournage de Space Cowboys en accord avec la NASA. Le film met en scène quatre vieux pilotes d'essai qui doivent se rendre dans l'espace pour s'occuper d'un satellite devenu incontrôlable. La distribution est composée de Tommy Lee Jones, Donald Sutherland, James Garner et Eastwood lui-même. Warner entre en contact avec Industrial Light & Magic pour les effets spéciaux. Les critiques considèrent le film comme « un divertissement très agréable sans prétention ». Il rapporte finalement 100 000 000 $ en Amérique. En septembre de la même année, à la Mostra de Venise, Eastwood se voit récompensé d'un Lion d'or d'honneur pour toute sa carrière.

### Une carrière réfléchie

#### Nouveaux oscars

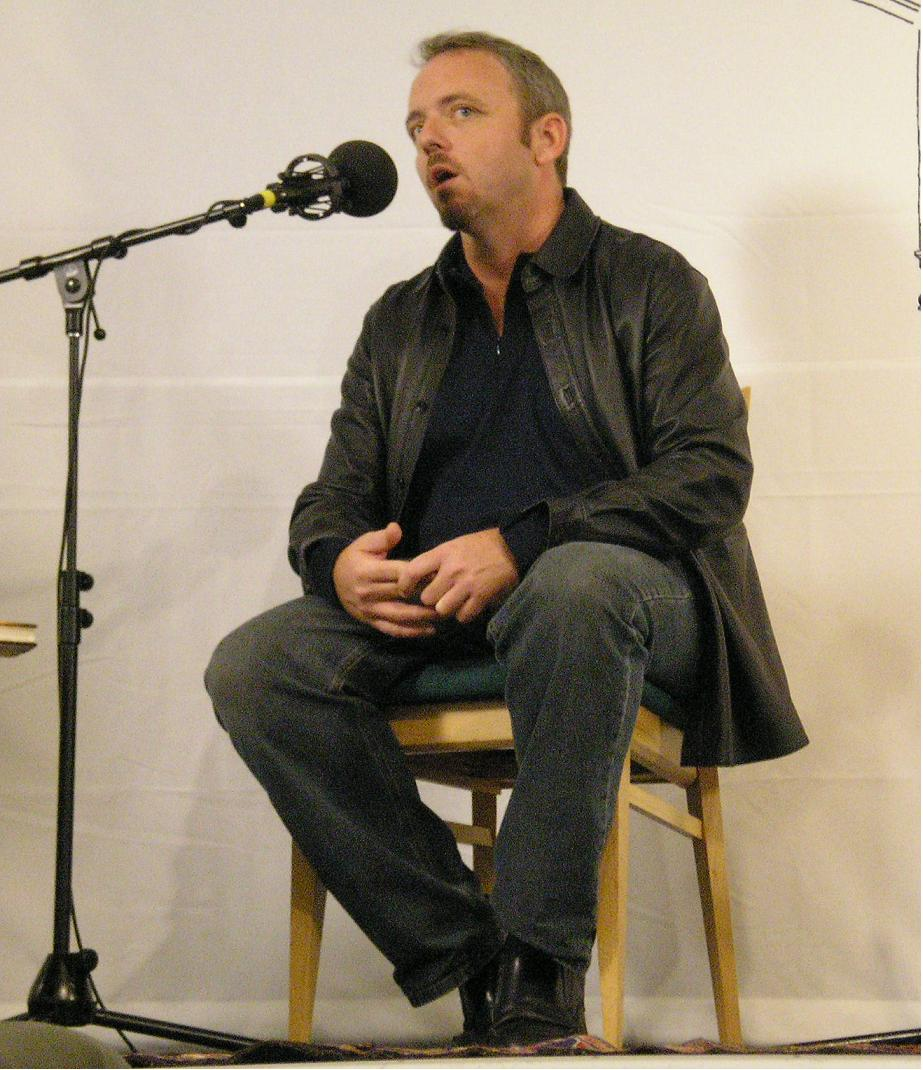
Dennis Lehane en 2006.

Depuis ses débuts dans Rawhide, Clint Eastwood a fait beaucoup de chemin. Il ne marmonne plus à l'écran, réalise ses propres films et engage de véritables acteurs de cinéma, plutôt que des acteurs de télévision méconnus. S'il semble à l'apogée de sa carrière malgré l'échec relatif de ses trois derniers films, l'acteur, réalisateur et producteur ne souhaite pas s'arrêter là. Il a en vue le roman de Dennis Lehane, Mystic River, publié en 2001. Il met en scène trois anciens amis liés par un sombre incident. Le meurtre de la fille de l'un d'eux va les réunir à nouveau. Eastwood téléphone personnellement à Lehane pour réserver les droits d'adaptation. Pour la quatrième fois de sa carrière, il s'occupe seulement de la mise en scène du film. Le tournage se déroule à Boston avec Sean Penn, Kevin Bacon et Tim Robbins dans les rôles principaux. Les trois acteurs se réunissent chaque soir après le tournage pour répéter les scènes du lendemain, avec la bénédiction d'Eastwood, qui ne donnait que rarement des instructions pour l'interprétation des personnages. Le tournage dure plus longtemps que pour ses précédentes productions. En outre, pour la première fois, Eastwood s'occupe personnellement de la musique du film. Mystic River est projeté en avant-première au Festival de Cannes de mai 2003, et, pour beaucoup de critiques, sauve « le pire festival qu'il y ait jamais eu ». Le film est projeté en Amérique pour la première fois durant le New York Film Festival puis, en septembre, officiellement distribué partout dans le pays. Au début, il engendre des recettes juste convenables, sans doute à cause de l'aspect sombre de l'histoire, mais le succès augmente à mesure que le film est projeté dans de nouvelles salles, et finalement les recettes mondiales atteignent 150 000 000 $. Mystic River est nommé à six reprises aux Oscars, mais n'en remporte que deux, concurrencé par le dernier volet de la trilogie du Seigneur des anneaux : Le Retour du roi qui en remporte onze.

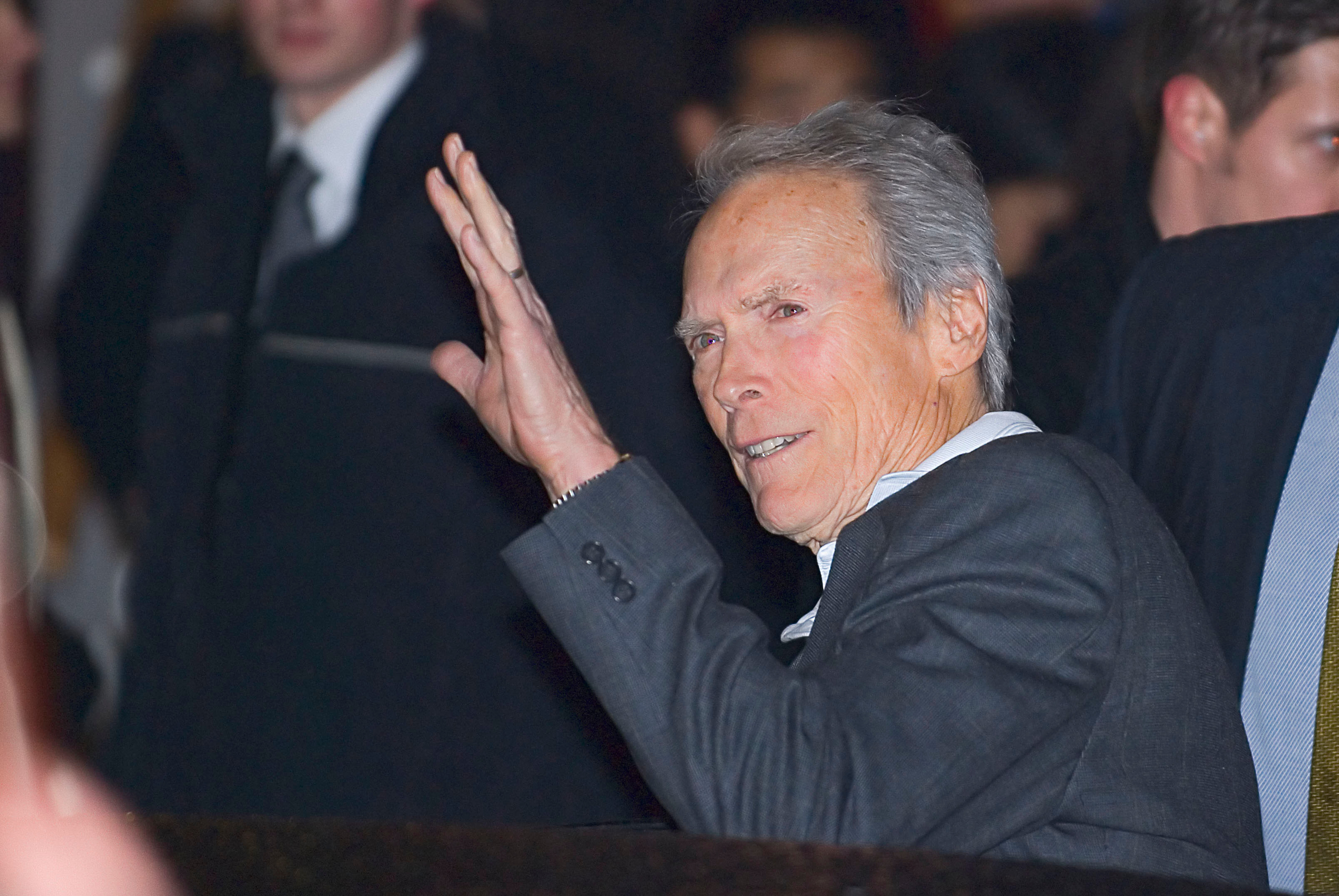
Eastwood à une conférence de presse en Allemagne pour Lettres d'Iwo Jima.

La production qui suit, Million Dollar Baby, est l'adaptation d'une nouvelle de F.X. Toole. L'histoire relate la vie d'un vieil entraîneur de boxe et d'une jeune boxeuse novice. Paul Haggis écrit une première version du scénario adoptée par la Warner, qui pense lui en proposer la mise en scène et donner le premier rôle à Eastwood. Cependant, Eastwood décide de réaliser le film en plus d'y interpréter le rôle du vieil entraîneur. Hilary Swank est embauchée pour jouer le rôle de la jeune boxeuse et Morgan Freeman pour interpréter le gardien du gymnase, vieil ami de l'entraîneur. Le tournage a lieu à Los Angeles au début de l'année 2004. Eastwood endosse à nouveau le rôle de compositeur, en plus de ceux d'acteur, réalisateur et producteur. À sa sortie en décembre, le film soulève une controverse parce qu'il se conclut sur l'euthanasie de Maggie Fitzgerald, le personnage joué par Hilary Swank. Eastwood réplique alors qu'il « n'est pas nécessaire d'être pour l'inceste pour aller voir Hamlet». Les aspects sentimentaux et populistes de Million Dollar Baby ne le font pas décoller au box-office immédiatement. L'intrigue effraye Warner, qui s'associe même à Lakeshore Entertainment pour distribuer le film. Million Dollar Baby ne fait donc pas l'unanimité et n’est projeté que dans 147 salles avant que toutes les nominations aux cérémonies de récompenses et aux festivals ne soient annoncées. En revanche, dès que les nominations sont dévoilées, il commence à soulever l’engouement comme en témoigne la forte augmentation des recettes. Il permet à Eastwood d'être nommé à l'Outstanding Directorial Achievement de la DGA, et de remporter quatre Oscars sur sept nominations : celui du meilleur film (pour la deuxième fois dans sa carrière), du meilleur réalisateur (pour la deuxième fois également), de la meilleure actrice pour Hilary Swank et du meilleur second rôle pour Morgan Freeman.
Peu après la cérémonie des Oscars, Eastwood et Spielberg se rencontrent et parlent de Mémoires de nos pères, une adaptation du livre de James Bradley et Ron Powers sur le petit groupe de soldats qui a planté le drapeau américain à Iwo Jima. Spielberg offre à Eastwood les droits d'adaptation et lui propose de coproduire le film avec ses sociétés DreamWorks et Amblin Entertainment. Paul Haggis s'occupe d'écrire le script et donne en octobre 2004 une première version, qui est adoptée. Au cours de ses recherches pour le film, Eastwood tombe sur un recueil de lettres de guerre japonaises. Il demande alors à faire un second film qui décrirait les mêmes évènements que Mémoires de nos pères, mais du point de vue japonais : Lettres d'Iwo Jima. Il s'agit du premier film américain à montrer la guerre du point de vue ennemi. Les frais de tournage, salaires, effets spéciaux, matériel militaire, font de Mémoires de nos pères le film le plus coûteux de la carrière d'Eastwood, avec un budget de 90 000 000 $. Le deuxième, Lettres d'Iwo Jima, est également complexe du fait qu'il est tourné en japonais avec des acteurs japonais, mais le budget de celui-ci n'est estimé qu'à 20 000 000 $ et le tournage dure à peine plus d'un mois. Henry Bumstead, le directeur artistique d'Eastwood depuis Impitoyable, meurt pendant le tournage et est remplacé par James J. Murakami. Mémoires de nos pères n'enthousiasme ni le public, ni les critiques, qui trouvent qu'il ne se démarque pas des autres films sur la Seconde Guerre mondiale, et les recettes n'atteignent pas le budget investi. Le deuxième, dont le style est plus novateur (les vues aux couleurs ternes se rapprochent du noir et blanc et les scènes de combats sont plus émouvantes qu'effrayantes) marque une consécration d'Eastwood. L'œuvre apparaît sur toutes les listes des meilleurs films de l’année. Le film est nommé aux Oscars mais n’en remporte qu'un, laissant celui du meilleur film, du meilleur réalisateur et du meilleur scénario aux Infiltrés de Martin Scorsese.

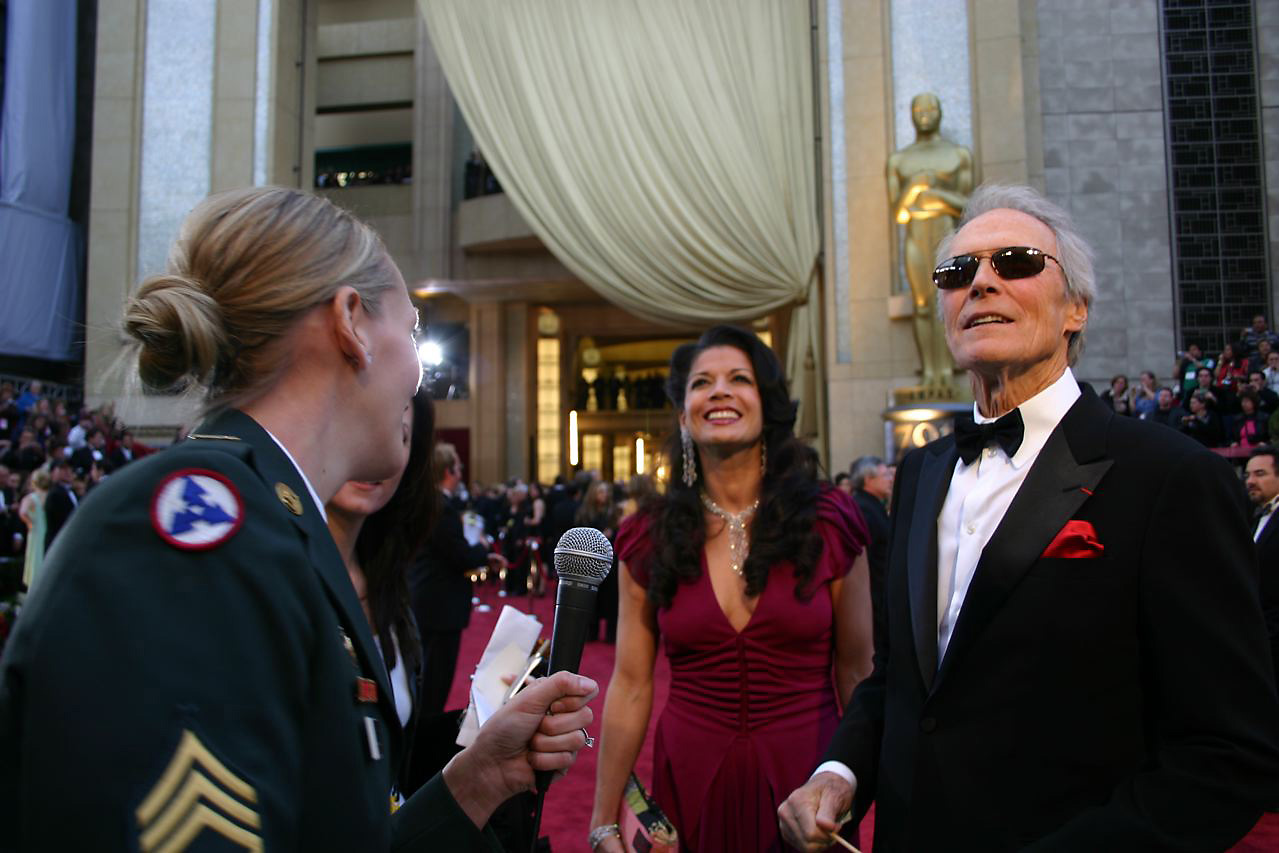
Eastwood et sa femme, Dina Ruiz, aux Oscars en 2007.

#### Un réalisateur en confiance
Warner, qui s'est méfié de Mystic River et de Million Dollar Baby avant de les produire, comprend peu à peu qu'Eastwood sait ce qu'il fait, et surtout qu'il est une valeur sûre. En 2007, Eastwood accepte de produire et réaliser L'Échange. C'est le septième projet auquel il participe sans interpréter aucun rôle. Le film raconte l'histoire d'une mère, interprétée par Angelina Jolie, dont le fils a été enlevé. Elle fait tout pour le retrouver, en dépit de la corruption des forces de l’ordre. Le tournage s'effectue assez rapidement, de même que la postproduction, pour que le film soit prêt à temps pour le Festival de Cannes 2008. En France, le film est chaleureusement accueilli, à la différence des États-Unis où New York Times le juge « maladroit et hautement ambigu »,. Si le film repart de Cannes sans aucun prix, Clint Eastwood et Catherine Deneuve reçoivent le Prix du 61e Festival de Cannes pour l'ensemble de leur carrière, bien que lui-même ne soit plus à Cannes lors de la cérémonie de remise des prix.

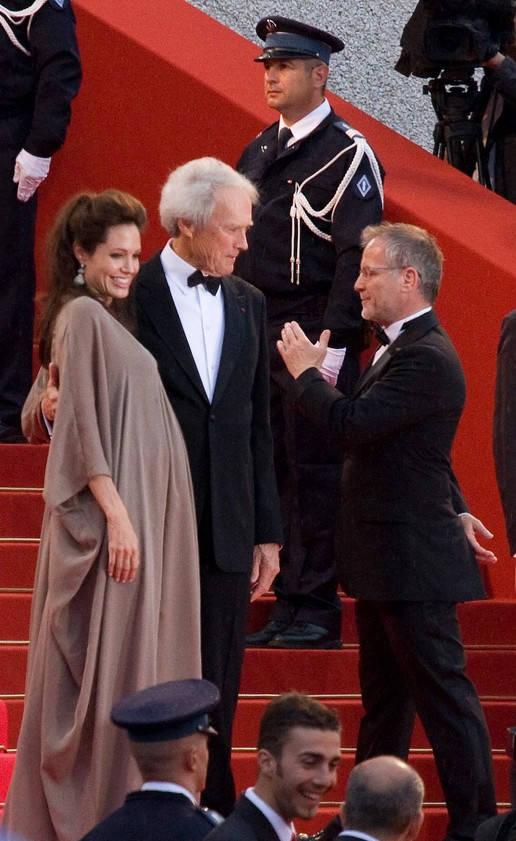
Angelina Jolie et Eastwood lors du Festival de Cannes 2008.

L'Échange est distribué pour la première fois en Amérique lors du New York Film Festival et vingt jours après dans tout le pays. En fin de distribution, le film engendre une recette totale de 113 000 000 $, mais il marche mieux à l’étranger (77 280 454 $) qu'aux États-Unis (35 739 802 $). Il demeure toutefois six semaines dans le top 10 du box-office national. De son côté, la critique est assez mitigée. Le jeu d'Angelina Jolie semble avoir enthousiasmé les médias, comme celui de beaucoup de seconds rôles. Cependant, le scénario « sonne faux » et la mise en scène est « lourde » pour The Wall Street Journal. Le film est nommé à plusieurs reprises aux BAFTA Awards, aux Saturn Awards ainsi qu'aux Critics Choice Awards, mais ne remporte finalement aucun prix.
Alors que L'Échange est en postproduction, Bill Berger reçoit un script de Nick Schenk. À la fin des années 1990, ce dernier se familiarise avec l'histoire et la culture des Hmong alors qu'il travaille dans une usine du Minnesota. Il apprend comment, ayant soutenu les forces vietnamiennes et leurs alliés américains durant la Guerre du Viêt Nam, ils ont terminé dans des camps de réfugiés, à la merci des forces communistes du Nord, quand les troupes américaines se sont retirées. Des années plus tard, il décide d'écrire une histoire impliquant un vétéran de la guerre de Corée, nommé Walt Kowalski, dont les nouveaux voisins sont une famille hmong. Plusieurs sociétés de production préviennent Schenk qu'il ne pourra pas produire son film. Il ne les écoute pas et envoie son script à Berger, alors producteur de Warner. Berger présente ainsi l'histoire à Eastwood, pour diriger et jouer dans ce film, ce qu'il accepte directement, trouvant « dans ce rôle marrant un réel challenge ». Le tournage de Gran Torino commence en juillet 2008 à Highland Park et Détroit puis à Warren, Royal Oak et Grosse Pointe Park. Clint Eastwood désire que la distribution fasse appel à de vrais Hmong, aussi organise-t-on plusieurs auditions dans des communautés hmong. Finalement, Bee Vang est engagé à Saint Paul et Ahney Her est engagée à Détroit ; ils interprètent les deux principaux rôles hmong. Scott Eastwood apparaît également dans le film et son autre fils Kyle Eastwood compose la musique du film. Le tournage est rapidement terminé, et Gran Torino est distribué le 9 décembre 2008 en Amérique, et le 25 février en France. Durant sa première semaine aux États-Unis, le film bénéficie d'une sortie limitée dans 6 salles seulement, avant d'être projeté dans 2 808 salles et de se placer premier du box-office. Après 27 semaines, le film rapporte finalement 148 095 302 $ aux États-Unis. En fin d'exploitation, les recettes mondiales atteignent 269 958 228 $, faisant de Gran Torino le plus grand succès d'Eastwood en tant que réalisateur. Le cinéaste remporte le Blue Ribbon Awards du meilleur film étranger ainsi que le César du meilleur film étranger. Le National Board of Review déclare Eastwood meilleur acteur de l’année. C'est également Gran Torino qui marque la consécration d'Eastwood à Cannes, puisque les dirigeants du Festival lui remettent la Palme d'honneur pour sa carrière lors de la promotion du film à Paris. Clint Eastwood déclare que Kowalski sera son dernier rôle à l’écran, une promesse qu'il rompra avec Une Nouvelle Chance en 2011 et La Mule en 2019.

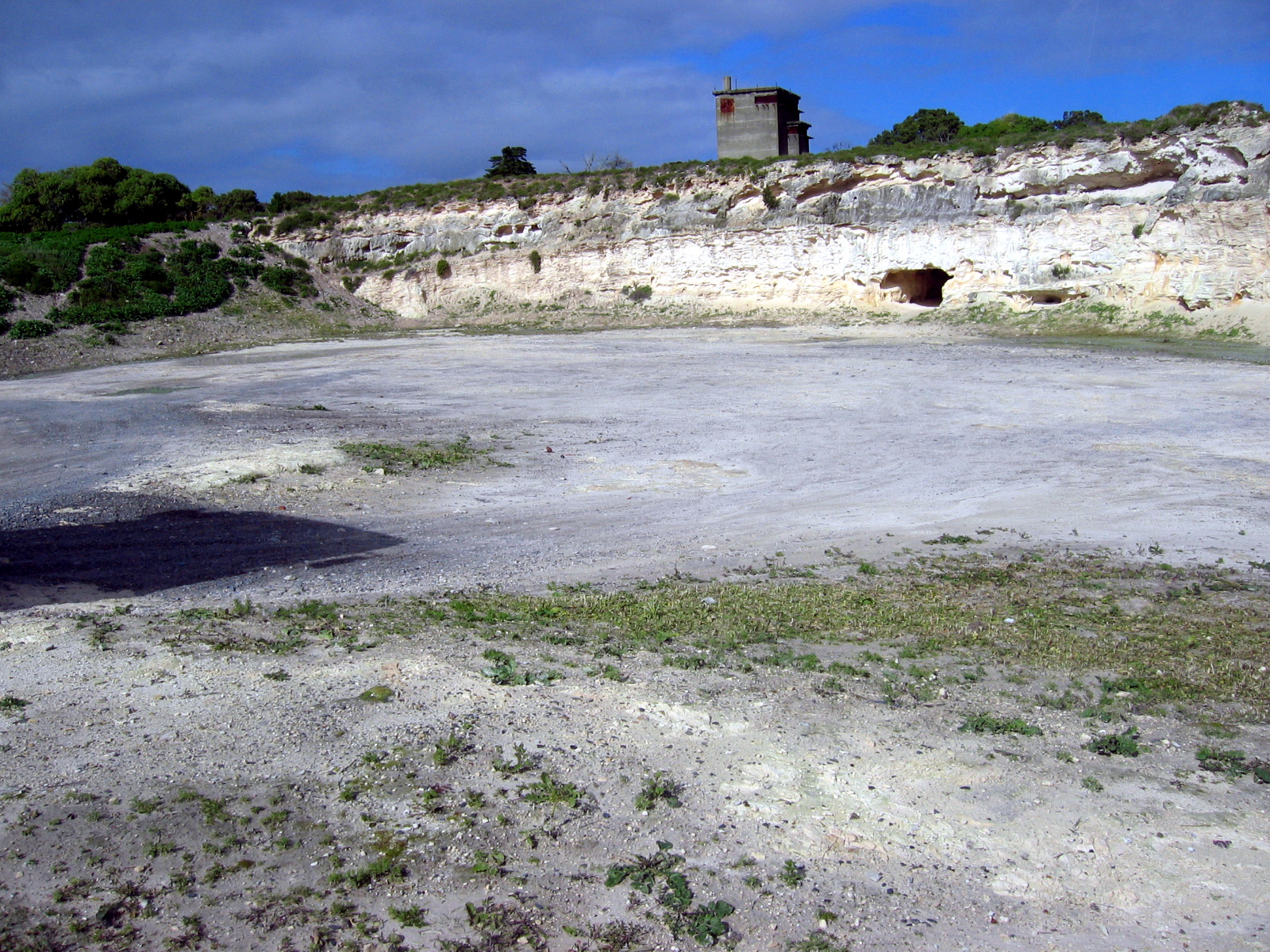
Robben Island, prison où Nelson Mandela a été enfermé, et lieu de tournage dInvictus.

En 2009, Eastwood tourne Invictus, avec Morgan Freeman dans le rôle de Nelson Mandela et Matt Damon dans le rôle du capitaine de l'équipe de rugby à XV sud africaine, Francois Pienaar. L'histoire est tirée d'un livre de John Carlin, Playing the Enemy : Nelson Mandela and the Game that Made a Nation. Elle retrace la libération de Mandela ainsi que son arrivée à la présidence, puis sa décision d'unir son peuple, qu'il soit noir ou blanc, à travers la Coupe du monde de rugby à XV 1995 et l'équipe des Springboks. Anthony Peckham et Eastwood se sont rendus à Barcelone pour rencontrer John Carlin et discuter de l’adaptation du livre. Le tournage commence en mars 2009 au Cap et se termine en mai. Le film est distribué le 11 décembre 2009 aux États-Unis et le 13 janvier 2010 en France. Il est accueilli chaleureusement tant par le public que par la critique. Les recettes mondiales avoisinent les 123 000 000 $ et la critique acclame la fraîcheur du film ; on peut lire dans le Chicago Sun-Times « c'est un très bon film, il a de grands moments d'émotion ». En parallèle, Eastwood est élu personnalité du cinéma préférée des Américains selon le sondage Harris Interactive.

#### Déconvenues
Bien qu'Eastwood approche de ses quatre-vingts ans, il enchaîne directement avec un nouveau projet (et son premier film fantastique), Au-delà (Hereafter). Il s'agit d'un thriller prenant la forme d'un film choral, écrit par Peter Morgan. Le tournage débute le 19 octobre 2009 en France, avec Matt Damon, Cécile de France, Lyndsey Marshal et Bryce Dallas Howard. Variety le décrit comme un thriller « dans la veine de Sixième Sens » en référence au film réalisé par M. Night Shyamalan en 1999. Toutefois, le film n'aborde pas ce thème commun de la même manière. Au-delà raconte l'histoire de trois personnes qui sont touchées par la mort de différentes manières et met en scène un médium (joué par Matt Damon) capable de communiquer avec les morts mais qui a décidé de mettre de côté ce don qu'il considère comme une « malédiction ». Le film ne prend pas parti sur l'existence potentielle de l'au-delà, comme le précise Eastwood : « Certains y croient, d’autres non, c’est seulement après que nous serons fixés. »
Au-delà est un succès au box-office avec 105 000 000 $ de recettes (le double du budget du film) et fait 1,9 million d'entrées françaises. Pourtant, le film est critiqué par la presse américaine et française. Divers critiques se disent déçus de ne pas avoir un nouveau chef-d'œuvre d'Eastwood et trouvent le film ennuyeux et les trois histoires liées de qualité variable.
Pendant le tournage d'Au-delà, Eastwood annonce que son prochain film retracera la carrière et vie privée du fondateur du FBI, J. Edgar Hoover, dans J. Edgar, avec Leonardo DiCaprio dans le rôle-titre. Le film sort en novembre 2011 aux États-Unis et en janvier 2012 en France. En Amérique, le film déçoit avec les mêmes avis mitigés que pour Au-delà. La performance de Leonardo DiCaprio est saluée mais le film critiqué pour sa monotonie ainsi que pour son absence de prise de risque sur le personnage controversé que fut Hoover. Cependant, le film est un véritable succès critique et commercial en France avec 1,5 million de spectateurs.
Clint Eastwood doit ensuite réaliser un nouveau remake du film Une étoile est née, avec Beyoncé Knowles et à nouveau Leonardo DiCaprio. La grossesse de Beyoncé retarde le projet. Malgré ce contretemps, Eastwood joue en 2012 dans le film de Robert Lorenz (son assistant réalisateur), Une Nouvelle Chance (Trouble With The Curve), dans lequel il partage la vedette avec Amy Adams et Justin Timberlake. Dix-neuf ans après Dans la ligne de mire, Eastwood joue dans un film qu'il ne réalise pas. Sa performance (un sélectionneur de baseball dont la vue est en sursis) déçoit la presse tout comme le film, qui est un échec au box-office, ; en France, le film passe quasiment inaperçu.
Clint Eastwood retourne à la réalisation avec Jersey Boys, une adaptation de la comédie musicale de Broadway du même nom. Ce show de Broadway est un film biographique du groupe pop-rock américain des années 1960-1970 Frankie Valli & The Four Seasons. Le film sort discrètement en juin 2014 dans le monde. Si la critique française est enthousiaste, la presse américaine est beaucoup plus mitigée, fustigeant l'académisme du film. La promotion du film est intimiste, et les résultats au box-office le sont tout autant : 67 000 000 $ de recettes dans le monde, 220 000 entrées en France, ce qui représente l'un des plus mauvais scores d'Eastwood en tant que réalisateur.

#### Triomphes commerciaux et honneurs aux héros
Après ces déconvenues commerciales et trois films consécutifs mal accueillis par la critique, Clint Eastwood retrouve la santé avec American Sniper, qui sort en 2015 (avec néanmoins une sortie limitée fin 2014 pour être éligible aux Oscars). Au départ, le film doit être réalisé par Steven Spielberg, mais ce dernier se désiste du projet vers la mi-2013. American Sniper est une adaptation de l'autobiographie du même nom de Chris Kyle (incarné par Bradley Cooper dans le film biographique) un redoutable tireur d'élite de l'armée américaine durant la guerre d'Irak, personnalité complexe se revendiquant d'être le second sniper le plus meurtrier du monde avec 255 victimes (dont 150 confirmées). Les réactions sont divisées, certains estimant que raconter l'histoire de ce soldat très patriote qui n'exprima aucun regret est une glorification de la guerre, même si Eastwood a toujours été opposé à la guerre d'Irak. Lors de sa sortie, American Sniper rencontre un accueil favorable de la part des critiques et réalise un bon démarrage lors de sa sortie limitée, faisant mieux que L'Échange et Gran Torino à la même période. Le film réalise en tout plus de 350 000 000 $ au box-office américain (soit le meilleur succès de 2014) et plus de 195 000 000 $ dans le reste du monde (3,1 millions d'entrées en France), ce qui constitue un triomphe (en sachant que le film est classé Restricted par la MPAA). Ce long métrage est le plus grand succès commercial d'Eastwood, plus du double du box-office de Gran Torino, le précédent tenant du titre. De plus, le long-métrage est nommé dans six catégories aux Oscars, dont celui du meilleur film.
Le film suivant, intitulé Sully, est un film biographique sur Chesley Sullenberger, d'après l'autobiographie de ce dernier : Highest Duty: My Search for What Really Matters. Ce commandant de bord fut considéré comme un héros après le vol 1549 US Airways du 15 janvier 2009, où il réussit un amerrissage forcé sur l'Hudson River à New York, sans aucun décès. L'acteur Tom Hanks est choisi pour incarner le rôle de Chesley Sullenberger, tandis que Laura Linney, qui incarne l'épouse du personnage du même nom, retrouve Eastwood pour la troisième fois après Les Pleins Pouvoirs et Mystic River. Son tournage débute fin 2015 et sort le 9 septembre 2016. Le film est accueilli favorablement par la critique et rapporte plus de 240 000 000 $ de recettes mondiales (1,2 million d'entrées en France), dont plus de 125 000 000 $ sur le territoire américain, ce qui constitue un grand succès commercial pour son budget de 60 millions.
L'attentat du train Thalys le 21 août 2015 inspire Clint Eastwood pour le film Le 15 h 17 pour Paris, qui souhaite faire le portrait des trois militaires impliqués et mettre en avant « l'héroïsme américain ». Les trois protagonistes américains jouent leur propre rôle. Le film est assez mal reçu par la critique américaine et française, qui remarque qu'il fait l'objet d'un embargo critique inédit pour le réalisateur,,. En 2018, plusieurs médias firent remarquer qu'avec American Sniper, Sully et Le 15 h 17 pour Paris, Eastwood aurait réalisé une trilogie consacrée à l'héroïsme américain,,.
Le film suivant, La Mule, qui commence à être tourné en juin 2018, signe, en plus de la réalisation, le retour de l'acteur devant la caméra. Il sort en décembre 2018. Le film est très bien reçu par la critique américaine et française, et rapporte plus de 174 000 000 $ de recettes mondiales (1,85 million d'entrées en France), dont près de 104 000 000 $ sur le territoire américain, ce qui constitue un nouveau succès commercial (au regard des 50 millions de budget) pour le réalisateur.
Il co-produit ensuite le quatrième remake du film : A Star Is Born qu'il devait initialement réaliser en 2011. Le film est porté par Bradley Cooper qui officie pour la première fois comme acteur-réalisateur et scénariste, et par la chanteuse Lady Gaga, dont c'est le premier grand rôle au cinéma. À sa sortie en salle, le film est une grande réussite et les critiques sont excellentes,. De même, la bande originale se classe numéro 1 des ventes aux États-Unis et en Europe et les chansons du film sont certifiées disque diamant, disque de platine et disque d'or en France. Aux États-Unis, le long-métrage est nommé huit fois aux Oscars, dont celui du meilleur film, et est également respectivement nommé quatre fois aux Golden Globes et six fois au BAFTAs.
En 2019, le réalisateur propose un nouvel hommage à un héros, le policier Richard Jewell qui a déjoué l'attentat lors des Jeux Olympiques d'Atlanta en 1996, avec le film Le Cas Richard Jewell.

#### Derniers films
En 2020, Eastwood redevient acteur à 90 ans dans son film Cry Macho qui sort l'année suivante vers la fin de la crise sanitaire. C'est un vieux projet que le réalisateur avait eu l'intention de tourner dans les années 1980 mais qu'il avait abandonné au profit de son rôle de l'inspecteur Harry dans La Dernière Cible en 1988. Le film est un échec commercial flagrant (seulement 10 millions de dollars de recettes sur le territoire américain) et reçoit un accueil critique mitigé. C'est son dernier rôle en tant qu'acteur.
En octobre 2024, à 94 ans, Eastwood sort Juré n° 2, son quarantième film en tant que réalisateur, qui reçoit des critiques globalement positives.

### Vie privée

#### Compagnes
- Sondra Locke
- Dina Ruiz (en)
- Sa dernière compagne, Christina Sandera, rencontrée en 2014, meurt le 18 juillet 2024 à l'âge de 61 ans[84].

#### Famille
Clint Eastwood est le père de huit enfants reconnus avec six femmes différentes:
- avec une femme non identifiée :
  - la professeur d'école primaire Laurie Eastwood, née en 1954 ;
- avec Roxanne Tunis :
  - l'actrice, productrice et maquilleuse Kimber Eastwood (es), née en 1964 ;
- avec Maggie Johnson :
  - le bassiste et contrebassiste de jazz Kyle Eastwood, né en 1968 ;
  - l'actrice et réalisatrice Alison Eastwood, née en 1972 ;
- avec Jacelyn Reeves :
  - l'acteur Scott Eastwood, né en 1986 ;
  - l'actrice et scénariste Kathryn Eastwood, née en 1988 ;
- avec Frances Fisher :
  - l'actrice Francesca Eastwood, née en 1993 ;
- avec Dina Ruiz :
  - l'actrice Morgan Eastwood, née en 1996.

## Œuvres

### Filmographie

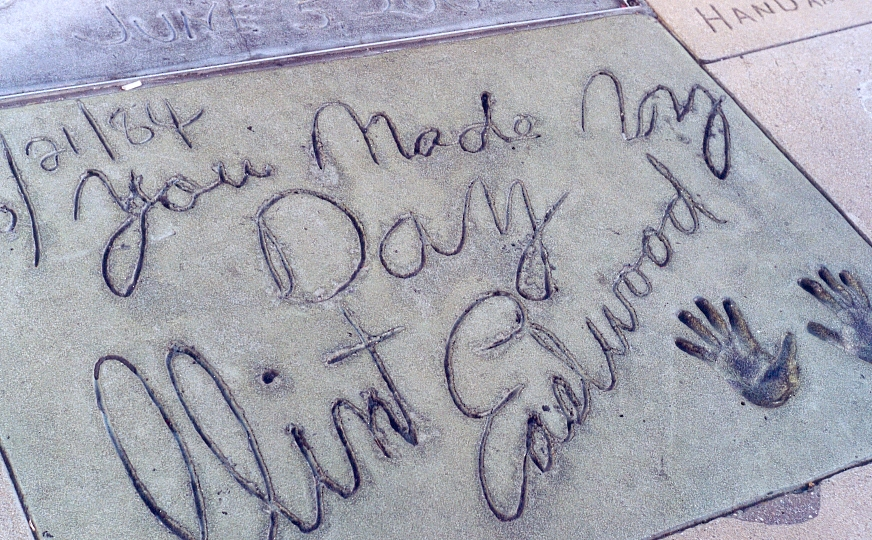
Empreintes d'Eastwood sur l'Hollywood Boulevard avec la phrase « You made my day ».

En plus de soixante-cinq ans, Eastwood a tourné dans plus de quatre-vingts films, et est devenu l’un des cinéastes les plus connus du monde entier. D'abord à la télévision, dans des séries telles que Rawhide qui l’a rendu célèbre, ou dans des petits films comme Ambush at Cimarron Pass pour Universal Pictures, il trouve le succès avec Pour une poignée de dollars et plus généralement avec la Trilogie du dollar. Clint Eastwood met alors un terme à sa carrière à la télévision pour se concentrer sur le cinéma. Il tourne dans de nombreux films tels que Le Bon, la Brute et le Truand, Pendez-les haut et court et L'Inspecteur Harry, et devient vite une célébrité reconnue. Puis, à la suite d'un désaccord, il quitte Universal pour Warner Bros. ; il tourne alors une suite à L'Inspecteur Harry, mais également Bronco Billy ou Doux, dur et dingue. Peu à peu, il se fait également connaître comme réalisateur, et enfin comme producteur et compositeur. Il tourne de nombreux films, dont beaucoup sont des succès au box-office. Mais son premier véritable succès critique, public et professionnel est Impitoyable, tourné en 1992. Ce film remporte de nombreux prix et réalise d'excellentes recettes. Sa carrière se poursuit avec des films tels que Sur la route de Madison, Minuit dans le jardin du bien et du mal, Mystic River, Million Dollar Baby, L'Échange, Gran Torino et Au-delà. Vers la fin des années 2000, à l'âge de 80 ans, Eastwood déclare qu'il met fin à sa carrière d'acteur, même s'il avait déclaré quelque chose de similaire après Million Dollar Baby, mais qu'il continuera de tourner et de produire des films. Pourtant en 2012, il revient sur le devant de l'écran avec Une nouvelle chance, premier film de son assistant réalisateur Robert Lorenz. Le film sort le 28 septembre 2012 aux États-Unis et le 21 novembre 2012 en France. Il tient ensuite le premier rôle dans deux de ses propres films, La Mule en 2018, à l'âge de 88 ans puis Cry Macho en 2021, à l'âge de 90 ans.

### Discographie
Audiophile, Eastwood entretient une passion pour la musique, particulièrement pour le jazz, depuis sa jeunesse ; il apprécie également la country. Il réalise son entrée dans l'industrie du disque à la fin de l'année 1959, en produisant l'album Cowboy Favorites sous le label Cameo Records. L'album inclut plusieurs classiques comme Don’t Fence Me In de Cole Porter, mais il n'entre pas dans le Billboard Hot 100. Plus tard, entre deux saisons de la série Rawhide, Eastwood et Brinegar, rejoints par Sheb Wooley, participent à des rodéos touristiques et des festivals sous le nom de Amusement Business Cavalcade of Fairs, ce qui leur rapporte 15 000 $ par performance.
Eastwood fonde en 1995 son propre label, filiale de Warner Bros. Records : Malpaso Records. Quoique le groupe Warner soit vendu par Time Warner à des investisseurs privés, Eastwood conserve sa filiale. Cette dernière a distribué toutes les bandes originales des films réalisés par Eastwood depuis Sur la route de Madison. Elle a également distribué l'album de jazz Eastwood after Hours — Live at Carnegie Hall en 1996. Cet intérêt pour la musique, le jazz en particulier, se retrouve chez son fils Kyle, qui est musicien et a participé à la BO de plusieurs des films de son père.
Au total, Eastwood a composé la musique de huit albums, dont six bandes originales.

## Parcours artistique
Clint Eastwood est un acteur et un réalisateur que l’on pourrait considérer comme « polyvalent » : il a exploré de nombreux genres et registres. Cette carrière composite le rend assez singulier : la place qu'il occupe dans l'industrie cinématographique n'est pas comparable à celle d'autres acteurs ou réalisateurs américains. Une ligne directrice s'impose tout au long de sa carrière : l'acteur incarne une certaine mythologie de l’Amérique, en faillite, que le réalisateur n'a pas cessé de mettre en scène. Souvent présenté comme le modèle d'une tradition disparue, Eastwood aura tour à tour été le « dernier cow-boy, le dernier classique, le dernier réac ».

### L’acteur

#### Évolution du «personnage»

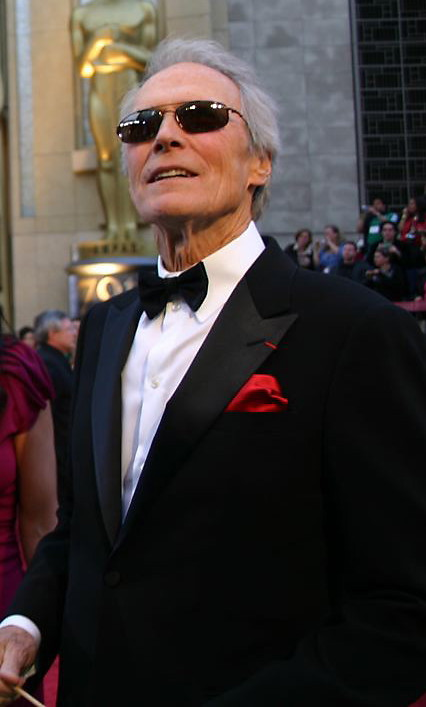
Clint Eastwood à la cérémonie des Oscars en 2007.

Ne pouvant être rattaché à une génération d’acteurs en particulier, Clint Eastwood apparaît comme un comédien « hors case ». Apparu sur les écrans après la génération des acteurs de l'âge d'or hollywoodien, comme John Wayne, Paul Newman ou encore Charlton Heston, Clint Eastwood n'appartient pas non plus à la génération des jeunes premiers des années 1970, celle de Robert Redford ou de Jack Nicholson. Eastwood connaît d'ailleurs le succès avec le personnage de « l'homme sans nom » qu'il interprète dans Pour une poignée de dollars — qualificatif qui résume, à lui seul, toute l’ambiguïté de l’acteur, dont il s'amusera plus tard en accentuant la dépersonnalisation. Clint Eastwood entre donc dans le monde du cinéma à un âge relativement jeune, il a alors vingt-cinq ans. Il se fait réellement remarquer avec la diffusion à la télévision de la série Rawhide, à l'âge de vingt-six ans. À cette époque, Eastwood n'est pas très sûr de lui, et il parle peu à l’écran. C'est son physique avantageux qui lui a valu ce rôle. Mais son caractère désinvolte lui permet de rendre le rôle crédible. Rawhide est en quelque sorte emblématique d'une longue période dans le jeu d'Eastwood, celle des westerns. Durant cette période, Eastwood incarne l'idéal américain. Ses rôles apparaissent violents de prime abord, avant de montrer une facette plus humaine. Dans Un shérif à New York, cette humanisation est représentée à travers la cigarette que donne le shérif à son détenu. C'est d'ailleurs sur ce type de rôle humaniste qu'Eastwood va ensuite se concentrer. On remarque parmi ses principaux rôles celui de Frankie Dunn dans Million Dollar Baby qui accepte d'euthanasier sa protégée alors qu'elle devient tétraplégique à la suite d'un accident, ou celui de Walt Kowalski dans Gran Torino qui prend sous son aile un jeune Hmong qui s'est fait frapper par un gang pour l’aider à s'insérer dans la société américaine. Ces rôles humanistes marquent l’essentiel de la filmographie d'Eastwood en tant qu'acteur. Dans Gran Torino il interprète un vétéran de guerre qui éduque un Hmong en lui inculquant les vraies valeurs de l’Amérique, ce même vétéran qui meurt pour son protégé. On peut voir à travers ce personnage la mort de l’acteur qu'était Eastwood, qui décide, après le rôle de Kowalski, d'arrêter sa carrière d'acteur.

#### Un jeu minéral
Jugé trop fade au début de sa carrière, Clint Eastwood imprime son physique minéral dans la « trilogie du dollar » de Sergio Leone. Il présente sa carrure solide, ses yeux clairs au bleu métallique, son visage émacié, sa silhouette sèche et sa démarche flegmatique. L’acteur adopte un jeu plutôt minimaliste, de « pure présence », que supportent de longs silences. Le critique Franck Kausch va jusqu'à parler de « cavalier mutique et luciférien ». Le corps de l'acteur, dans cette série, est d'ailleurs en partie dissimulé sous un cache-poussière. Eastwood jouera souvent avec ces effets de disparition : à la fin de Space Cowboys, il se filme revêtu d'une combinaison d'astronaute, d'où seul émerge son visage, accentuant l'immobilité de son corps, presque inerte et porté par l'espace ; dans Les Pleins Pouvoirs, il revêt un long imperméable pour cacher son uniforme de policier ; dans Sur la route de Madison, le photographe disparaît de derrière l'objectif pour prendre une photo (et révéler le sourire de Francesca, pour l'immortaliser sur la pellicule).
Cette propension à disparaître, à se cacher ou à jouer un ton en dessous est une caractéristique fondamentale de son travail d'acteur, qu'il ne cessera d'illustrer au fil des années. Aurélien Ferenczi explique qu' Les personnages qu'interprète Eastwood sont également souvent dans l'expectative, ou dans des situations d'attente : « le hiératisme du visage et du corps, cette mesure extrême apportée dans tous les mouvements, cette parcimonie dans l'action font du héros un homme immobile, dont toute vie est intérieure », écrit le critique Philippe Fraisse.
Clint Eastwood, devenu réalisateur, se distribue dans des rôles beaucoup plus troubles que ceux où il se cantonnait au début de sa carrière, incarnant des personnages rongés par la douleur, la vieillesse ou le poids du passé. La démonstration de force n'est plus à l'ordre du jour. En 1993, Eastwood reprend son rôle de flic « redneck » dans Un monde parfait. Or, le temps a passé : l’empathie du spectateur n’est plus dirigée vers la figure du policier, Red Garnett, mais vers celle du fuyard incarné par Kevin Costner. Walt Kowalski, le personnage qu’il campe dans Gran Torino, appartient également à cette lignée. C'est un ancien combattant de Corée, un misanthrope ouvertement raciste (traitant ses voisins chinois de « faces de citrons », de « têtes de nems » ou de « rats de marais »), un amateur d’armes et de vieilles voitures. Mais celui-ci n'est pas glorifié par le film. Son personnage devient la victime quasi consentante, et suicidaire, d'un gang. L’homme ne représente plus la justice expéditive ou l'autodéfense : il en devient la victime. Cette humanisation parfois contrariée va de pair avec la dimension masochiste qui parcourt la filmographie d'Eastwood depuis le début des années 1980.

#### La tentation masochiste
Le rapport qu'Eastwood entretient avec sa propre image a souvent été qualifié de « masochiste »,,. Le cinéaste est réputé pour ne jamais se mettre en valeur : il appuie les ravages du temps sur sa propre silhouette, se filmant dans des situations d'inconfort ou de faiblesse. Cette dimension se retrouve également dans les films dont il n'est pas le metteur en scène. Dans Sierra torride, son personnage passe du pistolero cynique sauvant une religieuse au antihéros blessé dépendant d'elle et qui, en définitive, se fait rouler par elle pendant tout le film. Dans Les Proies, Eastwood y interprète un homme amputé, gauche, contrarié et impuissant avec les femmes. Les codes de la virilité sont inversés dans Un frisson dans la nuit puisque la femme se fait puissance contre l’homme, misérable, qui cherche par tous les moyens à s'en débarrasser. Dans Impitoyable, le cinéaste se filme sous un jour peu flatteur, affaibli et grelottant de froid. La première scène, ironiquement, nous montre la difficulté qu'il a à grimper sur son cheval pour se mettre en selle. Dans Sur la route de Madison, il apparaît torse nu dans des postures maladroites. Les Pleins Pouvoirs nous le montre immobile, tapi derrière un miroir. Dans cette scène, le faible éclairage accentue les traits de son visage et évoque les autoportraits que Rembrandt a peints à la fin de sa vie. La course-poursuite de Créance de sang épuise son personnage, qui s'effondre avant d'avoir rattrapé le coupable. Il devient un vieillard acariâtre dans Gran Torino, marmonnant et maugréant, le visage toujours crispé, les sourcils éternellement froncés — film dans lequel il met en scène, à soixante dix-huit ans, sa propre mort.

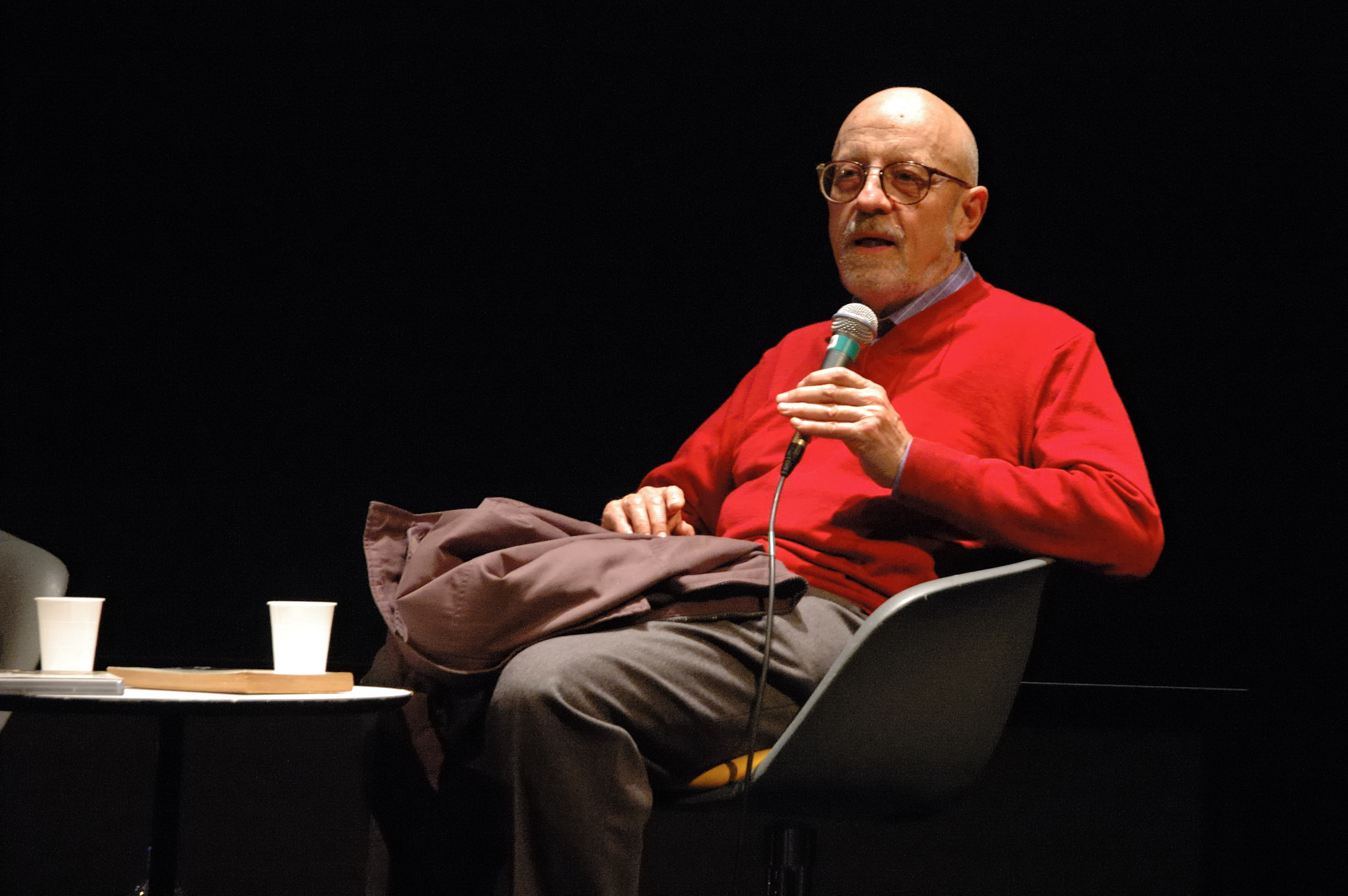
Luc Moullet en 2008.

Avec le temps, Eastwood fait du vieillissement de son visage un véritable véhicule de fiction, même dans les films qu'il ne met pas en scène comme à travers Dans la ligne de mire. En 1995, le cinéaste Luc Moullet écrit à ce propos :

« À partir de Pale Rider, ce qu'on voit surtout du visage d'Eastwood, c'est son impressionnante veine sur la droite du front. Elle exprime une vie marquée par les épreuves, les ans, et la fragilité de l'existence humaine : on a toujours l'impression que cette veine va éclater, menaçant les jours du tireur d'élite infiniment plus que ses adversaires armés jusqu'aux dents. Cette veine temporale, un petit travail conjugué de maquilleur et de l'opérateur eût suffi à la faire disparaître à nos yeux, ce qu'auraient exigé toutes les stars du monde, sauf Eastwood. On a même l'impression qu'il fait tout pour qu'on la voie, et qu'on ne voie qu'elle. Lors des interviews réalisées par la télévision pendant le festival du cinéma américain de Deauville, on ne la remarquait même pas. »

Le cinéaste accentue également les rides de son visage en usant de clairs-obscurs,. Dans Space Cowboys, Eastwood va même jusqu'à donner les premiers rôles à des acteurs âgés.

### Le réalisateur
Si le nom de Clint Eastwood, dans l’imaginaire collectif, reste longtemps attaché au western, le réalisateur s’est essayé à beaucoup de genres différents : le film de guerre (Le Maître de guerre, le diptyque Mémoires de nos pères et Lettres d'Iwo Jima), le film noir (Créance de sang, Minuit dans le jardin du bien et du mal ou encore Mystic River), le film d'aventures (Chasseur blanc, cœur noir), le film biographique musical (Bird), le country-movie (Honkytonk Man), le road movie (Un monde parfait), le drame (Sur la route de Madison, Gran Torino et Million Dollar Baby) et même la comédie (Space Cowboys).
Le cinéaste s’est fait une spécialité d’alterner des films ambitieux avec des projets considérés comme plus mineurs ou plus distrayants,. Eastwood se qualifie lui-même d'artisan : « J'ai toujours essayé de faire les meilleurs films possibles, comme réalisateur et comme acteur…, mais sans croire que j'étais un artiste avec un A majuscule. Plutôt comme un artisan très sérieux. J'aborde chaque étape — le scénario, la direction d'acteurs, l'image, la musique — avec un grand souci du détail ». Si Eastwood est considéré comme un auteur de cinéma (en opposition au « réalisateur-technicien »), l'homme ne signe pas ses scénarios et répond, en cela, d'une tradition hollywoodienne du cinéma de studio. Les scénarios qu'il tourne ont d'ailleurs souvent été destinés à d’autres cinéastes à l’origine : L'Échange était un projet initialement rattaché à Ron Howard ; Francis Ford Coppola devait réaliser Impitoyable ; Mémoires de nos pères, Un monde parfait et Sur la route de Madison devaient être tournés par Steven Spielberg.
Comment, dès lors, appréhender le travail composite et protéiforme de Clint Eastwood ? Le critique Philippe Fraisse s'interroge :

« Au contraire de bien d'autres cinéastes, je doute […] qu'Eastwood s'intéresse réellement aux sujets qui inspirent ses films. […] Eastwood n'est pas un artiste obsessionnel. Il ne s'intéresse au fond qu'à la situation. Ce qui a des conséquences sur son esthétique, et en fait le classicisme. Comme avant lui Hawks, Eastwood se borne à raconter des histoires, au-delà ou en deçà de tout engagement idéologique, ou de tout investissement personnel dans un thème. Politiquement, on peut le dire conservateur, c'est-à-dire quelqu'un qui n'a pas de système idéologique pour penser le monde. Et souligner cette absence n'est en rien adresser un reproche. »

Les déclarations du cinéaste corroborent en partie cette interprétation : pour lui, l'histoire compte plus que le message.

#### Esthétique et principes de mise en scène

##### Un classicisme hollywoodien

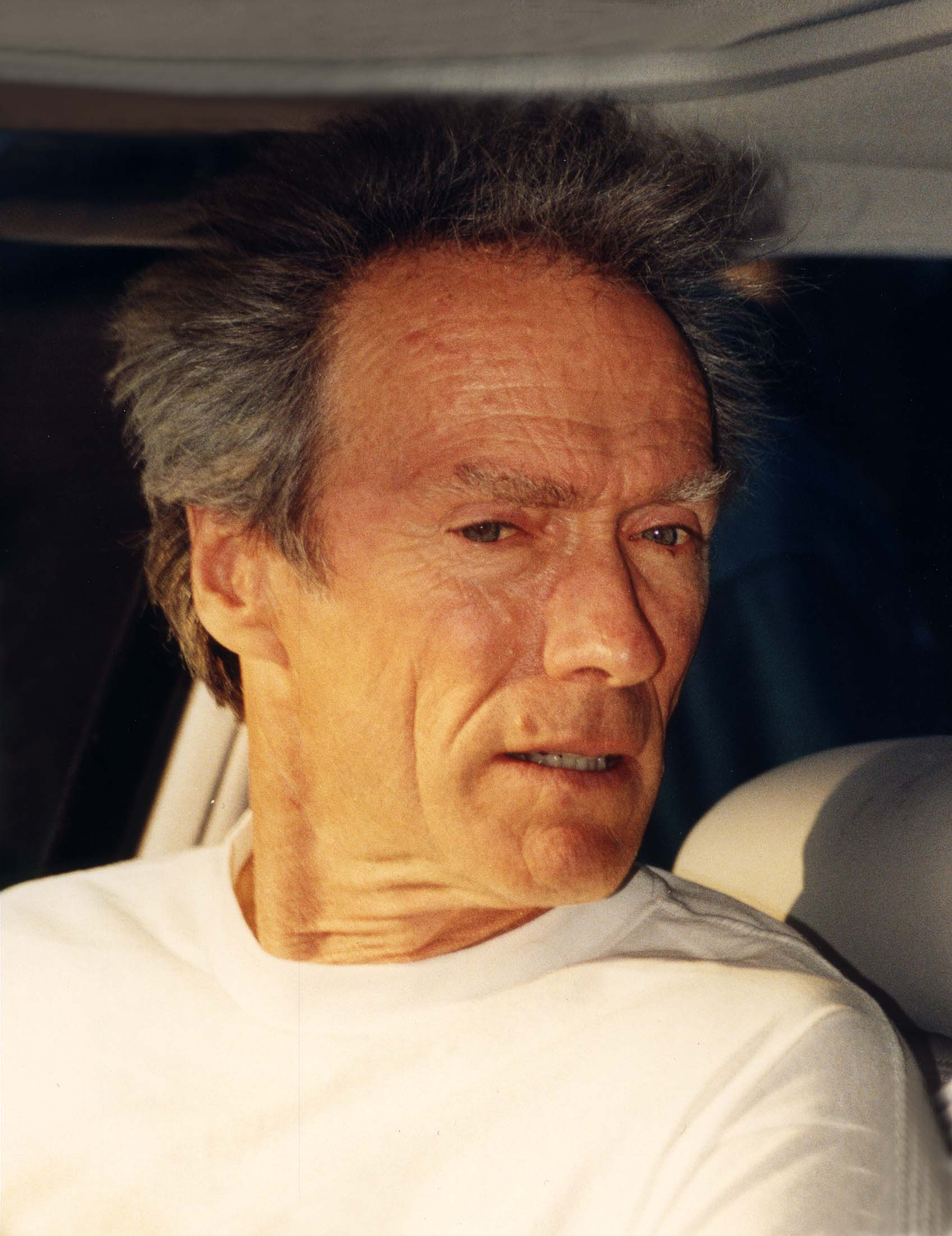
Clint Eastwood quittant un plateau de tournage.

Les premiers films de Clint Eastwood, comme L'Homme des hautes plaines et Pale Rider, le cavalier solitaire, sont empreints d'un certain maniérisme que l'on rattache au cinéma de Sergio Leone,. Cette influence s'estompe peu à peu, laissant place à un travail formel plus académique. La mise en scène de Clint Eastwood se caractérise pour sa filiation avec le classicisme ou avec le néoclassicisme hollywoodien,,. Selon la critique Helen Faradji, son œuvre « matérialise l’angoisse de savoir derrière lui la période classique, et parfaite, du genre en ne cachant jamais l’admiration qu’il a pour elle ». Le cinéaste peut être vu comme l'héritier de John Ford, de William A. Wellman et de Raoul Walsh — influences qu'Eastwood revendique lui aussi. Le réalisateur s’attache surtout à travailler à ces codes du cinéma classique pour les transformer de l’intérieur. Le cinéaste Olivier Assayas décrit ainsi les trois visages de Clint Eastwood : « l'un, humaniste, ancré dans l'Amérique réelle et passée, emprunterait au cinéma de John Ford, dont il est le seul aujourd'hui à assurer la descendance ; l'autre, viril, celui du héros au visage buriné, correspondrait plutôt à Howard Hawks. Et puis un troisième, inattendu, qui ferait d'Eastwood un cinéaste abstrait. » Abstraction formelle et narrative dont témoignent Mémoires de nos pères et Lettres d'Iwo Jima, deux films où « la question centrale est l'impossibilité de saisir la vérité, l'évanescence du sujet ».
Sa mise en scène est plutôt discrète : elle refuse l’esbroufe et les effets spectaculaires, sans évacuer l'émotion. Sur la route de Madison est un mélodrame chargé d’émotion mais plutôt ascétique dans sa réalisation, qui privilégie un découpage discret et quasi-minimaliste. Ce classicisme induit un rythme plutôt lent : Louis Skorecki parle de « ralentissement frontal », Philippe Fraisse souligne « l'immobilité de l'action, le ralentissement du temps, ou l'importance accordée à l'attente » et Alain Masson, à la sortie de Million Dollar Baby s'exclame : « comme on est loin de la cadence précipitée qui fit la gloire de Hollywood ! » Le classicisme d'Eastwood procède également des vertus attribuées à sa mise en scène : « clarté et précision, pudeur et compassion ».

##### De l'aube au crépuscule

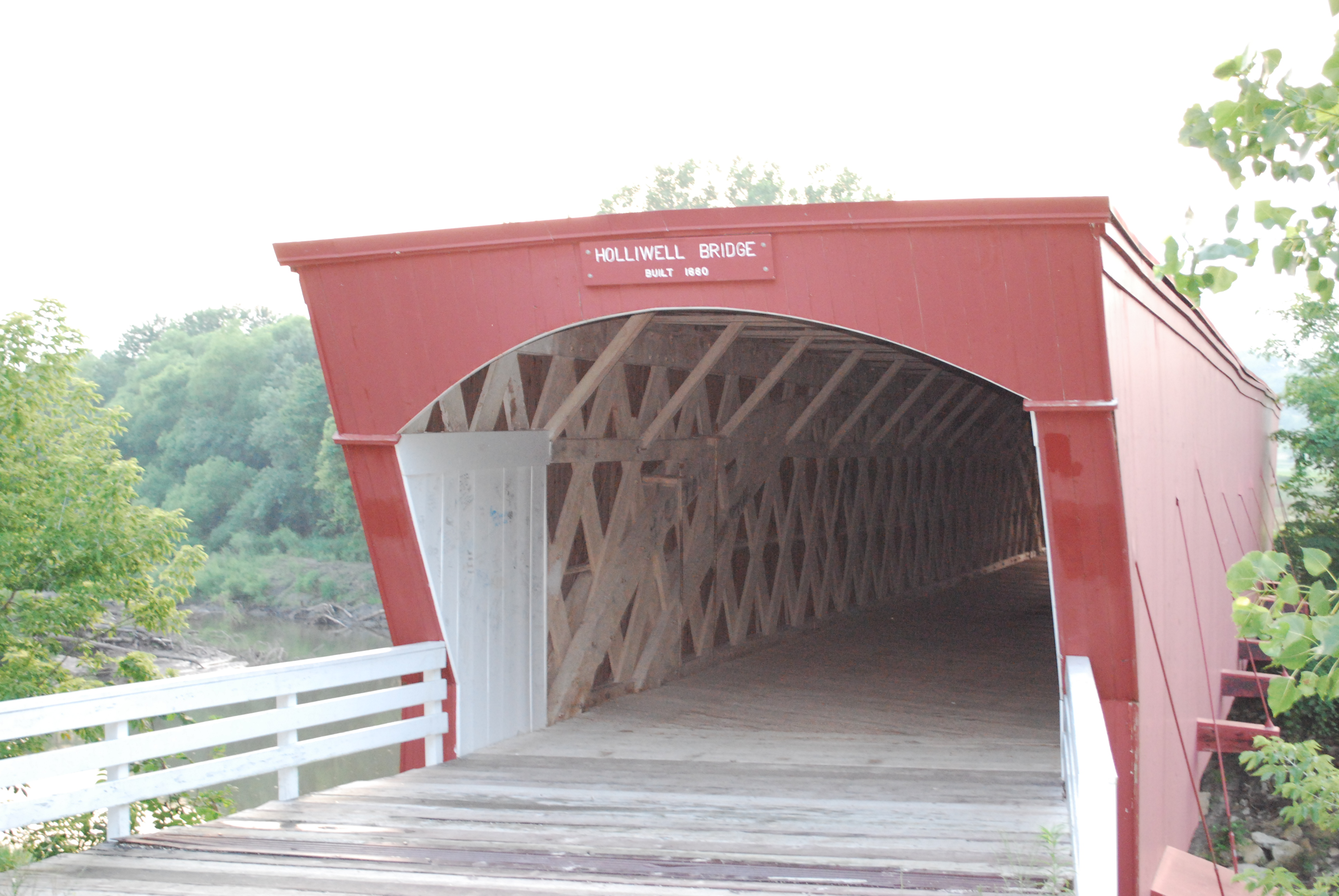
Vu du pont Holliwell que photographie Kincaïd (interprété par Eastwood) dans Sur la route de Madison.

Les films de Clint Eastwood sont des œuvres tournées vers le passé : le cinéaste ne renâcle pas à situer ses films dans l'époque contemporaine, mais il n’a jamais traité d’évènements historiques proches, à l’exception de l'invasion de la Grenade dans Le Maître de guerre. De manière plus générale, les personnages dépeints par le cinéaste sont souvent rattrapés et envahis par le passé, dont ils doivent apprendre à faire le deuil. Cette douleur ancienne peut être celle d’un seul individu comme celle d’une nation tout entière dont il faut panser les plaies (comme dans Invictus). Le monde qu'il dépeint est lui-même menacé de ruine et de disparition. D'où la dimension mortifère, funeste et crépusculaire de ses récits. Celle-ci se retrouve déjà dans Bird avant d'éclater dans Impitoyable. D'autres œuvres peuvent être vues sous cette lumière, comme Sur la route de Madison.
Les films d'Eastwood s'attachent à montrer la fin d'un sentiment, d'une histoire ou d'un monde. L'usage du « récit-cadre » permet au cinéaste, en entremêlant deux temporalités sans toutefois les lier, de faire ressentir au spectateur cette présence du passé et son évanescence dans le temps présent. Dans Lettres d'Iwo Jima, la bataille prend place entre deux scènes contemporaines au cours desquelles l'on exhume les lettres, non-envoyées, de soldats japonais. L'enchâssement de la trame principale, associé à la découverte d'un vestige (en l'occurrence une correspondance), rappelle également la construction de Sur la route de Madison. Le procédé crée un sentiment mélancolique, élégiaque, d'essence romanesque. L'entrelacement et le statut diégétique des voix off dans Million Dollar Baby sont également testamentaires : ils figurent l'absence ainsi qu'une temporalité extérieure aux images. Le cinéma d'Eastwood sonde donc l'origine des choses, le moment où tout a commencé : « celui-ci n'isole jamais le passé qu'il investit (ce qui supprimerait aussi le sens du présent), mais cherche à le rejouer dans le présent », écrit le critique Franck Kausch. La première scène d'Un Monde parfait, située dans un paysage bucolique, commence d'ailleurs par une stase, par un long silence de mort traversé par le souvenir du Dormeur du val. Les films d'Eastwood commencent généralement par la fin, lorsque les évènements que le cinéaste va conter sont déjà derrière nous (on le remarque dans Sur la route de Madison, Un Monde parfait, Million Dollar Baby ou encore dans Mémoires de nos pères). Cette dimension testamentaire du cinéma d'Eastwood fait que les personnages semblent toujours avoir l'intuition de leur propre mort, ou se projettent déjà dans le tréfonds. « Est-ce que je suis en train de creuser ma propre tombe ? » se demande ainsi Saigo au tout début de Lettres d'Iwo Jima. Et les personnages se présentent souvent comme des survivants (voire comme un revenant dans le cas de Josey Wales ou du héros de Pale Rider, le cavalier solitaire). La dimension spectrale du cinéma d'Eastwood transparaît également dans Vanessa in the garden, un court-métrage que le réalisateur tourne en 1985 pour la télévision. Le petit film nous montre un peintre visité par le fantôme de sa femme, dont il peint le portrait.

##### Contrastes et clairs-obscurs
L'utilisation récurrente du contraste chez Eastwood peut être rattachée aux thématiques traitées par le cinéaste. Ses films mettent en scène des affrontements, des oppositions de groupes. Ces contrastes sont « couplés avec des effets de sur-cadre comparables qui soulignent la compartementalisation, voire l'imperméabilité des registres humains et sociaux sur lesquels reposent la vision tragique du cinéaste ». L'idée de contraste doit se comprendre dans son sens le plus large : à savoir la coexistence, dans la même image, d'éléments contraires ou séparables. Dans les westerns d'Eastwood, une figure récurrente consiste à nous présenter, dans un seul plan filmé en panoramique, un intérieur sous-exposé ouvert à un espace extérieur surexposé — désignant par là une menace. Cet effet se retrouve dans les films plus tardifs d'Eastwood, mais sous une autre forme. Dans Sur la route de Madison, la première scène entre le photographe et Francesca, filmée en panoramique, disjoint les deux personnages : le photographe apparaît dans un sur-cadre, qui l'isole de l'obscurité ambiante. Les effets de contraste s'incarnent également dans l'usage qu'Eastwood fait du montage. Le champ contrechamp traduit la relation entre celui qui regarde et celui qui est regardé. Les héros d'Eastwood sont souvent dans une posture double et ambivalente, qui leur permet d'être à la fois le moteur et le témoin du récit. C'est ainsi que se définit Kelson dans Minuit dans le jardin du bien et du mal.

#### Thèmes

##### D'éternels recommencements

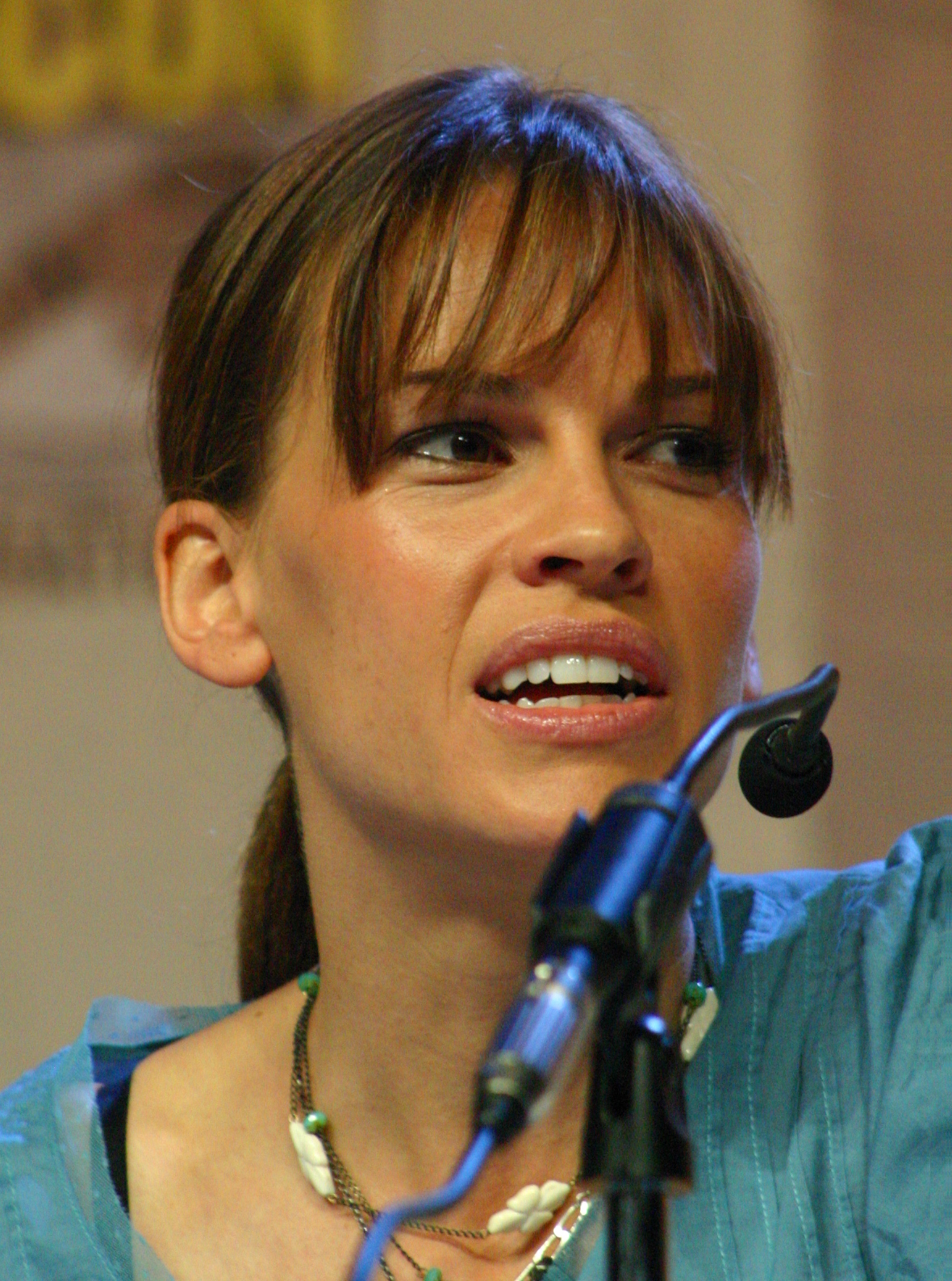
Hilary Swank (Comic-Con de 2006) est la victime de l'« ange de la mort », Frankie Dunn, dans Million Dollar Baby.

Eastwood travaille les grands récits américains pour en disséquer les ressorts et en faire la critique. La trajectoire de ses personnages peut être qualifiée de « destins américains » (Bird, Million Dollar Baby, Mémoires de nos pères). Ces personnages ne peuvent prétendre au statut de héros — à l'exception notable de ceux présentés dans Invictus. Ce sont même, dans la plupart des cas, des antihéros. Lorsqu'ils accèdent à la reconnaissance et au prestige, les personnages d'Eastwood connaissent la chute. Et la chute, comme chez Sisyphe, engendre un châtiment cruel, où le personnage est condamné à répéter la même action, à connaître les mêmes errements. C'est notamment le cas dans Mémoires de nos pères. Pour Timothée Gérardin, les soldats y « sont, presque malgré eux, donnés en exemple d’héroïsme, à travers une photo les montrant en train de hisser la bannière étoilée. Seulement, quant à l’époque de Howard Hawks il suffisait d’écarter d’un revers de main la rentabilisation de la renommée, le mécanisme de l'image prend chez Eastwood un tour maléfique. Pour les soldats en question, la célèbre photo devient une damnation, dans la reproduction même du geste à l'infini ». C'est que le pouvoir, ainsi que le succès, corrompent comme souvent chez Eastwood — c'est ce qu'illustre à sa manière Les Pleins Pouvoirs.
Les personnages que filme Eastwood sont bien souvent tiraillés entre le mal et le bien — le cinéaste rejoignant ici des grands thèmes de la fiction américaine. Chacune de ces figures se définit par une blessure, parfois métaphorique, parfois bien réelle. Dans Impitoyable, une prostituée défigurée cherche à se venger d'un outrage ancien. Le héros de Josey Wales hors-la-loi se promène avec une cicatrice qui lui barre le visage. Cette cicatrice à vie, infligée au personnage au tout début du film, rappelle la mélancolie attachée au personnage, qui avoue être déjà mort depuis des années. La fatalité pèse au-dessus des personnages d'Eastwood, pour les rattraper. Frankie Dunn, dans Million Dollar Baby est celui qui pense protéger ses boxeurs de la mort, et qui finit pourtant par la provoquer — le personnage se changeant alors, malgré lui, en « ange de la mort » (« Je la tue en la gardant en vie », déclare-t-il). Cette contradiction permanente des personnages engendre des phénomènes de répétition (parfois aggravé) : le viol de Mystic River conduit à un meurtre, le personnage d'Eddie Scrap dans Million Dollar Baby provoque la reproduction du combat qui a mis fin à sa carrière, et la revanche que cherchent tant à accomplir les personnages d'Impitoyable n'est rien d'autre qu'une acceptation du principe de répétition (tuer et se faire tuer : le cycle de la violence est sans fin). Le temps, chez Eastwood, est donc fortement cyclique.

##### L'espace: des paysages et des tombeaux
Une grande partie des films d'Eastwood met en scène un personnage cherchant à apprivoiser un espace immense, qu'il s'évertue à circonscrire. Mais le paysage est trompeur : bien souvent, la mise en scène d'Eastwood transforme les espaces traversés en caveaux, en lieux claustrophiques qui enferment le corps et l'esprit. Sans être de purs huis clos, les films d'Eastwood jouent sur la claustration. Les espaces y sont souvent uniques, étroits ou fortement délimités. C'est la cabine du condamné à mort dans Jugé coupable, le « Hit Pit » dans Million Dollar Baby, la navette spatiale dans Space Cowboys, la prison et le bateau dans Créance de sang, la station de radio dans Un frisson dans la nuit, la chambre forte dans Les Pleins Pouvoirs, la cave ou le poulailler où sont enfermés les enfants dans Mystic River et L'Échange. Ces espaces confinés s'apparentent à un cercueil, d'où les personnages peuvent contempler ou anticiper la mort (celle des autres, mais aussi la leur). Des espaces plus grands peuvent faire office de tombeaux : la ville telle qu'elle est filmée à la fin de Mystic River s'apparente à un immense territoire peuplé de cadavres. La caméra parcourt les traces laissées par les enfants dans le ciment avant de survoler la ville pour enfin plonger dans la rivière, où périt le personnage de Dave Boyle. L'utilisation du plan-séquence, pour unifier tous ces lieux, renforce la dimension spectrale de l'espace, au-dessus duquel plane l'ombre de la mort. Claustration, encore, dans Lettres d'Iwo Jima, quand les soldats japonais se retrouvent sur une île noire et hostile, plongés dans l'ignorance (ils ne savent pas si la guerre est finie), suspendus à leur sort que l'on devine tragique. Claustration, encore, dans la souffrance qui aveugle Francesca dans Sur la route de Madison : « le monde (les ponts de l'Iowa) n'est plus, littéralement, qu'un cimetière ». Une fois les morts enterrés, les figures psychopompes continuent de lier les vivants et les morts : c'est le rôle de Minerva et de Billy Hanson dans Minuit dans le jardin du bien et du mal, de Robert Kincaid dans Sur la route de Madison, d'Eddie Scrap ou de Frankie Dunn dans Million Dollar Baby.

##### L’individu et la communauté
La relation que tisse un individu isolé avec le reste d'une communauté est un sujet récurrent dans l'œuvre d'Eastwood — et c'est en partie ce qui rapproche son travail de celui de John Ford. Cette relation ne peut être que douloureuse, car la communauté y est souvent représentée sous les traits d'une entité dangereuse, malveillante voire faussement protectrice. Dans L'Homme des Hautes Plaines, le constat est amer : selon Guilhem Caillard, la « morale eastwoodienne que certains ont autrefois cautionné de réactionnaire, c’est le manque de solidarité entre les hommes faussement idéalistes qui joue en faveur de leur perte. Le ton est à ce point poussé que la ville de Lago devient dantesque (maculée de rouge), bordant un lac qui ferait écho à l’organisation concentrique de la descente aux enfers ». Dans Josey Wales hors-la-loi, la communauté absout les crimes passés par souci de réconciliation nationale. Le personnage de Josey, joué par Eastwood lui-même, refuse cette amnistie (ou amnésie) dans lequel il voit un mensonge d'État. La quête du personnage consiste à reconstruire une communauté viable, lavée de ses crimes. Le motif de la communauté gangrénée par le vice, le mensonge ou la corruption est également présent dans Mystic River, dans Minuit dans le jardin du bien et du mal, Jugé coupable ou dans L'Échange.

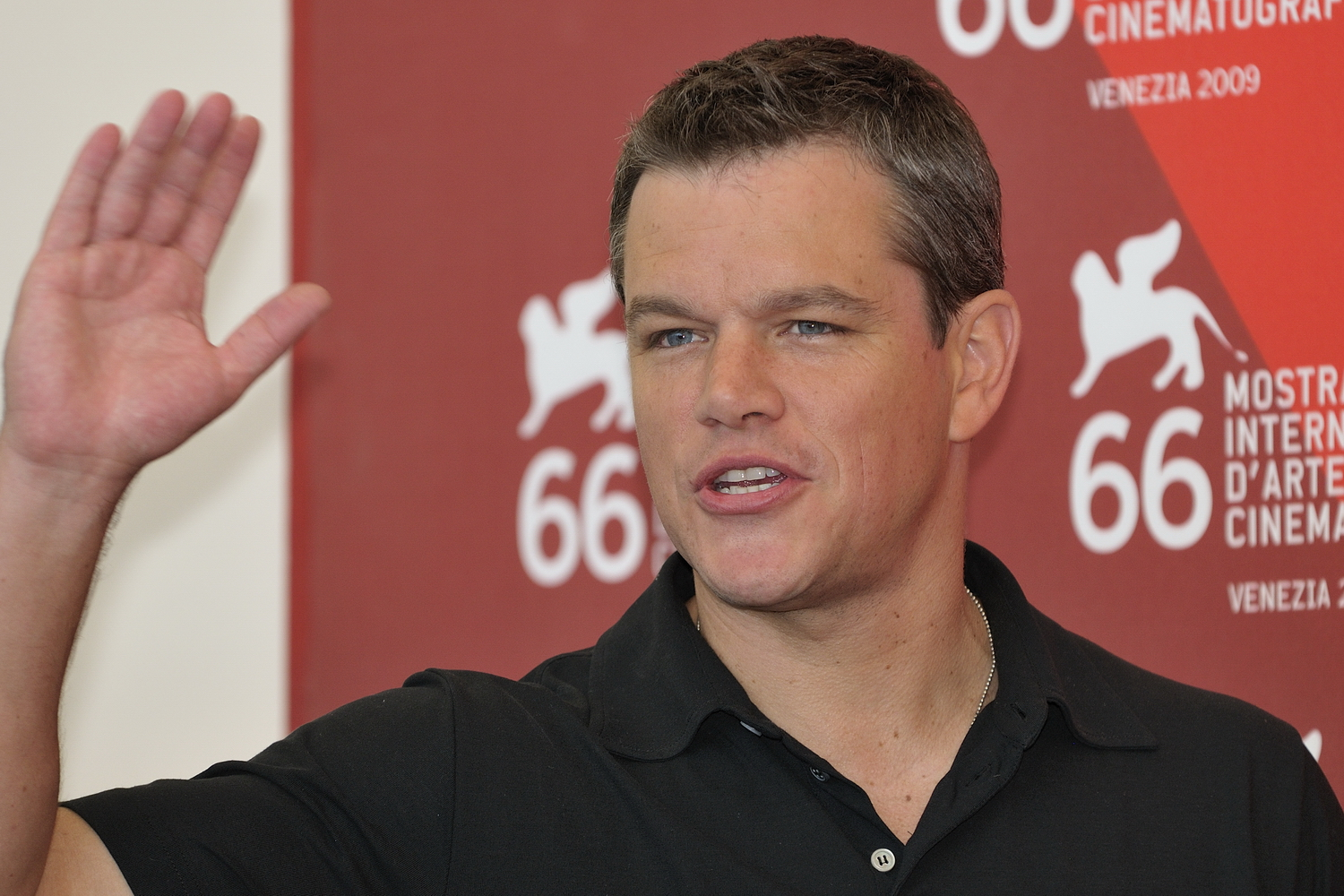
Matt Damon représente l'esprit de communauté, notion que lui transmet le personnage de Nelson Mandela, dans Invictus.

L'individu chez Eastwood se définit donc d'abord « contre » les autres, en réaction au reste des hommes : chez lui, « toute communauté est la suite d'une faute primitive que la lutte pour la survie oblige, à terme, à entériner. La communauté n'a d'issue que dans la solitude et dans le refus, seul commencement qui, par définition, n'en est pas un », écrit Franck Kausch. C'est pourquoi les personnages d'Eastwood souffrent d'un manque originel, d'une innocence perdue dont ils ne connaissent même pas l'origine. La révolte de l'individu contre la communauté n'est pas une reconquête : c'est la répétition des mêmes mécanismes de chaos. Les soldats de Mémoires de nos pères, une fois élevés au statut de héros, doivent accepter l'imposture qui leur est proposée — mentir sur les conditions de leur triomphe, qu'ils sont condamnés à reproduire dans des spectacles grotesques, jusqu'à vider de leur substance les évènements dont ils ont été les artisans.
Cette méfiance naturelle à l'égard de la société ou de toute forme de communauté organisée a suscité de nombreux commentaires. Pour le dramaturge Philippe Person, Eastwood « n’a, en effet, aucun sens de la communauté et ne s'en réclame d’aucune » : le héros selon Eastwood ne doit rien à la société, il est entièrement responsable de ses actes, doit se construire seul et prouver qu'il mérite sa place parmi les autres. Il n'a aucune excuse sociale, à l'inverse des héros de John Ford. Philippe Person regrette que le cinéaste, dans Jugé coupable, ne s'intéresse pas davantage « aux mécanismes qui aboutissent à ce qu’un Noir innocent puisse aussi facilement se retrouver dans le couloir de la mort ». Le dramaturge poursuit en écrivant : « Non, il reprend son schéma coutumier : un homme seul, forcément l’antihéros qu’il incarne — un journaliste, cette fois — va rétablir une vérité que les autorités, forcément corrompues, n’ont pas voulu voir. D’ailleurs, pour couper court à toute ambiguïté, le vrai coupable sera un autre Noir… Quand le réalisateur décrit un groupe, c’est un petit groupe d’individus qui se sont choisis, emmenés par un homme qui leur transmet son rêve (Josey Wales hors-la-loi, Bronco Billy). […] Pour lui, le peuple n’existe pas. En tout cas, on le cherchera en vain dans son cinéma, où jamais il n’a conté une aventure collective. […] Les pouvoirs publics ne protègent pas les faibles, mais représentent un rempart auquel ses personnages viennent se heurter. Ils sont synonymes de bureaucratie et de corruption ». Et Person de citer Les Pleins Pouvoirs, où le président des États-Unis se rend coupable de meurtre,.
Invictus marque pourtant l'attachement d'Eastwood à un projet de société commun. Alors que ses films précédents signaient plutôt l'échec de la communauté, Invictus fait le pari d'un pays composite, métissé, mais unifié par son leader politique, encourageant la réussite de son équipe nationale. Comme le dit Eastwood, « Invictus est un film sur la réconciliation d'un peuple, sur un homme qui fait comprendre à chacun que sa mission est de donner le meilleur de lui-même. Nelson Mandela transmet cet idéal au personnage de Matt Damon, le capitaine de l'équipe des Springboks. Et l'équipe le transmet à son tour au pays tout entier ».

##### La transmission
Eastwood en tant que cinéaste aime à disséquer les liens qui unissent les personnages avec leur propre progéniture. Le réalisateur fera même tourner son propre fils dans Honkytonk Man. La question de la transmission est donc naturellement au cœur de ce cinéma, singulièrement dans ses derniers films. Un personnage vieillissant cherche à passer le témoin, se trouve un héritier et lui transmet une partie de ses biens ou de ses valeurs morales,. Dans Sur la route de Madison, les enfants découvrent le testament de leur mère et se voient contraints de satisfaire ses dernières volontés, malgré le dégoût que leur inspire son adultère. Le processus de transmission réside dans la manière dont le comportement de leur mère, qu'ils réprouvaient dans un premier temps, presque mécaniquement, influe sur leurs actes et l'amour qu'ils manifestent soudainement à leurs propres familles. Le message est passé, sans que les personnages en aient véritablement conscience. La transmission s'effectue de manière inconsciente et presque magique : la voix off de Francesca, interprétée par Meryl Streep, d'outre-tombe, surplombe les images au présent comme pour guider les personnages. Carolyn va même jusqu'à épouser, sans s'en rendre compte, les mimiques de sa mère lorsqu'elle répond au téléphone vêtue de la robe que portait Franscesca quelques années plus tôt.
Mystic River montre un autre type de transmission, sur un mode beaucoup plus fataliste et désespéré : la balle que Dave Boyle transmet à son fils au début du film confond les deux personnages, qui vont jusqu'à porter le même prénom. Les deux êtres ne cesseront dès lors plus de se répondre, même métaphoriquement : vingt-cinq ans plus tard, l'enfant devenu grand reproduit les gestes de son aîné, guidé par une forme d'inconscient familial. Ici, le fantôme du père continue de hanter les personnages à leur insu. L'enfance, chez Eastwood, n'est pas filmée comme un âge heureux ou un monde d'insouciance. Trois films — Un monde parfait, Mystic River et L’Échange — retracent même une histoire d'enlèvement d'enfants. L'enfance est donc lié au danger, et même — par un total renversement de valeurs — à la mort.
Une autre lecture de l'œuvre d'Eastwood, nettement moins humaniste que les précédentes, est donc possible. Les nouvelles générations, telles qu'elles sont filmées par le cinéaste, peuvent apparaître comme oisives, handicapantes ou malveillantes. Dans Sur la route de Madison, les enfants de Francesca représentent un danger, puisqu’ils envisagent de brûler les souvenirs laissés par leur mère, refusant son histoire d’amour avec le photographe. Dans Gran Torino, Walt Kowalski refuse de léguer sa fortune à ses propres enfants — qu’il méprise — pour la donner à ses voisins de culture Hmong. Dans Million Dollar Baby, l’entraîneur aide la boxeuse à mourir car elle ne peut plus assurer sa descendance. L’entreprise de filiation a échoué et l’entraîneur fait disparaître ce corps « en trop ». Le critique Jean-Baptiste Morain note ainsi que « le danger vient des fils, jamais des pères. Les fils sont intéressés, idiots, gros et laids, ne pensent qu’à la respectabilité, là où les pères ne seraient que minceur, loyauté et responsabilité. Comme si […] Eastwood ne supportait pas que les fils puissent un jour prendre sa place. Même si et surtout parce que le sens de la vie veut le plus souvent que les pères meurent avant les fils ».

## Activités publiques et engagements

### Opinion politique

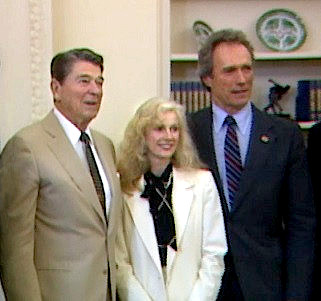
Ronald Reagan, Locke et Eastwood dans le Bureau ovale en 1987.

Clint Eastwood, bien que souvent engagé politiquement aux côtés du Parti républicain, sur les listes duquel il est inscrit depuis 1951, se définit lui-même comme un libertarien fiscalement conservateur, mais socialement libéral,,. Il soutient les candidats du parti républicain lors des élections présidentielles 1952, 1968, 1972, 1980, 1984, 2008 et 2012, mais il n'affiche pas de soutien réel à Donald Trump en 2016. Cependant, lors de l'élection présidentielle américaine de 1992, il a soutenu Ross Perot, un milliardaire libertarien indépendant. En 1972, le président Richard Nixon nomme Clint Eastwood au Conseil national pour la culture, poste qu'il garde jusqu'à la démission de Nixon en 1974.
Lors d'élections locales, il a soutenu des candidats d'autres partis comme le démocrate environnementaliste Sam Farr en 2002 et s'est opposé au référendum révocatoire contre l'ancien gouverneur démocrate de la Californie, Gray Davis, en 2003. De 1986 à 1988, il est lui-même un élu local, maire de la ville de Carmel-by-the-Sea, dans le comté de Monterey Californie (élu avec 72 % des suffrages). De 2004 à 2008, il est membre de la commission sur les parcs californiens, nommé à ce poste par le gouverneur de Californie, Arnold Schwarzenegger. En 2008, en tant que membre de cette commission, il s'oppose à la construction d'une autoroute à péage dans le sud de la Californie, que défend Schwarzenegger. Celui-ci ne renomme pas Eastwood à l'expiration de son mandat.
Il marque en son temps un grand scepticisme face à la guerre du Viêt Nam, déclarant que le pays n'avait « rien à gagner au Viêt Nam, si ce n'est envoyer nos hommes en enfer », qu'« aucun politique n'avait de plan de sortie ou de solution miracle », et il déplore l'ambiguïté du soutien américain aux Sud-Vietnamiens, puis l'abandon de ces derniers. En 2003, il a publiquement critiqué l'engagement de l'armée américaine dans la guerre d'Irak. Néanmoins, un an plus tard, il appelle à voter pour George W. Bush par opposition au démocrate John Kerry. Bien qu'opposé au fait de tuer, y compris des animaux, il s'est cependant déclaré en faveur de la peine de mort, notamment pour les crimes impliquant des enfants,,.
En janvier 2005, lors d'un dîner de gala à New York, Eastwood s'en prend vigoureusement au réalisateur Michael Moore, déclarant : « Michael, si vous vous présentez un jour à ma porte avec une caméra, je vous tue », faisant référence au comportement de Moore envers son vieil ami Charlton Heston, dans le film-documentaire Bowling for Columbine. Jouant sur l'ambiguïté de la plaisanterie, alors que la salle éclate de rire, Eastwood précise : « Je suis sérieux. »

#### Maire de Carmel

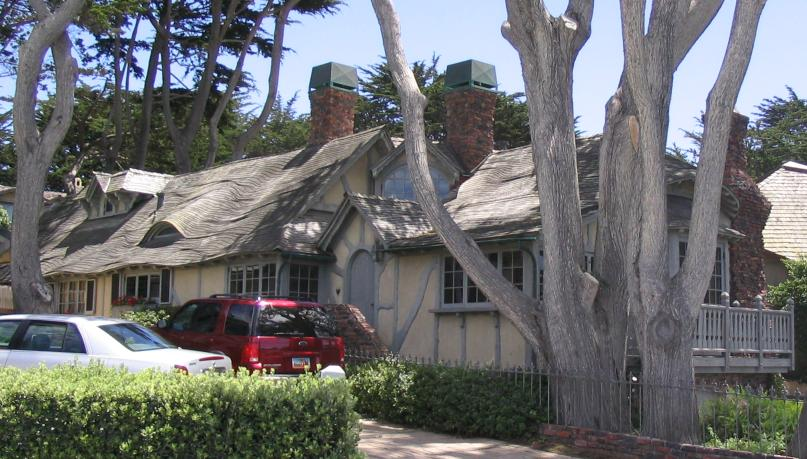
Carmel-by-the-Sea.

Eastwood réussit une incursion dans la politique en devenant maire de Carmel en Californie en avril 1986, une petite ville située sur la péninsule Monterey et regroupant une communauté d'artistes. Lorsqu'il apprend qu'Eastwood est élu avec 72 % des voix, le président des États-Unis, l'ancien acteur Ronald Reagan, l'appelle et lui dit : « Qu'est-ce qu'un acteur qui joue avec un singe vient faire en politique ? », se référant au rôle d'Eastwood dans Ça va cogner et à son propre rôle dans Bedtime for Bonzo. Durant son mandat, Eastwood tourne Le Maître de guerre et Bird.
En 1988, il annonce qu'il ne se représentera pas aux élections municipales, préférant passer du temps avec ses enfants déjà adolescents. Son mandat de maire est mitigé ; si certains habitants ont apprécié ses déclarations dans les colonnes du quotidien local Carmel Pine Cone ou encore ses interventions auprès de la législature d'État de la Californie, d'autres évoquent une réforme empêchant une célébrité de se présenter au poste de maire.

#### Commission des parcs et loisirs de Californie

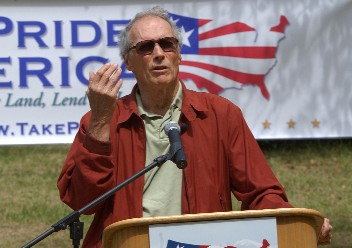
Take Pride in America où intervient Eastwood.

En 2001, il est nommé à la Commission des parcs et loisirs de l'État de Californie (California State Park and Recreation Commission) par le gouverneur démocrate Gray Davis, puis à nouveau en 2004 par le gouverneur républicain Arnold Schwarzenegger, qu'il soutient lors des élections de 2003 et 2006. Peu après, Schwarzenegger annonce la fermeture de 80 % des California State Parks.
Eastwood, vice-président, et Robert Shriver, président de la Commission, et beau-frère de Schwarzenegger, créent ensemble en 2005 un comité s'opposant à la construction d'une autoroute à six voies. Cette autoroute, d'une longueur de 16 miles (26 km), aurait traversé le parc de San Onofre State Beach, au nord de San Diego, une des plages de surf les plus appréciées de Californie du Sud. Eastwood et Shriver lancent une action en justice en 2006 et exhortent la Commission des côtes de Californie (California Coastal Commission) à rejeter le projet, ce qu'elle fait en février 2008.
En mars 2008, Clint Eastwood et Bobby Shriver, dont les mandats ont expiré, ne sont pas reconduits dans leurs fonctions. Le Natural Resources Defense Council (Conseil de défense des ressources naturelles) demande une enquête législative concernant la décision de ne pas renouveler leurs mandats. Selon ce même Conseil et des articles publiés dans le magazine politique The New Republic, Eastwood et Shriver n'ont pas été reconduits à cause de leur opposition à la prolongation de l'autoroute California State Route 241,. Au cours de la conférence de presse où Schwarzenegger annonce la nomination d'Alice Huffman et de Lindy DeKoven, il ne fait cependant aucune allusion à une quelconque raison de l'éviction d'Eastwood et Shriver.
En avril 2005, le gouverneur Schwarzenegger a par ailleurs nommé Eastwood avec l'acteur et réalisateur Danny DeVito, l'acteur et réalisateur Bill Duke, le producteur Tom Werner et la productrice et réalisatrice Lili Zanuck à la Commission du film de Californie (California Film Commission).

### Fondation David-Lynch
Il s'engage en faveur de la Fondation David-Lynch : « Je suis un partisan inconditionnel de la méditation transcendantale, que je pratique depuis près de quarante ans ».

### Musée de la police
Le National Law Enforcement Officers a annoncé le 18 juillet 2011 que Clint Eastwood a accepté la place de président d'honneur d'un musée sur la police. Ce musée, qui a ouvert ses portes en 2013 à Washington, à côté d'un mémorial rendant hommage aux 19 298 policiers tués en service depuis 1791, est consacré à l'histoire et au rôle des forces de sécurité américaines. Clint Eastwood s'est dit « très honoré de contribuer à raconter l'histoire héroïque du métier et du dévouement » ; d'avoir été choisi comme président d'honneur : l’acteur et réalisateur avoue se sentir très concerné par ce métier qui perd des milliers d'hommes et de femmes chaque année : « La police mérite cet hommage. Un policier est tué en service toutes les 53 heures aux États-Unis. Malgré les risques, 800 000 femmes et hommes travaillent chaque jour pour nous servir et nous protéger »,. Son rôle sera de présenter au public les diverses expositions du musée. Sa notoriété permettra également au musée de rassembler les fonds manquants qui devraient permettre au musée d'ouvrir ses portes.
Par ailleurs, il existe un poste de police australien portant le nom de Clint Eastwood.

### Style de vie

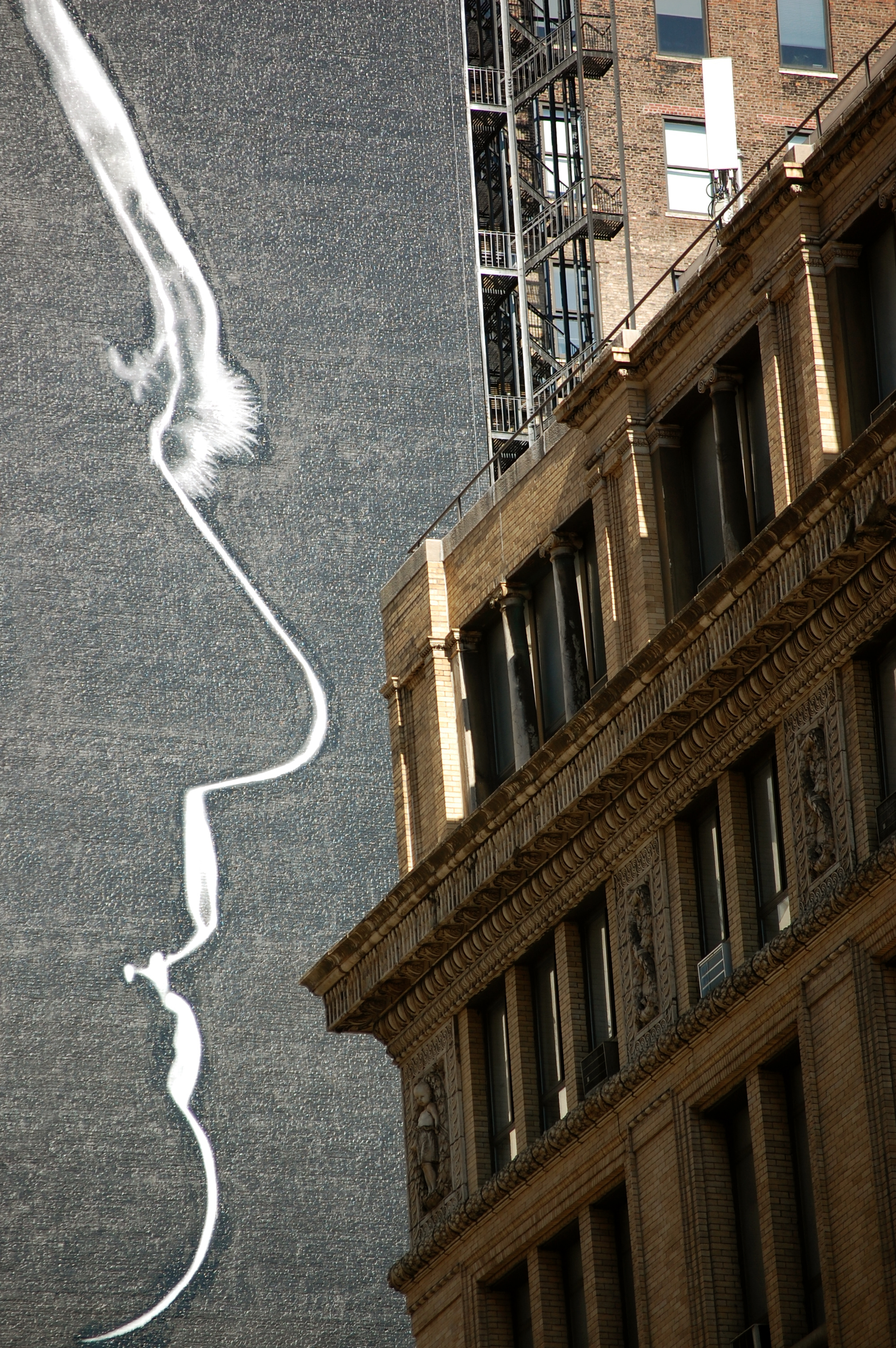
Représentation du profil d'Eastwood sur un bâtiment.

Clint Eastwood, qui a toujours été non-fumeur, prend conscience de l'importance de la santé et des aptitudes physiques dès l’adolescence : dès lors il se maintient en bonne forme physique et mange des repas sains. Alors qu'il devient célèbre durant la production de la série télévisée Rawhide, Eastwood apparaît souvent dans des magazines et des journaux qui traitent de son style de vie équilibré. Dans l'édition d'août 1959 du TV Guide, par exemple, il est photographié en train de faire des pompes et de donner des conseils sur le fitness et la nutrition : il préconise aux lecteurs de manger beaucoup de fruits, de crudités et de vitamines mais d'éviter les boissons sucrées et alcoolisées.
Le 21 juillet 1970, le père d'Eastwood meurt d'un infarctus du myocarde à l’âge de 64 ans. Cela provoque un grand choc chez Clint Eastwood, dont le grand-père avait vécu jusqu'à l'âge de 92 ans et avait eu un profond impact sur sa vie. Cet événement le bouleverse : c'est, comme le dit Fritz Manes, « la seule mauvaise chose qui lui soit arrivée dans sa vie ». À partir de ce moment, il devient plus productif, travaillant plus rapidement tout en conservant son efficacité. Bien qu'il ait toujours été en bonne santé, sa prudence redouble après la mort de son père : ainsi il ne boit plus de spiritueux et adopte un régime plus rigoureux. Il reste cependant favorable à la bière et ouvre même un pub du nom de Hog's Breath Inn à Carmel-by-the-Sea en 1971. L'acteur-réalisateur détient également le Mission Ranch Hotel and Restaurant situé dans la même ville.
En 1975, Eastwood déclare publiquement qu'il pratique la méditation transcendantale lors de The Merv Griffin Show.
Il détient, par ailleurs, le Tehàma Golf Club de Carmel-by-the-Sea. Ce club privé est composé d'approximativement trois cents membres. Le prix d'adhésion est d'environ 500 000 $. Il a également investi dans le Pebble Beach Golf Links, mondialement reconnu. En plus d'être passionné de golf, Clint Eastwood est également très bon pilote d'hélicoptère,.

## Dans la culture populaire

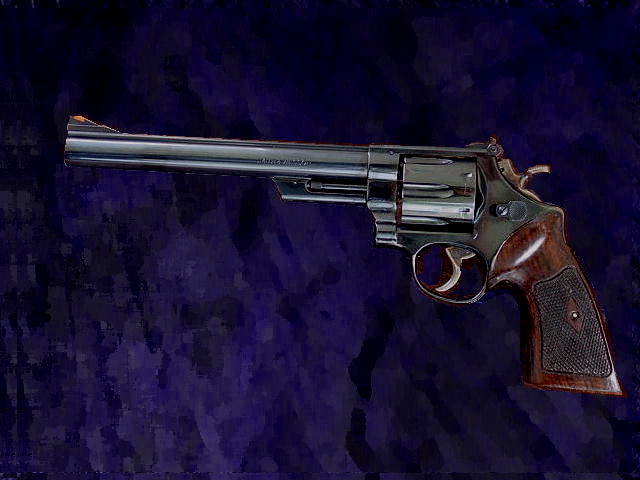
Le revolver Smith & Wesson Model 29 de L'Inspecteur Harry.

À la suite de sa carrière, tant comme acteur que comme réalisateur et producteur, Clint Eastwood a vu son nom utilisé dans de nombreux médias, tels que le cinéma, la télévision, la musique ou encore la littérature et les jeux vidéo. La référence la plus fréquente à Eastwood est l'utilisation du personnage Harry Callahan et de son .44 Magnum issus de la série de L'Inspecteur Harry. C'est par exemple le cas dans Casper où un personnage voit son reflet dans un miroir se transformer en Harry, et prononcer une réplique en référence à ce dernier. Dans Transformers, un autobot nommé Ironhide fait une imitation d'Eastwood dans L'Inspecteur Harry. Par ailleurs, Jim Carrey fait à deux reprises allusion à Clint Eastwood, qui a jadis lancé sa carrière. Dans The Mask, son personnage sort de sa veste un arsenal de revolvers, en demandant « Do you feel lucky, punks? ». Puis, dans le film Bruce tout-puissant, Carrey réplique « Be careful what you wish for, Punk ».
« L’Homme sans nom » a souvent été réutilisé dans divers médias. Dans Retour vers le futur 3, Marty McFly se fait appeler Clint Eastwood, alors que le film pastiche les westerns. D'ailleurs, dans Retour vers le futur 2, le personnage de Biff regarde à la télé Pour une poignée de dollars. Le personnage Roland de Gilead, créé par Stephen King, s'inspire aussi clairement du personnage d'Eastwood dans Le Bon, la Brute et le Truand. Dans le clip vidéo de Prince Charming, interprété par Adam and the Ants, on peut voir le chanteur habillé comme Eastwood dans Le Bon, la Brute et le Truand.
Dans un épisode de Supernatural, Dean Winchester se fait appeler shérif Eastwood alors qu'il est dans le Far West.
D'autres fois, c'est seulement le nom d'Eastwood qui est utilisé. On peut le trouver dans l'attraction The Great Movie Ride, dans le jeu vidéo Overwatch, où il est interprété par Cassidy, un personnage qui vient du Far Ouest. On peut aussi citer Serious Sam : Second Contact. Gorillaz a également interprété deux chansons intitulées Clint Eastwood et Dirty Harry.
Eastwood apparaît également à la télévision dans des publicités. La première, aux côtés de Jack Nicholson, concerne le tourisme en Californie, ; Eastwood se trouve sur son terrain de golf favori, et Nicholson est assis dans les gradins du Staples Center. La seconde est contre la drogue, et la dernière concerne le lait.

## Distinctions

### Récompenses

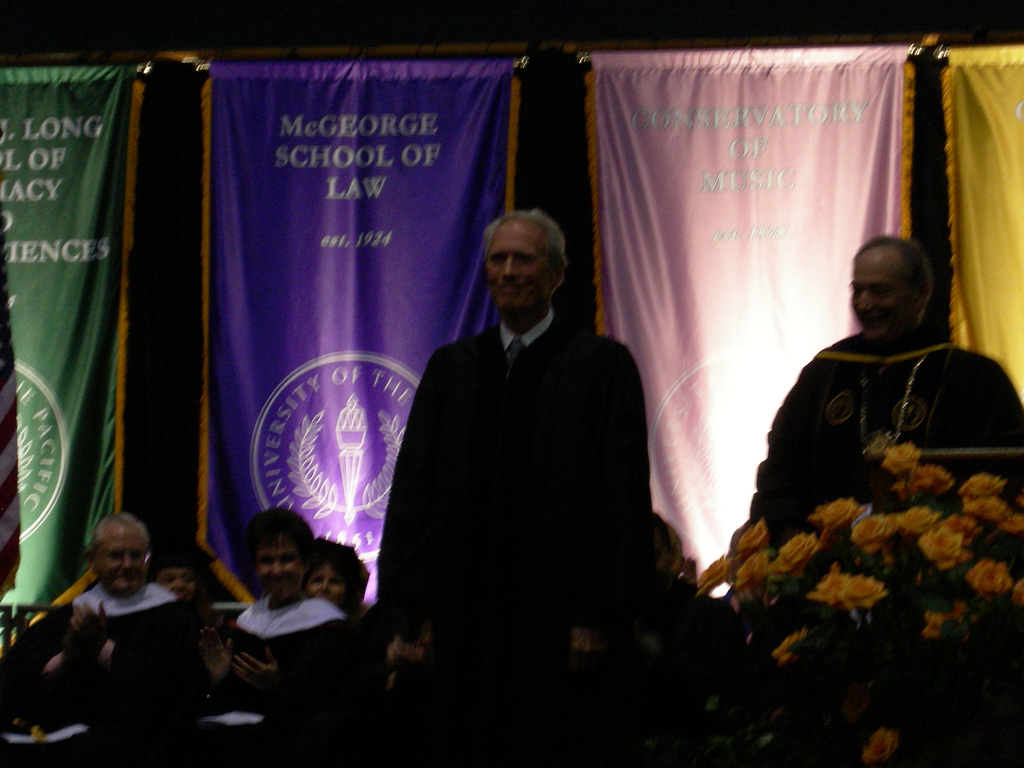
Clint Eastwood reçoit l'Honorary Degree de la part de l'université du Pacifique.

Le 22 août 1984, le Grauman's Chinese Theater sur l'Hollywood Boulevard fait l'honneur à Eastwood de laisser ses empreintes dans le ciment du boulevard. Il reçoit de l'American Film Institute le Life Achievement Award en 1996 et l'Honorary Degree en 2009.
Clint Eastwood a reçu de très nombreux prix tel que le Kennedy Center Honors. En 1995, l'Academy of Motion Picture Arts and Sciences lui décerne l'Irving G. Thalberg Memorial Award pour la créativité dont il a fait preuve durant sa carrière de producteur. En 2006, il reçoit l'Honorary Degree de la part de l'université du Pacifique et un prix similaire de l'université du Sud de la Californie en 2007.
Pour ses compositions musicales, Eastwood est notamment nommé pour un Grammy Awards en 2006 ; il remporte un Satellite Awards de la meilleure chanson originale en 2007 et il est nommé à deux reprises aux Critics Choice Awards du meilleur compositeur. Le 22 septembre 2007, il est nommé docteur en musique par le Berklee College of Music durant le Monterey Jazz Festival. Il a longtemps fait partie du conseil d'administration de cette université. Dans son discours de réception, il déclare qu'il s'agit de « l’un des plus grands honneurs [qu'on lui ai] fait. »
Le 6 décembre 2006, le gouverneur de Californie, Arnold Schwarzenegger, et la Première Dame Maria Shriver le font entrer dans le California Hall of Fame.
En 2007, il est le premier prétendant au Jack Valenti Humanitarian Award pour ses films Mémoires de nos pères et Lettres d'Iwo Jima, lors d'une cérémonie présentée par la MPAA.
En 2008, le National Board of Review lui décerne le prix du meilleur acteur pour sa performance dans Gran Torino.
En 2009, il reçoit à Lyon, pour l'ensemble de sa carrière, le prix Lumière du premier Festival Lumière.
En 2010, il est couronné par la National Medal of Arts pour ses services et sa contribution à l’art cinématographique américain. Il s'agit de la plus haute récompense décernée à un artiste aux États-Unis.
Parmi les prix pour lesquels il a été nommé figurent notamment six Oscars, trois BAFTA Awards, deux prix David di Donatello, deux César, neuf Golden Globes et quatre Saturn Awards. Il a fait partie à cinq reprises de la sélection officielle du festival de Cannes et il a remporté deux récompenses à la Mostra de Venise. Les prix qu'il a reçus comptent quatre Oscars, deux César, deux DGA Awards, deux Golden Globes, sept Kinema Junpo Awards, deux Satellite Awards et une Palme d'honneur lors du festival de Cannes 2009.
Il fait partie, avec Warren Beatty, des deux seuls artistes à avoir été nommés deux fois pour l’Oscar du meilleur acteur et du meilleur réalisateur pour un même film : Impitoyable (1992) et Million Dollar Baby (2004). En 2005, il devient ainsi le réalisateur le plus âgé à recevoir un Oscar.

### Décorations

#### Au Japon

Ordre du Soleil levant.

Le 29 avril 2009, le gouvernement japonais annonce qu'Eastwood est décoré de l'ordre du Soleil levant avec des raies d'or et un ruban, ce qui est la troisième plus grande des huit classes associées à cette distinction.

#### En France
- 2009 :  Commandeur de la Légion d'honneur

À la fin de l’année 2007, Eastwood est décoré de la Légion d'honneur. Le président Chirac déclare qu'il donne « à comprendre la complexité de l’Amérique, avec sa grandeur et avec ses fragilités, avec l'élan de ses rêves et avec ses interrogations inquiètes. » À la fin de l'année 2009, il est promu commandeur par Nicolas Sarkozy.
- 1994 :  Chevalier de l'ordre des Arts et des Lettres

## Voix francophones
En version française, Jacques Deschamps double l'acteur pour son personnage de l'« homme sans nom » dans la Trilogie du dollar (1964 à 1966) de Sergio Leone (composée de Pour une poignée de dollars, Et pour quelques dollars de plus, Le Bon, la Brute et le Truand). Jean Lagache est sa voix pour quelques films (dont Joe Kidd, Le Canardeur et L'Évadé d'Alcatraz). Néanmoins, c'est à partir de 1971 que Jean-Claude Michel devient la voix française régulière de Clint Eastwood dans la plupart de ses rôles jusqu'en 1997 (et de façon ininterrompue de 1980 à 1993 - dont la série de films L'Inspecteur Harry, Bronco Billy, Pink Cadillac, Impitoyable et Dans la ligne de mire, etc.). Puis à partir de 1999, l'année de la mort de Jean-Claude Michel, Hervé Jolly lui succède et devient la voix française la plus fréquente de l'acteur (Jugé coupable, Space Cowboys, Créance de sang, Gran Torino, Une nouvelle chance, et La Mule). Occasionnellement, il a aussi été doublé à trois reprises par Jacques Thébault (la série Rawhide, Un shérif à New York et Sierra torride) et deux fois par Denis Savignat (Quand les aigles attaquent et De l'or pour les braves). À titre exceptionnel, Pierre Hatet lui prête son timbre si particulier dans Les Proies, Alain Doutey dans Sur la route de Madison et Marc Cassot lors du film Million Dollar Baby.
En version québécoise, Jean Fontaine a principalement été la voix de l'acteur (dont Les Enjeux de la mort, La Cadillac rose, La Recrue, etc.). Lors de rares occasions, Hubert Fielden l'a également doublé à deux reprises (Les Pionniers de l'espace et Gran Torino). Exceptionnellement, Jean-Marie Moncelet lui prête sa voix pour le film La Fille à un million de dollars.
- Versions françaises :
  - Jean-Claude Michel dans la série de films L'Inspecteur Harry, Bronco Billy, Pink Cadillac, Impitoyable, Dans la ligne de mire, etc.
  - Jean Lagache dans Joe Kidd, Le Canardeur, L'Évadé d'Alcatraz, etc.
  - Jacques Deschamps dans la Trilogie du dollar,, etc.
  - Hervé Jolly dans Jugé coupable, Space Cowboys, Gran Torino, Une nouvelle chance et La Mule, etc.

- Versions québécoises (la liste indique les titres québécois) :
  - Jean Fontaine dans Les Enjeux de la mort, La Cadillac rose, La Recrue, etc.
  - Hubert Fielden dans Les Pionniers de l'espace et Gran Torino.